# Historia Hexental

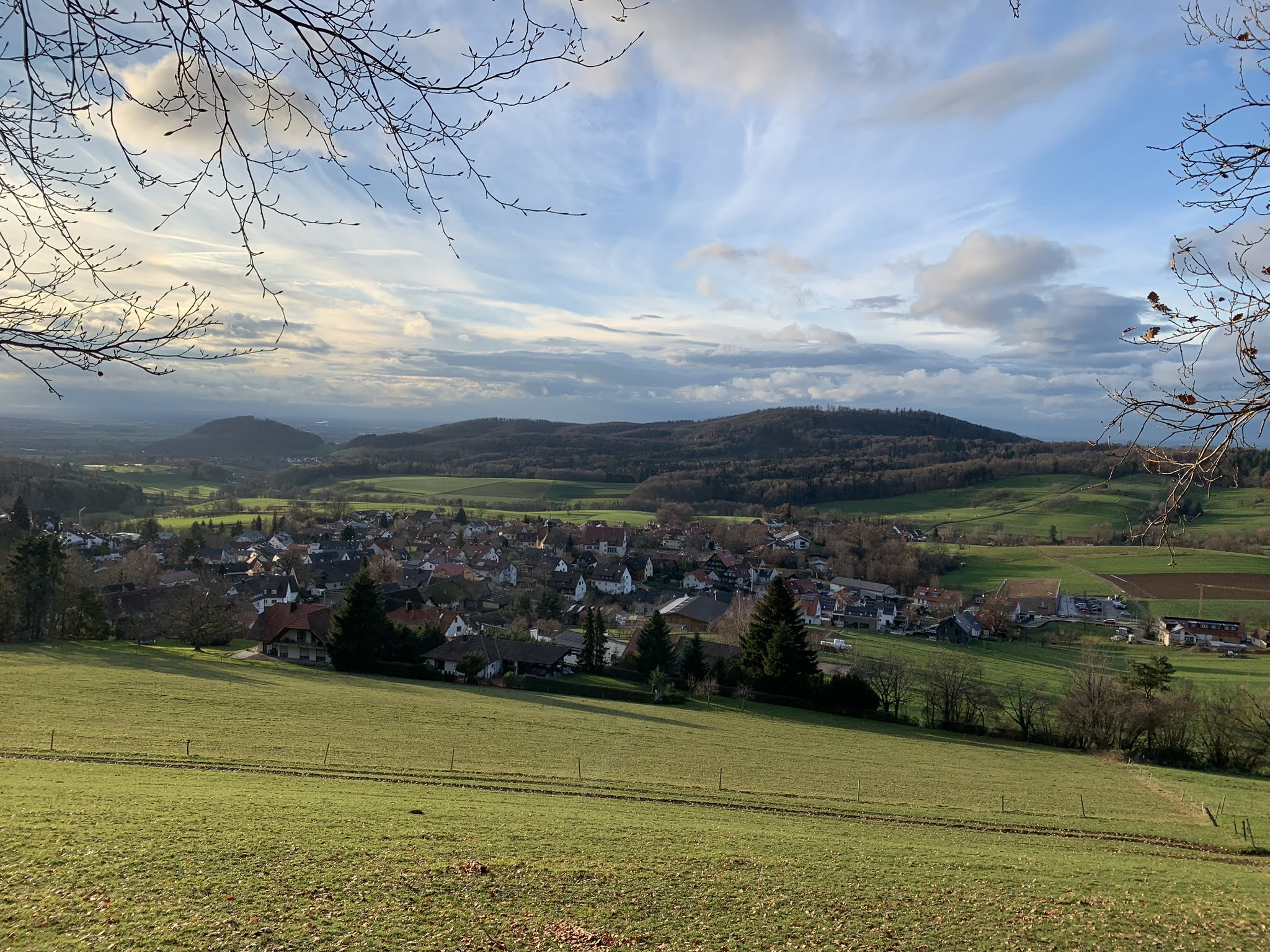
Płd.-zach. kraniec Hexental, widok na masyw Schönbergu, od Ölbergu po Berghauser Matten

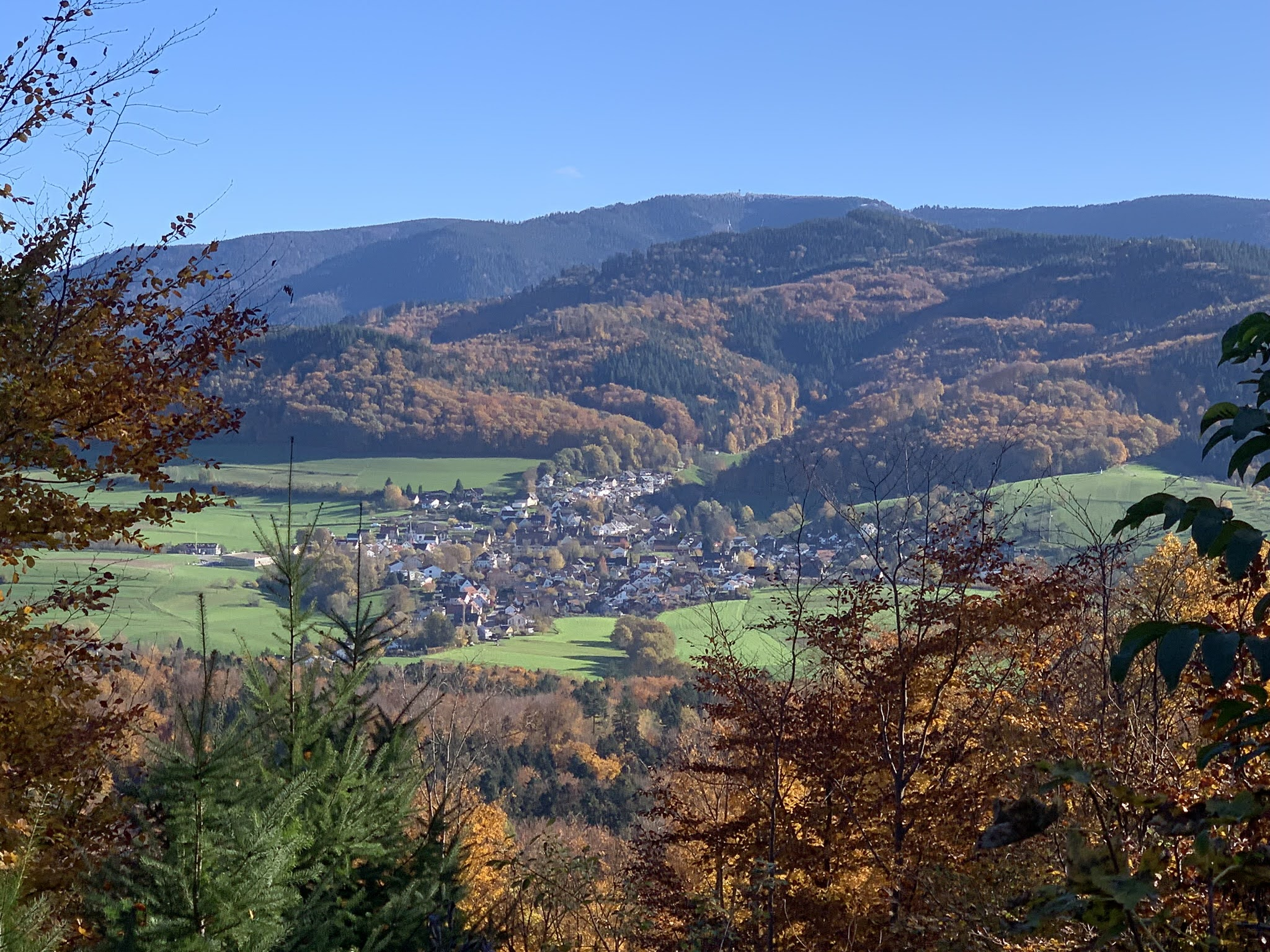
Widok spod wierzchołka Hohfirst –Sölden i w tle Schwarzwald

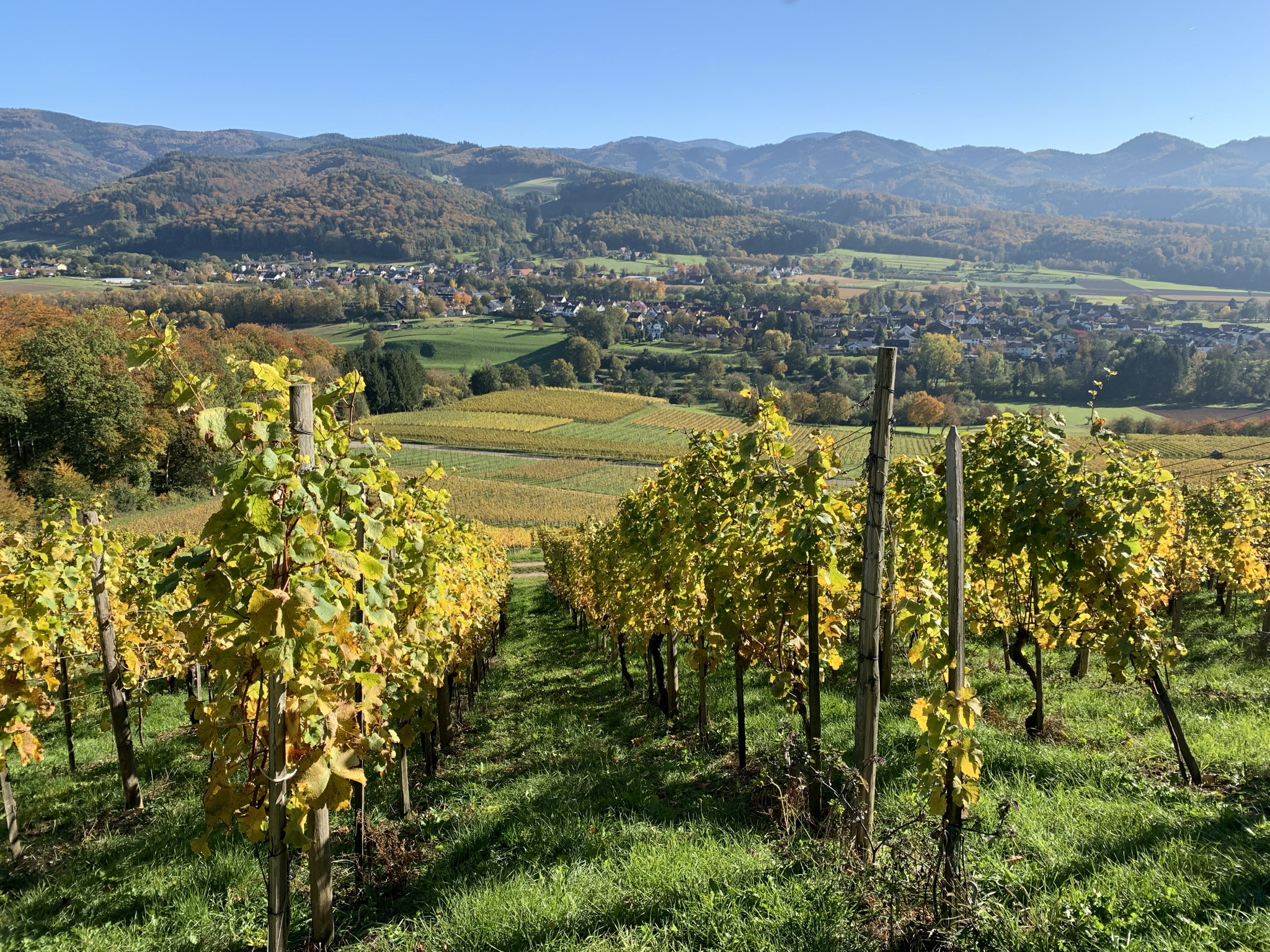
Widok ze Steinbergu na Bollschweil w stronę Schwarzwaldu

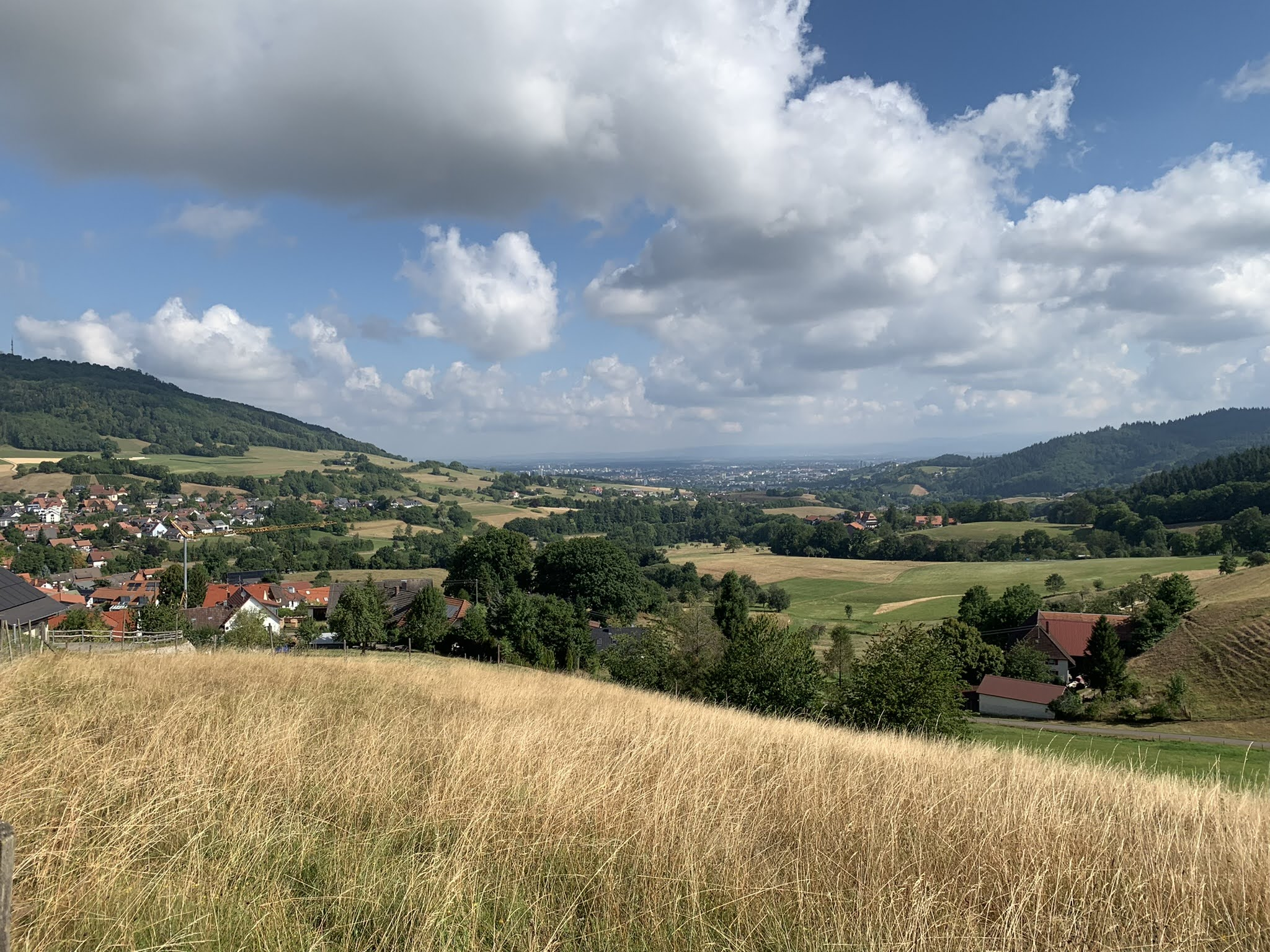
Północny wylot Hexental, po lewej Wittnau i pn.-wsch. stoki Schönbergu

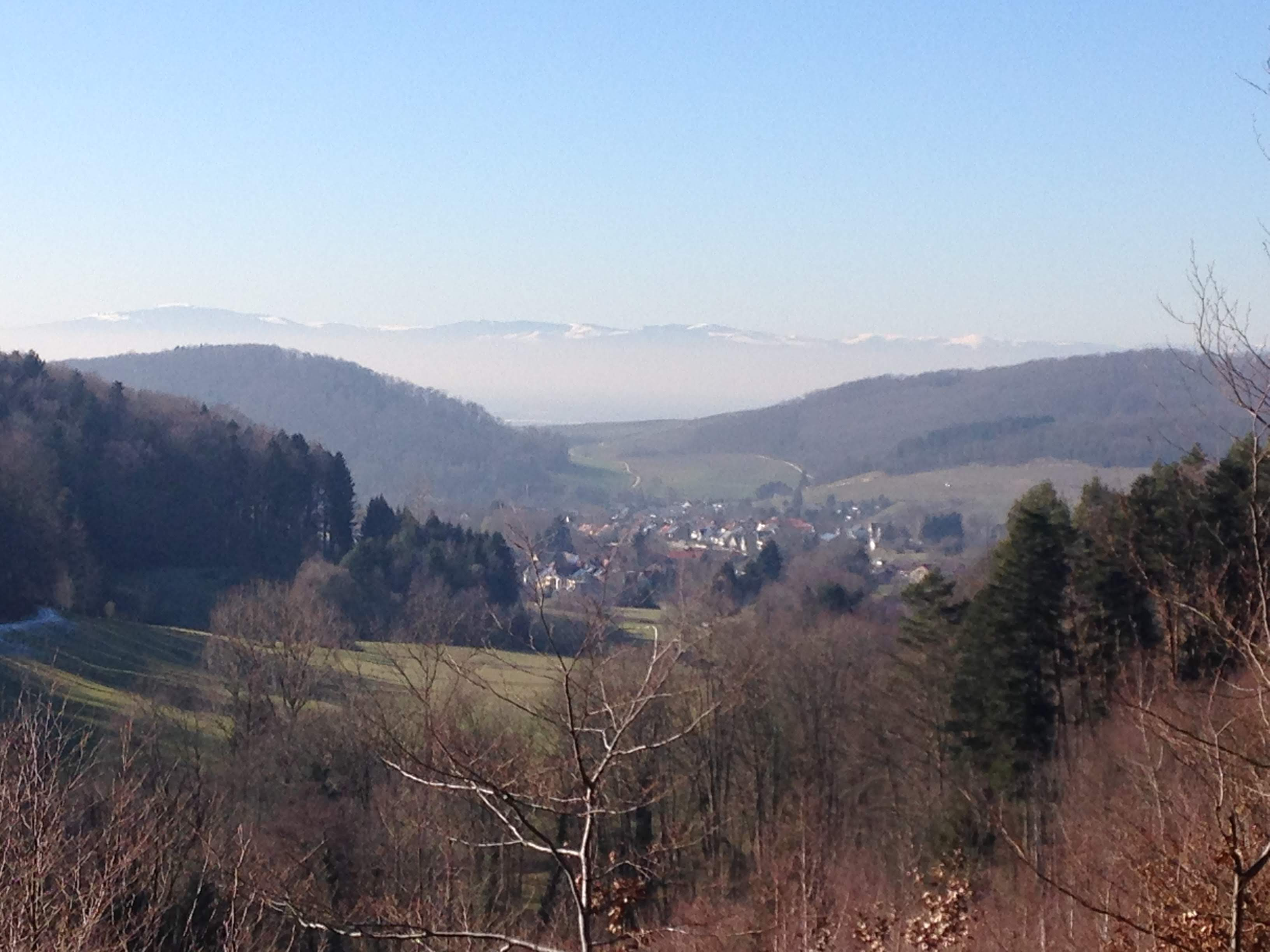
Przełęcz między Ölbergiem a Urbergiem (w maszwie Schönbergu), w tle Wogezy

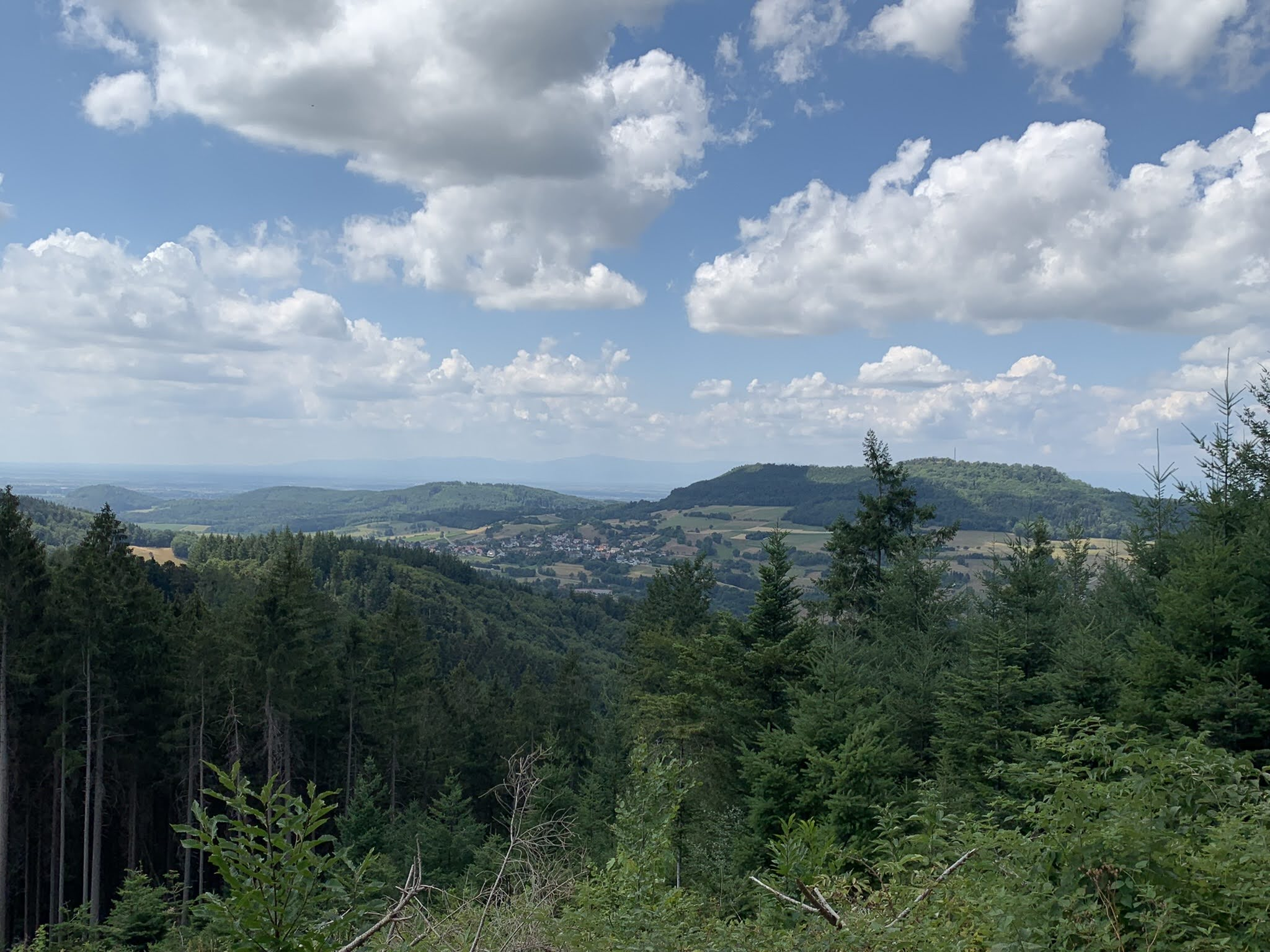
Masyw Schönbergu wzdłuż zachodniej strony Hexental – od wierzchołka Schönbergu po Ölberg

Historia Hexental – wycinek dziejów tego regionu Bryzgowia w południowo-zachodnich Niemczech, który dotyczy obszaru krajobrazowego o nazwie Hexental, leżącego między masywem Schönbergu na zachodzie a podgórzami południowego Schwarzwaldu na wschodzie. Dokładne wyznaczenie granic obszaru, do którego ta nazwa się odnosi, zależy od przyjętej perspektywy: geomorfologicznej, administracyjnej, zwyczajowej czy turystycznej. W powszechnym w tym regionie użyciu, przyjętym też w niniejszym artykule, Hexental to teren o dolinnym charakterze od gminy Merzhausen na północy po gminę Bollschweil-St. Ulrich na południu, z uwzględnieniem wschodnich stoków masywu Schönbergu i zachodnich stoków południowego Schwarzwaldu do grani, wzdłuż której leży miejscowość Horben.
Wczesne dzieje Hexental ukształtował sprzyjający osiedleniu i rolnictwu klimat. Najstarsze ślady obecności neandertalczyków odkryto u południowego wylotu Hexental na stokach Ölbergu i datowano na okres sprzed co najmniej 130 tys. lat. Znaleziska z górnego paleolitu (ok. 13–12 tys. lat temu) w tamtym rejonie i znaleziska mezolityczne (ok. 9000/8000–5500 lat p.n.e.) w pobliżu Bollschweilu wskazują na obecność łowiecko-zbierackich grup Homo sapiens. O osiedlaniu się gromad neolitycznych (od ok. 4700 lat p.n.e.) świadczą znaleziska w okolicy Wittnau i wokół Schönbergu. Na jego wypłaszczonych partiach szczytowych istniało w późnym neolicie (ok. 3900 lat p.n.e.) osiedle podobne do pobliskich osad na wzgórzach, znacznie jednak od nich większe i ważniejsze. Wyższe rejony wzniesień po zachodniej stronie Hexental były prawdopodobnie zasiedlone, a przynajmniej odwiedzane, niemal bez przerwy aż po okres lateński (V–I w. p.n.e.), kiedy ten rejon zamieszkiwali Celtowie. Z okresu, gdy Bryzgowię zajmowali Rzymianie (15 r. p.n.e. do ok. III w. n.e.), nie ma w Hexental śladów materialnych, nie sądzi się też, by przez nią prowadziła droga.
Choć we wczesnym średniowieczu w zachodnich i południowych okolicach Schönbergu wiele było osiedli alamańskich, nie ma dowodów na to, by i Hexental była zasiedlona. Przekazów o natrafieniu w XVIII i XIX w. na groby skrzynkowe w pobliżu Sölden, Au i Wittnau nie potwierdzają żadne ślady materialne. Wraz z szerzeniem się chrześcijaństwa od VII w. tereny obejmujące Hexental weszły pod zwierzchnictwo diecezji w Konstancji, a tym samym znalazły się w strefie wpływów opactwa Sankt Gallen. Z darowiznami na jego rzecz w VIII i IX w. związane są początki wszystkich miejscowości w Hexental, jedynie założenie klasztorne w St. Ulrich rozwinęło się w XI i XII w. dzięki wsparciu opactwa w Cluny. Z kongregacją kluniacką związany był także założony przez św. Ulryka niewielki klasztor benedyktynek w Bollschweilu, przeniesiony w 1115 r. do Sölden. Do połowy XIII w. dominującą rolę w Hexental jako reprezentant Kościoła odgrywało jednak opactwo sanktgalleńskie. Obok własności klasztornych i biskupich, władzę jako właściciele lub wasale czy wójtowie sprawowali od końca XI w. coraz powszechniej przedstawiciele rodu Snewlin (głównie gałąź Snewlin-Bernlapp) i minesteriałowie fryburskich Zähringów. Do Snewlinów należały w XIV w. także zamek Birchiburg i podległe mu sztolnie i wyrobiska rud metali (głównie srebra) w bocznej dolinie Hexental wzdłuż rzeczki Möhlin.
Przez pięć wieków, od połowy XVI po początek XIX w., wioski w Hexental doświadczały dewastacji i biedy, będących następstwami ponadregionalnych buntów i wojen. Zniszczenia przyniosły powszechne rozruchy i niepokoje społeczne w 1525 r., zrujnowano wtedy m.in. zamek w Bollschweilu i splądrowano klasztory w Sölden i St. Ulrich. W trakcie jednego z epizodów wojny trzydziestoletniej – bitwy pod Fryburgiem na początku sierpnia 1644 r. – przemaszerowały przez Hexental oddziały francuskie pod wodzą Henriego de Turenne’a, by wdać się w potyczkę z siłami bawarsko-cesarskimi dowodzonymi przez Franza von Mercy’ego. W XVII-wiecznych wojnach Ludwika XIV z sąsiadującymi z Francją krajami Bryzgowia była ponownie terenem przemarszu i zapleczem różnych armii. Wszystkie one nakładały na mieszkańców terenów objętych działaniami militarnymi kontrybucje, zmuszały do kwaterunku i utrzymania oddziałów oraz dopuszczały się rabunków i gwałtów, niosąc dekady spustoszeń i niedostatku. Nieinaczej było podczas XVIII-wiecznych wojen Habsburgów i Burbonów o sukcesję hiszpańską i austriacką, gdyż Hexental od 1368 r. należała wraz z częścią Bryzgowii do Austrii Przedniej, ziem pod panowanie habsburskim. Obszar ten był terenem operacyjnym także w trakcie wojen koalicyjnych na przełomie wieków XVIII i XIX i na jego mieszkańców spadł ciężar kwaterowania żołnierzy, dostarczania żywności i obroku, a także prac takich jak sypanie szańców. Ponadto ciągnąca przez kraj francuska soldateska dopuszczała się rozbojów i gwałtów, od których w Hexental szczególnie ucierpiały Biezighofen, Sölden, Wittnau i Merzhausen, przy czym w dwóch ostatnich w 1800 r. splądrowano nawet kościoły. Do kontrybucji i innych obciążeń wojennych sytuację wsi pogorszyły w latach 1816–1817 katastrofanie niskie zbiory i dziesiątkująca ludność epidemia tyfusu. Sekularyzacja dóbr klasztornych doprowadziła w 1806 r. do kasaty klasztorów w Sölden i St. Ulrich (oba inkorporowane w XVI w. do klasztoru św. Piotra w Schwarzwaldzie), ich kościołom nadano rangę parafialnych. Rewolucja badeńska dotarła do Hexental w kwietniu 1848 r., gdy w Horben zebrał się niewielki oddział rewolucjonistów pod wodzą Franza Sigela. W dolince prowadzącej do Fryburga grupka dowodzona przez Gustava Struvego rozpierzchła się po krótkiej, lecz krwawej (23 zabitych) potyczce z badeńskim oddziałem wojsk rządowych. W połowie XIX w. jednocześnie z rozbudową badeńskich linii kolejowych rozwijano sieć połączeń drogowych. Budowę drogi przez Hexental, odcinkami od wsi do wsi, ukończono w 1875 r., choć jej jakość była raczej prymitywna. Poziom życia mieszkańców, utrzymujących się przede wszystkim z rolnictwa, hodowli bydła i leśnictwa, pozostawał niski, a okresy nieurodzajów i przeludnienie wsi doprowadziły w XIX w. do wzmożonej emigracji, przeważnie do Ameryki Północnej. Pod koniec XIX w. w Hexental powstały pierwsze zakłady wytwórcze o lokalnym znaczeniu: cegielnie w Merzhausen (ok. 1870 r.), wytwórnia gipsu budowlanego i nawozowego w Au (najlepiej prosperująca w ostatnich dwóch dekadach XIX w.), wytwórnia pieców i piecyków gastronomicznych w Bollschweilu (od 1890 r.) i in. Z tych pierwszych obiektów przemysłowych w Hexental jako jedyny nadal działa powstały w 1920 r. przy kamieniołomie w Bollschweilu zakład wapienniczy, po kolejnych rozbudowach i zmianie właścicieli istniejący obecnie (2023 r.) pod nazwą Knauf Marmorit.
W czasach Republiki Badeńskiej, ukonstytuowanej w sierpniu 1919 r., w gminach w Hexental – niemal jednolicie katolickich – opowiadano się w wyborach do Reichstagu za katolicką Partią Centrum, przy nieznaczącym procencie głosów oddawanych socjaldemokratom z SPD. W wyborach w 1932 i 1933 r. widoczna była radykalizacja postaw. Najszybciej nastąpiła ona w Bollschweilu, gdzie w marcowych wyborach w 1933 r. na NSDP oddano 43,4% głosów, a na Partię Centrum 51,8%. W Wittnau było to 29,2% na NSDP i 67,8% na Centrum, także Sölden pozostało ostoją centrystów. II wojna światowa nie przyniosła samej Hexental materialnych zniszczeń, natomiast z zaciągniętych do wojska do domu nie powróciło 258 żołnierzy, co stanowiło 6,8% ogólnej liczby 3820 mieszkańców w 1939 r. W przypadku niektórych wsi zginęło lub zaginęło niemal 40% poborowych. Trzy pierwsze powojenne lata, gdy obszar Badenii był częścią francuskiej strefy okupacyjnej, przyniosły zubożenie ludności i odczuwalny brak żywności nawet na rolniczym obszarze Hexental. Wprowadzenie planu Marshalla rozpoczęło okres rozwoju. W wyniku przeprowadzonej na początku lat 70. reformy administracyjnej powstał powiat Bryzgowia-Schwarzwald Wysoki i cała Hexental znalazła się w jego obrębie. W 1971 r. Merzhausen, Au, Horben, Wittnau i Sölden, broniąc administracyjnej niezależności od rozbudowującego się Fryburga, utworzyły wspólnotę o nazwie Związek Gmin Hexental. Od 1974 r. jedną gminę tworzą Bollschweil i St. Ulrich, a ta z kolei przyłączyła się do wspólnoty administracyjnej z sąsiednią gminą Ehrenkirchen. Od ostatnich dekad XX w. miejscowoci w Hexental nabierały coraz bardziej charakteru satelickich miejscowości Fryburga, tracąc powoli charakter rolniczy i zwielokrotniając liczbę mieszkańców. Wittnau, cieszące się wyjątkowo korzystnym dla zdrowia mikroklimatem, uzyskało w 1975 r. oficjalne miano miejscowości wypoczynkowej. Dzięki walorom krajobrazowym, starannie planowanej infrastrukturze i wynikającej z tych czynników wysokiej jakości życia, miejscowości w Hexental należą w regionie wokół Fryburga do najpopularniejszych nie tylko pod względem turystycznym, ale przede wszystkim mieszkaniowym.

## Czasy prehistoryczne i historia wczesna

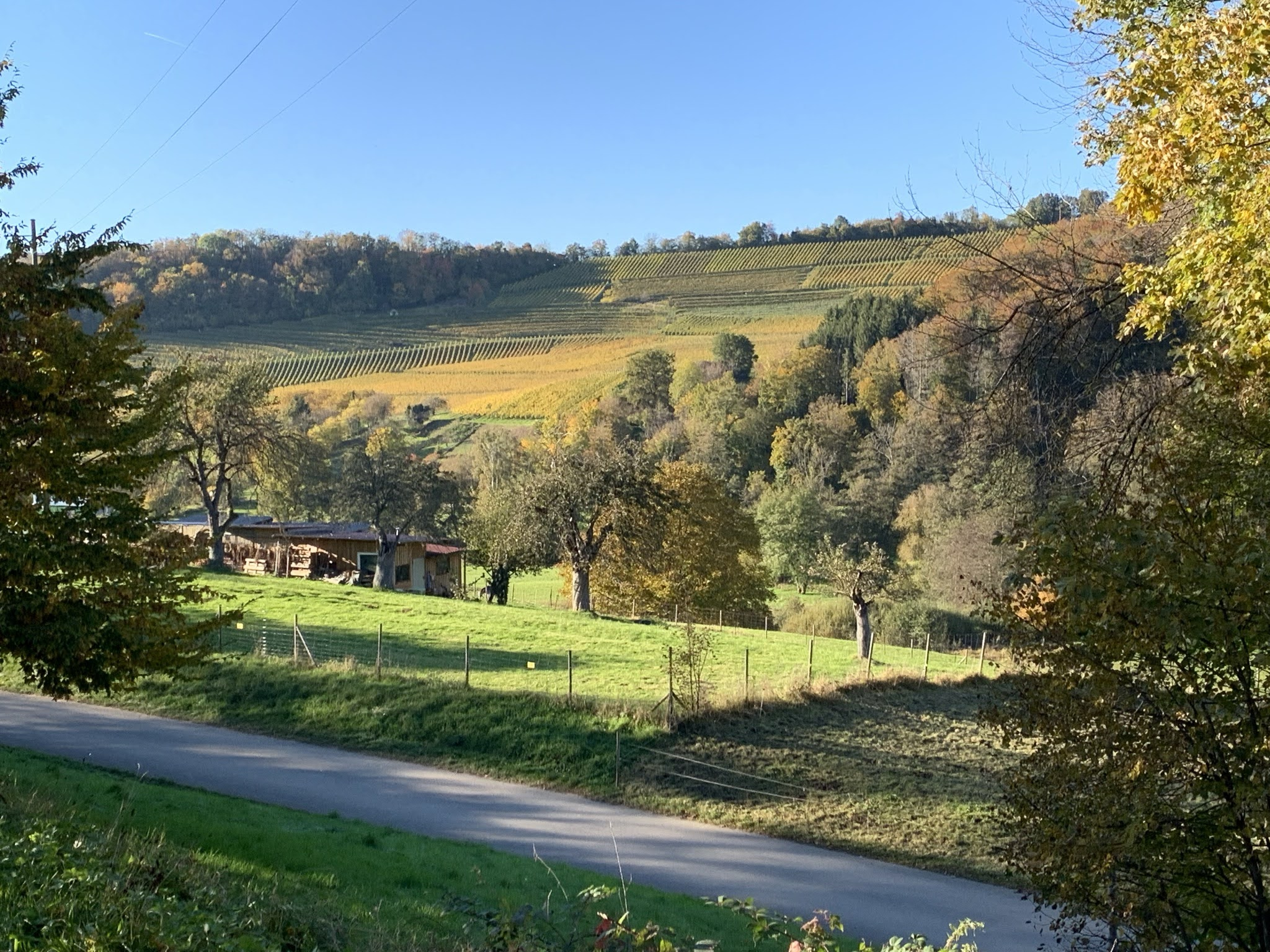
Steinberg nad Bollschweilem, płd.-wsch. stoki pokryte winnicami

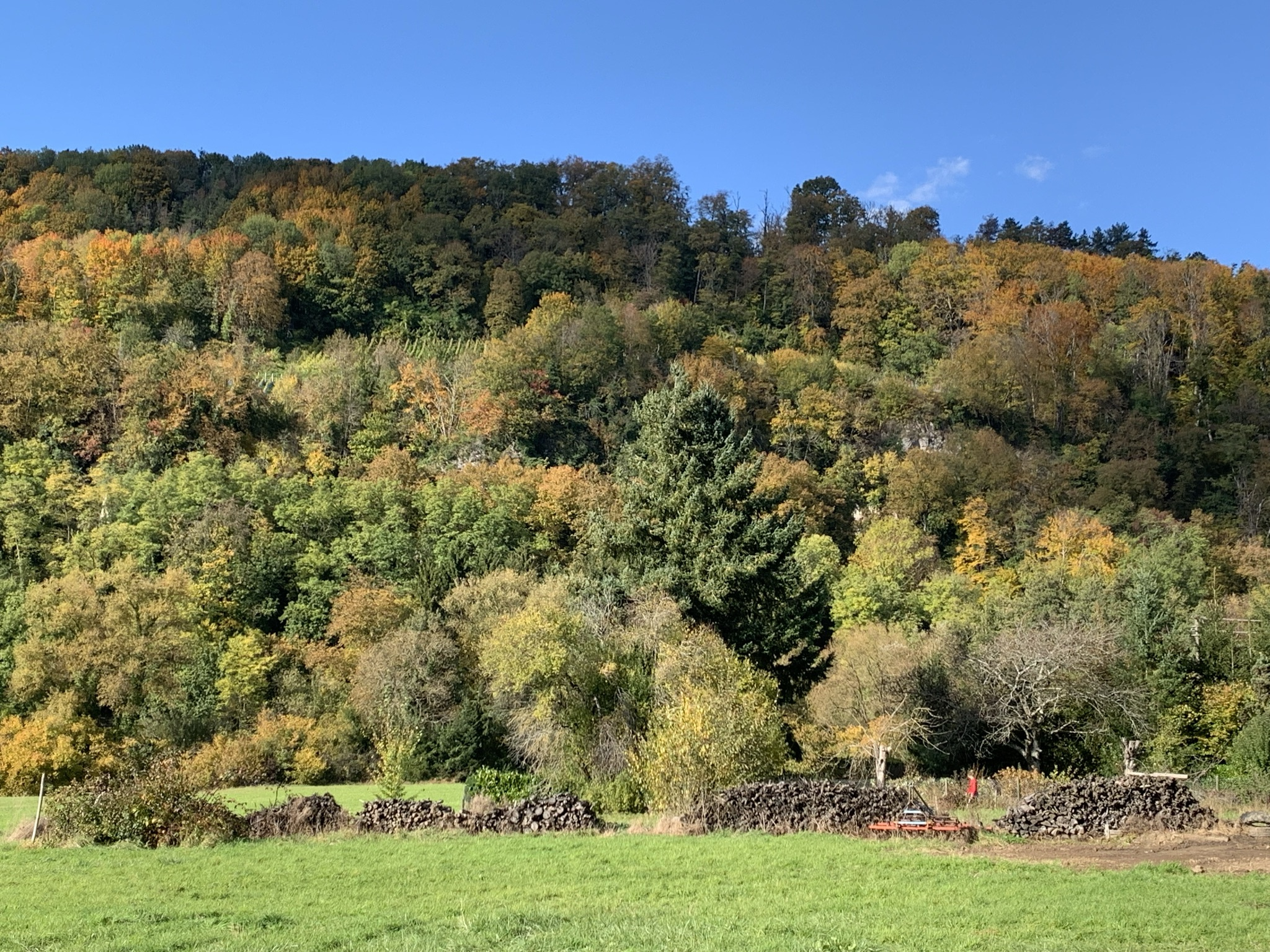
Płd.-wsch. stok Ölbergu, widoczne wapienne skały, gdzie znajdują się paleolityczne groty Teufelsküche i Ölberghöhlen

W południowej części Hexental, tj. na wschodnich stokach Ölbergu, i w dolinie Alental natrafiono na ślady bytności ludzi (neandertalczyków) sprzed co najmniej 130 tys. lat (paleolit dolny). W starszej epoce kamienia, nawet w okresie nasilenia zlodowaceń, Hexental była wolna od lodu i pokryta tundrą, co umożliwiało egzystencję grup zbieracko-łowieckich, które czasowo znajdowały schronienie w wapiennych grotach na Ölbergu. Homo sapiens neanderthalensis był do trudnego klimatu dobrze przystosowany. Materialne ślady jego kultury (skrobaki, pięściaki, odłupki i in.) znaleziono w dolinie Alental (obecnie urobiony obszar kamieniołomu) razem ze znaleziskami resztek zwierzęcych – mamutów i nosorożców; pozwoliło to na datowanie tych znalezisk na przedział 160–110 tys. lat temu (paleolit środkowy). Niedookreślony pozostaje okres przed ok. 35 tys. lat, w którym neandertalczycy zostali wyparci przez napływających z Afryki Homines sapiens sapiens. Najstarsze narzędzia krzemienne (właściwe człowiekowi współczesnemu, a różniące się od wyrobów neandertalczyków), znalezione w obrębie grot na Ölbergu, pochodzą z epoki magdaleńskiej i datowane są na okres sprzed 18 – 15,5 tys. lat (paleolit górny). Znaleziska na wznoszącym się nad Bollschweilem wzgórzu Steinberg, choć także należące do kultury magdaleńskiej, różnią się pod pewnymi względami od znalezisk na Ölbergu i są od nich prawdopodobnie młodsze (sprzed ok. 13 – 12 tys. lat). Okres dziejów po ustąpieniu zlodowaceń przyniósł ocieplenie klimatu i powolne porastanie tundy lasem, a ludzie nadal zajmowali się łowiectwem i zbieractwem. Potwierdzone znaleziska mezolityczne z Hexental pochodzą z pól Erlen na wschód od części Bollschweilu Oberdorf i przypadają na przedział czasowy od ok. 9 lub 8 do ok. 5,5 tys. lat p.n.e.

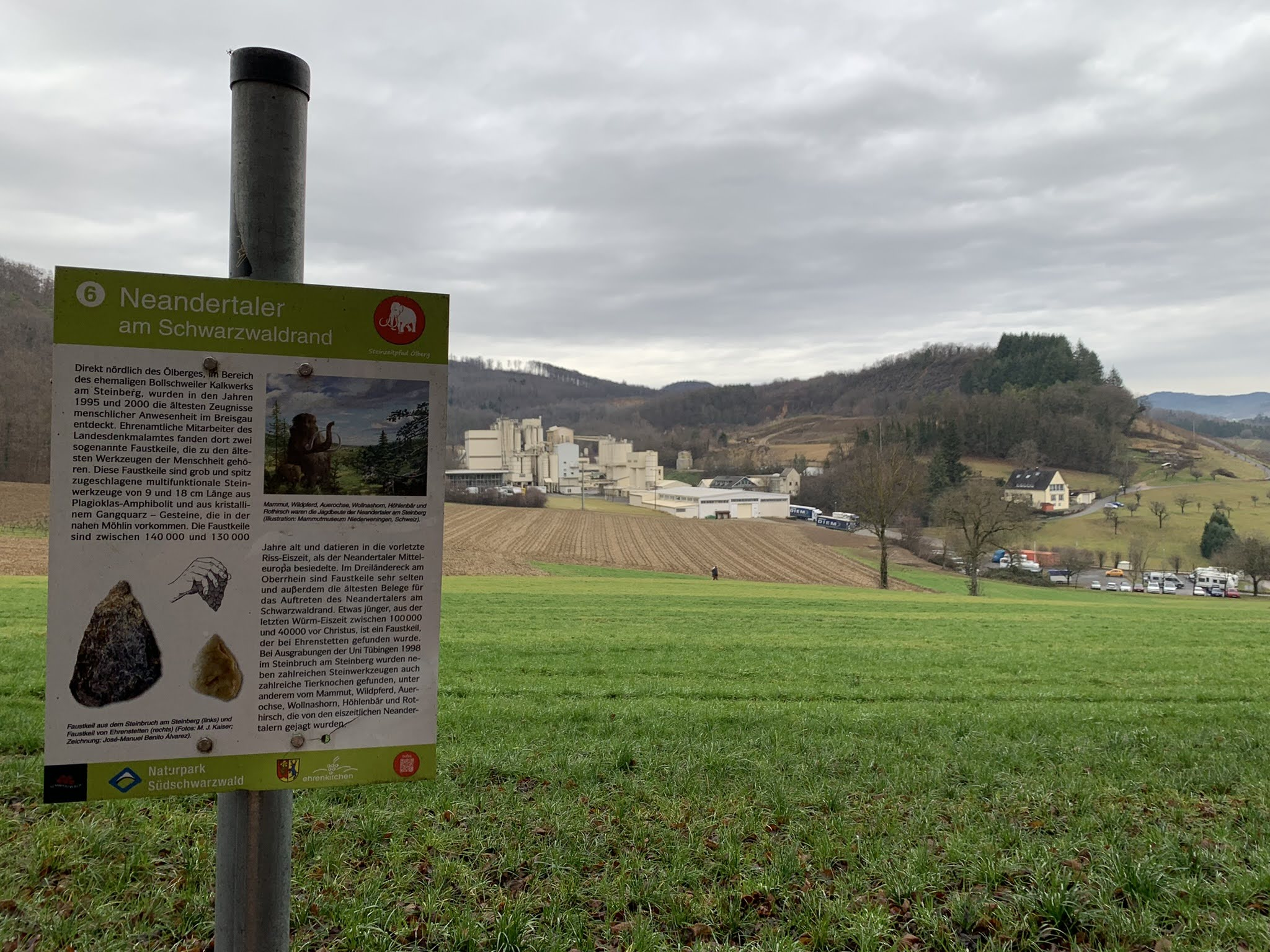
Tablica informacyjna na szlaku Steinzeitpfad, dotycząca śladów bytności neandertalczyków w Hexental. Do zakładu przemysłowego Knauf należy ciągnąca się ku północy Allental, po prawej wzgórze Steinberg

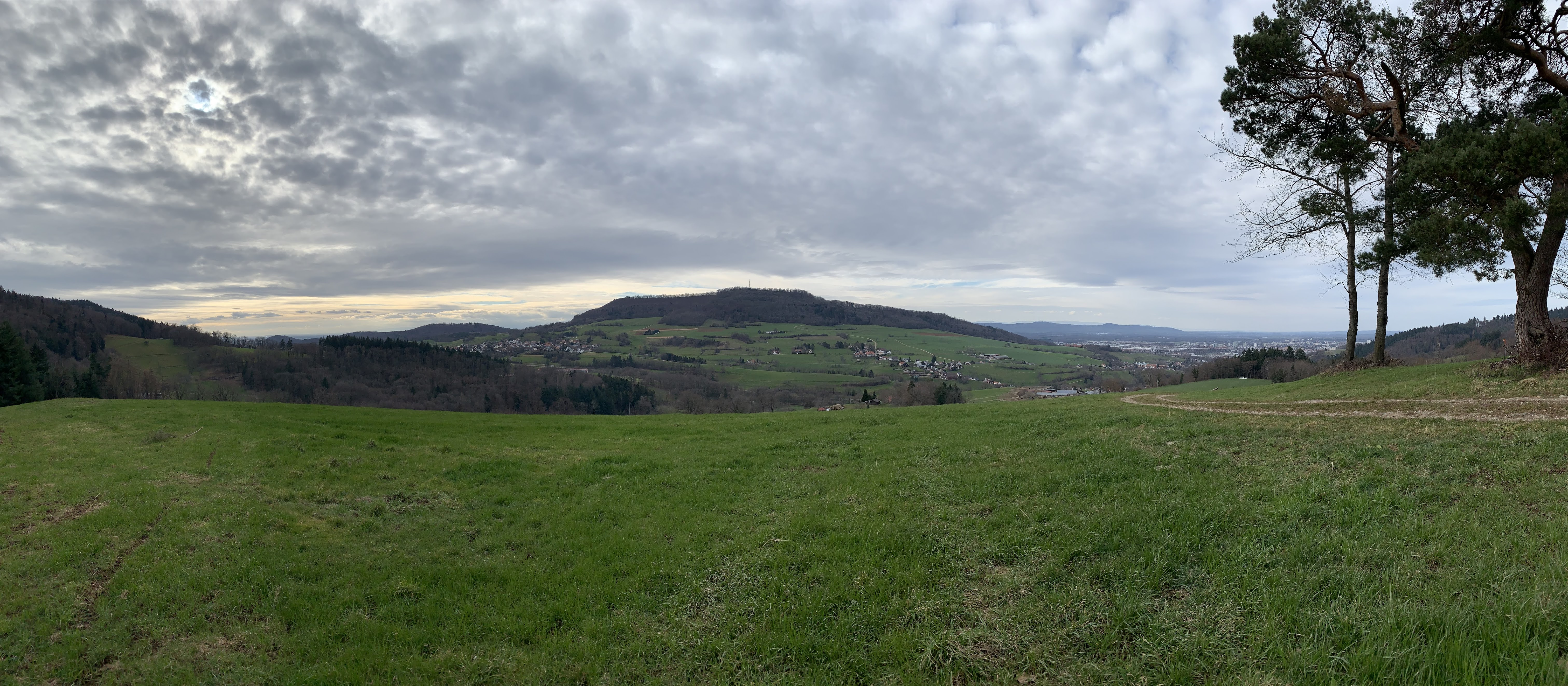
Wypłaszczony wierzchołek Schönbergu, po prawej widok ku północnemu wylotowi Hexental

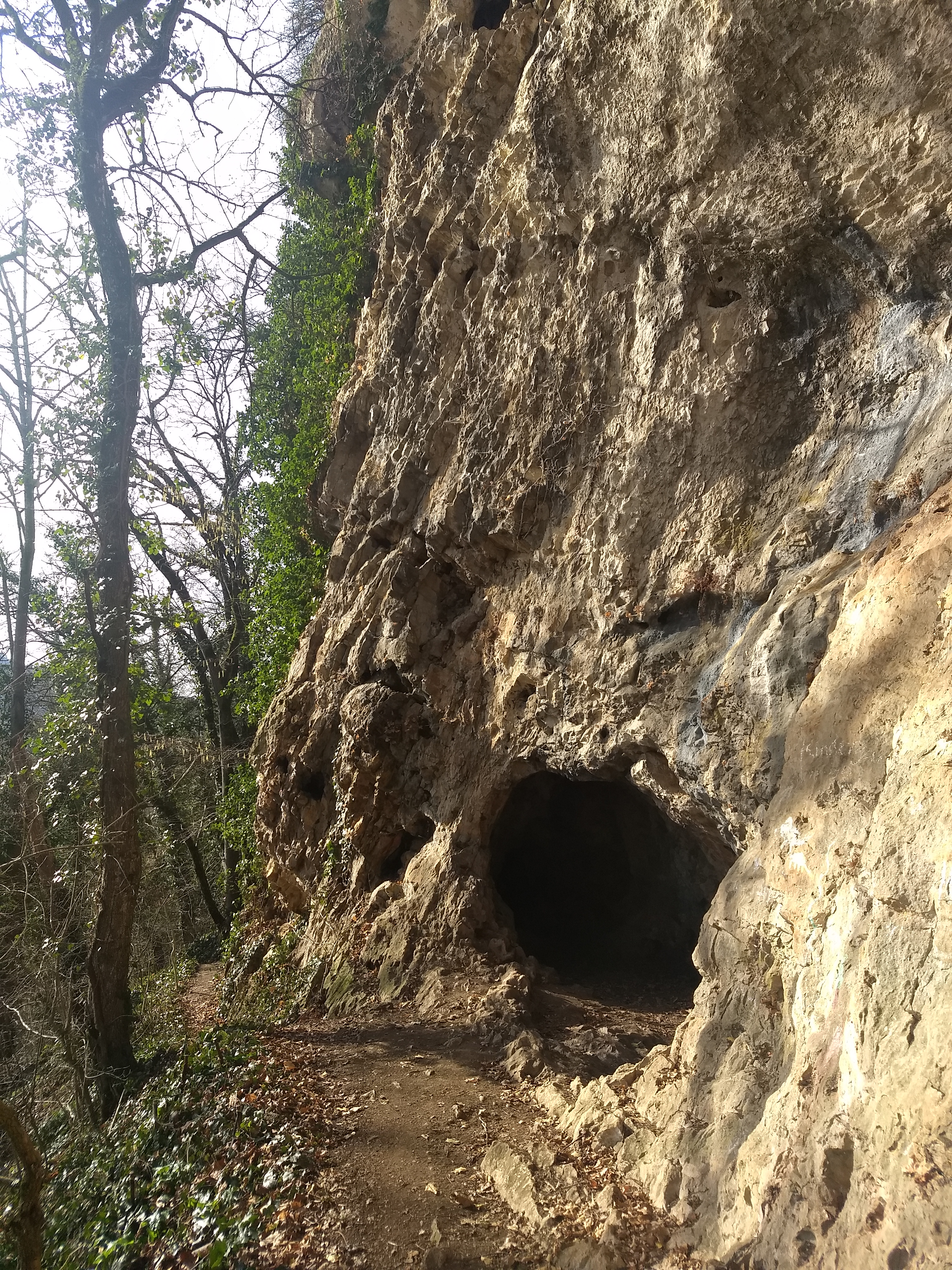
Otwór prowadzący do groty Teufelsküche

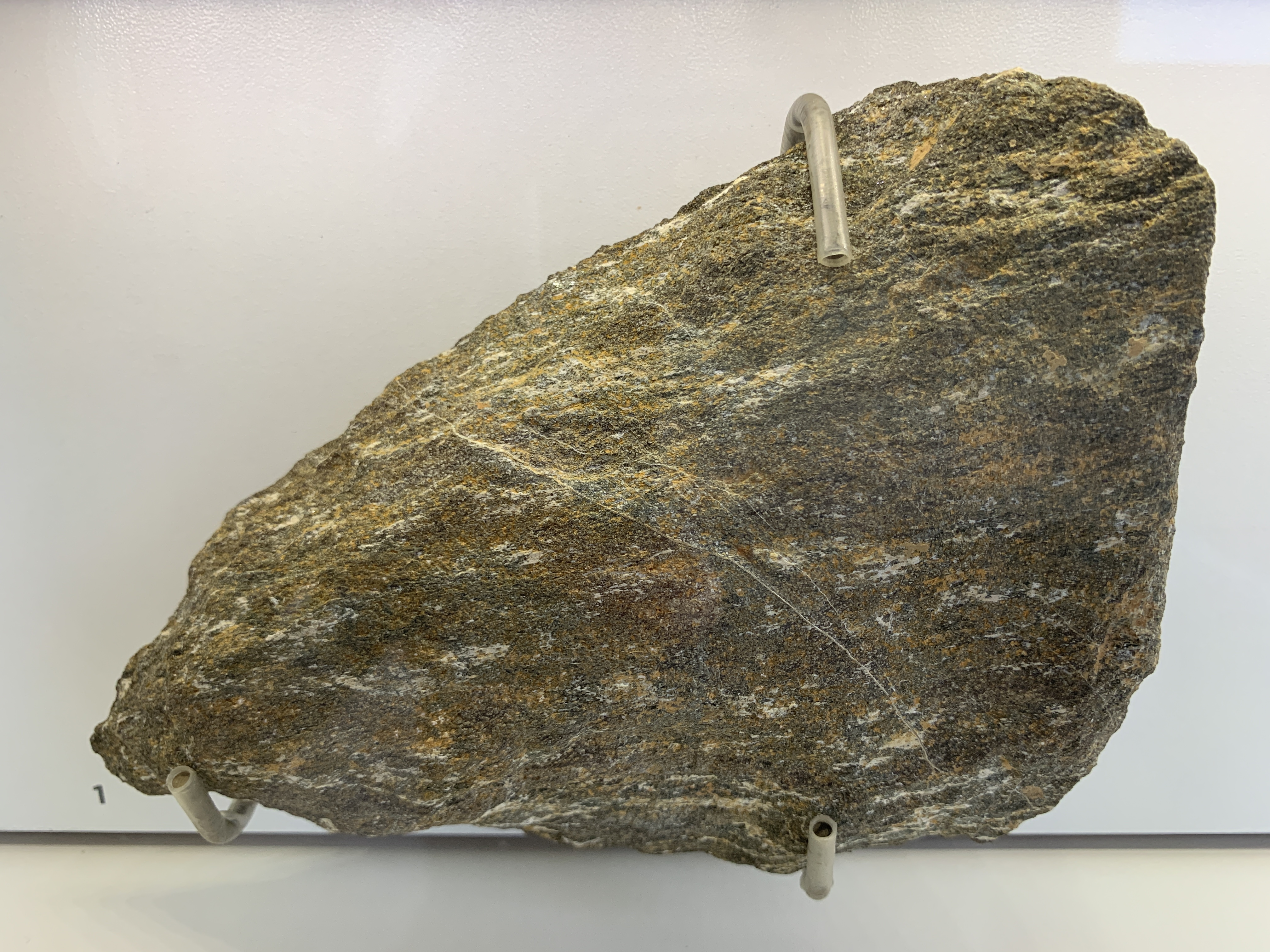
Pięściak pochodzący ze znalezisk w Bollschweilu, jako eksponat w Muzeum Archeologicznym we Fryburgu

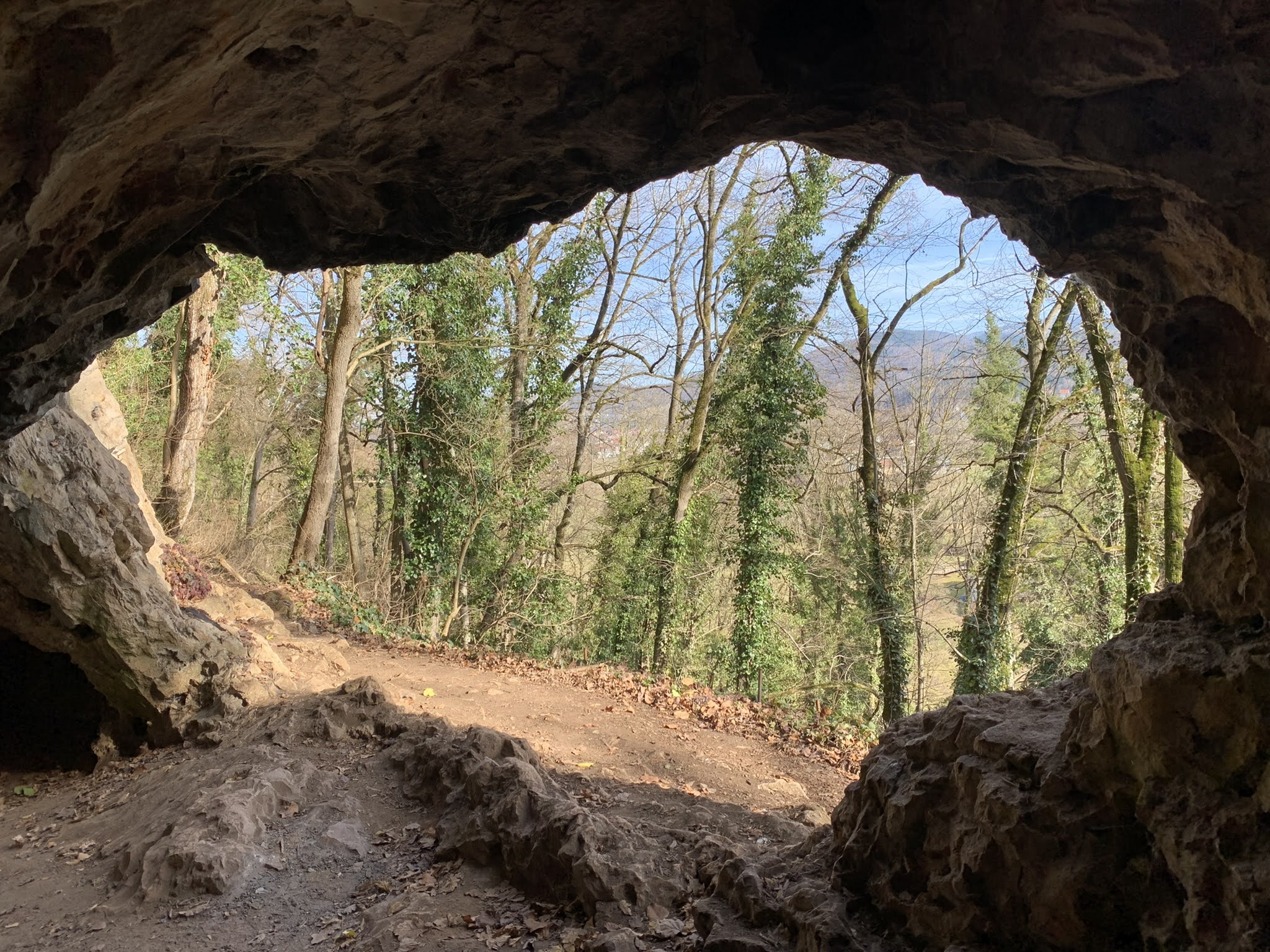
Widok z Teufelsküche ku północy na zachodnie zbocza Hexental

W 6. tysiącleciu p.n.e., wraz z napływem przez Bałkany ludów z Bliskiego Wschodu i w mniejszym stopniu przez Francję ludów z zachodnich części basenu Morza Śródziemnego, dotarły w region Górnego Renu idee uprawy roślin i produkcji ceramiki. Od połowy tego tysiąclecia zaczęła powstawać gospodarka wytwarzająca, oparta na uprawie ziemi i hodowli zwierząt, od której rozpoczyna się epoka neolityczna. Na rozległym wierzchołku i południowym stoku Schönbergu, dominującym nad północno-zachodnią częścią Hexental, znaleziono fragmenty neolitycznej ceramiki i najprostsze żarna, datowane na drugą połowę 5. tysiąclecia p.n.e. Na płaskim szczycie Schönbergu widoczny jest nadal mur usypany z kamieni, otaczający owalny teren, który zidentyfikowano jako miejsce osady na wzgórzu (Höhensiedlung) – najstarszej w całej Bryzgowii i wyjątkowo ważnej ze względu na położenie i znaleziska – i datowanej na przełom środkowego i późnego neolitu. Przed połową 2. tysiąclecia p.n.e. wnikały w osiadłe społeczności niewielkie grupy nomadyczne, wnosząc wiedzę na temat obróbki miedzi, stąd czas ich aktywności nazywany jest epoką miedzi; ślady ich kultur (określanych w archeologii jako kultury ceramiki sznurowej i kultury pucharów dzwonowatych) pochodzą głównie z Ölbergu. Datowane na ten okres neolitu schyłkowego znaleziska pochodzą z umocnionego wałem osiedla na wierzchołku Ölbergu (jakkolwiek widoczne nadal wały pochodzą też ze średniowiecza) i podtrzymywana jest teoria o krótkotrwałej dominacji osiedla na Ölbergu, zanim pod koniec chalkolitu osiedle na Schönbergu odzyskało wcześniejszą ważność. W tych dwóch rejonach zachodniego skraju Hexental, Ölberg i Schönberg, znaleziono też fragmenty ceramiki pochodzące prawdopodobnie ze starszej epoki brązu (ok. 2100 – 1700 p.n.e.). Znaleziska ceramiczne wskazujące na przynależność do kultur popielnicowych (1100 – 900 p.n.e., późna epoka brązu) w obrębie płaskiego wierzchołka Schönbergu poświadczają utrzymującą się i wyjątkową w okolicy pozycję tego znacznego osiedla na wzgórzu, choć o tym, że takie osiedla pełniły istotne funkcje gospodarcze i polityczne można jedynie spekulować. Z okresu halsztackiego (przełom VIII i VII w. p.n.e) pochodzi z tego terenu niewiele znalezisk, co przez porównanie z innymi okolicznymi osiedlami na wzgórzach we wczesnej epoce żelaza każe przypuszczać, że znaczenie osiedla na Schönbergu było już nikłe. Z okresu lateńskiego (V – I w. p.n.e.), kiedy w najbliższej okolicy osiedlili się Celtowie, nie ma większych znaczących znalezisk ani na Schönbergu czy Ölberg, ani w Hexental, są natomiast poświadczone archeologicznie ślady z przełomu II i I w. p.n.e. warownego osiedla celtyckiego (oppidum) na wzgórzu Kegelriss, zamykającym na południowym wschodzie Hexental. To osiedle później zamieszkiwali, a przynajmniej w nim przebywali, Rzymianie, których obecność w tym rejonie udokumentowana jest od ok. 15 r. n.e. Poza tym z okresu rzymskiego nie ma w samej Hexental żadnych znalezisk, nie przypuszcza się też, by szczytowe partie Schönbergu były wówczas zamieszkałe, a przez Hexental prowadziła znaczniejsza droga.

## Średniowiecze

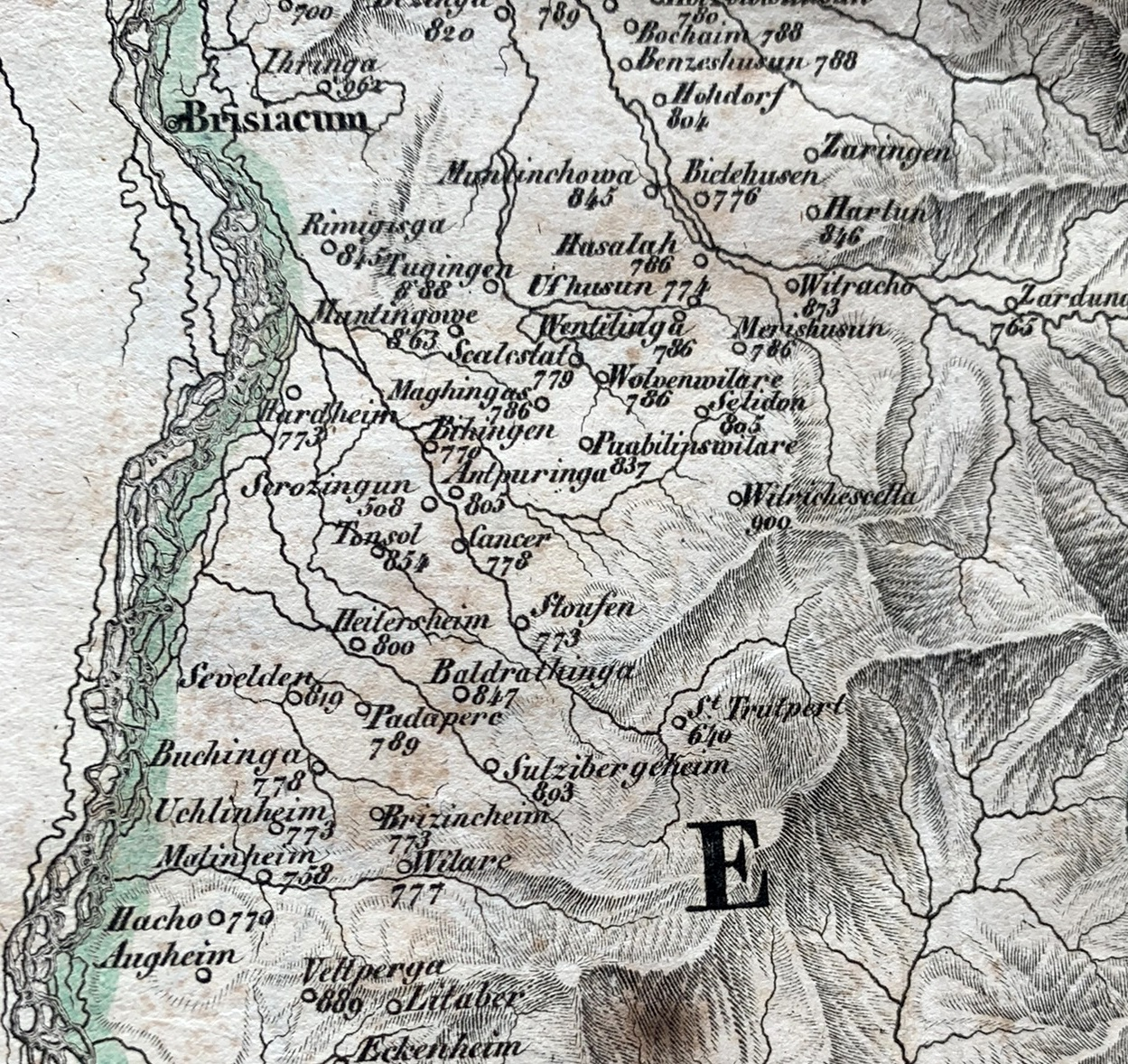
Bryzgowia w czasach karolińskich, na mapie trzy miejsca w Hexental: Paubilinswilare (Bollschweil), Selidon (Sölden) i Merishusun (Merzhausen)

Od IV w. region Bryzgowii zasiedlały wędrowne plemiona germańskie, dla których przyjęło się określenie Alamanowie, a od VI w. umacniała się tu władza frankijskich Merowingów. Choć w VI i VII w. powstało wiele nowych osiedli, a przy nich charakterystyczne dla tego okresu cmentarzyska rzędowe, to tereny bezpośrednio przyległe do Schönbergu, sama Hexental i doliny schodzące ku niej ze Schwarzwaldu pozostały niezasiedlone. Choć z dokumentów wiadomo, że w Hexental natrafiano w XVIII i XIX w. na alamańskie groby lub nawet cmentarzyska, to nie zachowały się po nich żadne materialne świadectwa. Np. w dziennikach opata klasztoru św. Piotra Philippa Jakoba Steyrera mowa jest o Hünengräber (tj. grobach alamańskich) w Sölden. W 1820 r. na podobny grób natrafił w swojej wsi wójt Au, znane są też wzmianki o grobach skrzynkowych odkrytych niegdyś w pobliżu Merzhausen i Wittnau. Od VIII w., wraz z szerzeniem się chrześcijaństwa, zmieniał się ryt pogrzebowy i zmałych zaczęto chować na przykościelnych cmentarzach.

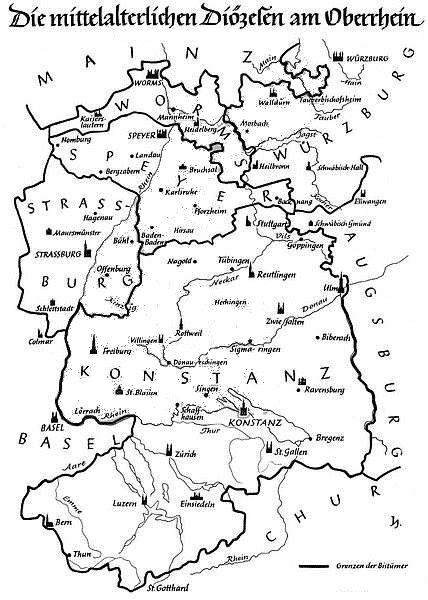
Diecezja konstancjańska i diecezje sąsiadujące

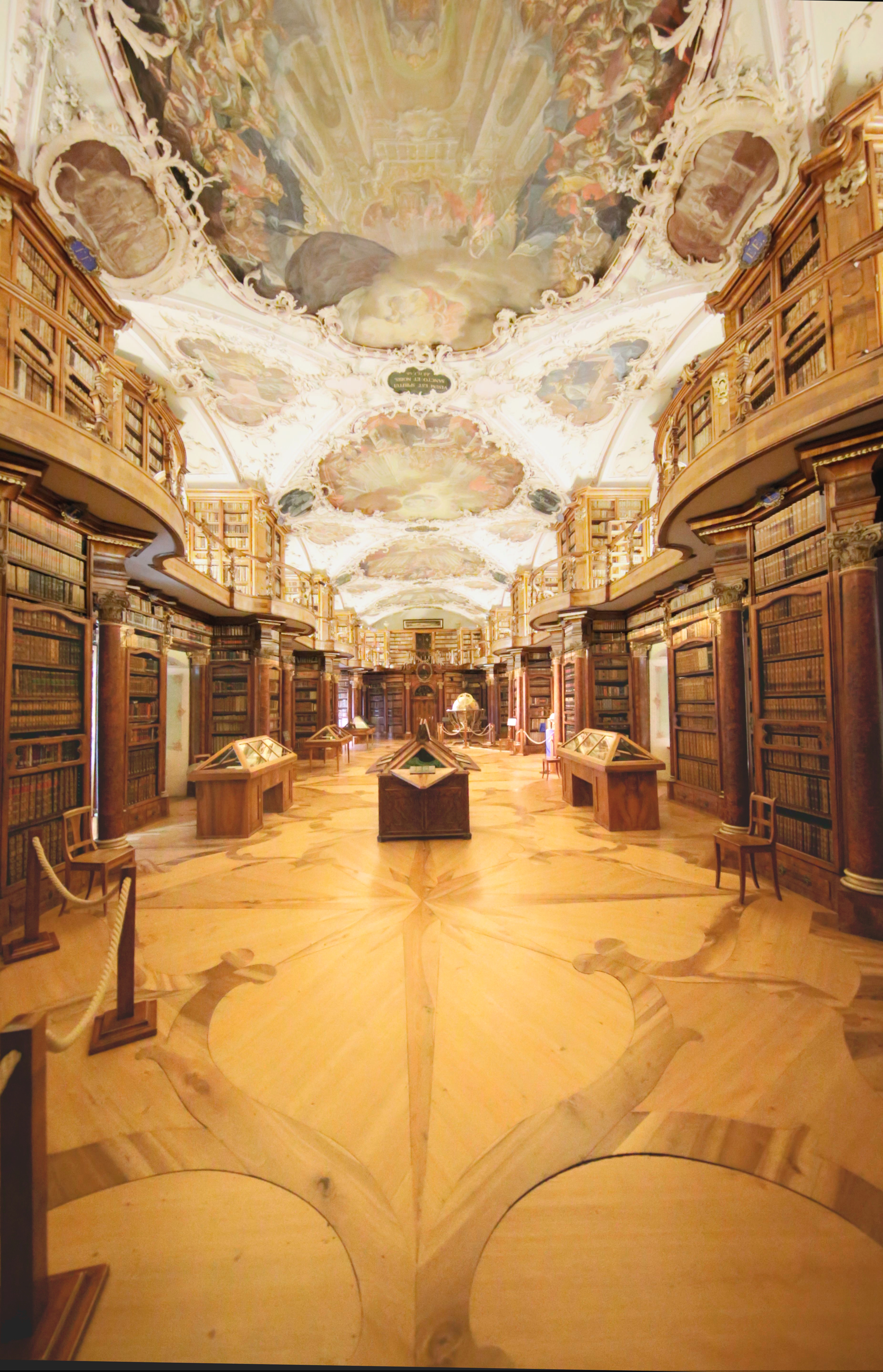
W bibliotece sanktgalleńskiej (Stiftsbibliothek) znajdują się manuskrypty poświadczające pojawienie się nazw miejsc w Hexental

Dokument z 2. dekady VIII w. poświadcza istnienie własności ziemskich na zachodnich stokach Schönbergu (okolice dzisiejszego Ebringen) należących do opactwa Sankt Gallen. Opactwo w kolejnych wiekach rozszerzało swoje własności – głównie poprzez darowizny i nadania – aż po objęcie dominującej pozycji w tym regionie, łącznie z Hexental. Tak znaczne wpływy odległego geograficznie opactwa i jego zainteresowanie Bryzgowią tłumaczy się tym, że ten region znajdował się w granicach diecezji w Konstancji, której zakonnym centrum było właśnie opactwo Sankt Gallen. Pierwsze pisemne wzmianki dotyczące miejscowości w Hexental pochodzą z kronik prowadzonych w klasztorach i siedzibach biskupich.
|             | rok  | wcześniejsza nazwa                                         | wydarzenie |
| Merzhausen  | 786  | villa Meresusir Merishusum                                 | akt darowizny dóbr w posiadaniu Heimo i jego córki Schwanhildy dla opactwa Sankt Gallen |
| Au          | 859  | Auia                                                       | akt wymiany dóbr w Wittnau i Au w posiadaniu niejakiego Toto na teren niedaleko źródeł Möhlin, które tenże darował opactwu Sankt Gallen pod budowę klasztoru                                           |
|             | 861  | Auwa                                                       | wzmianka w kronikach sanktgalleńskich o kościele w Au |
| Wittnau     | 786  | Witunauia                                                  | wzmianka w kronikach sanktgalleńskich |
|             | 861  | Witunouwa                                                  | wzmianka w kronikach sanktgalleńskich o kościele (Witunouwa basilica) w Wittnau |
| Horben      | 1112 | Horwen                                                     | w dokumencie wymieniony szlachcic Walter von Horwen |
|             | 1265 | villa Horven                                               | wymieniona w dokumncie nazwa jako miejsce jego wystawienia |
| Sölden      | 867  | villa Selidon                                              | wzmiankowana w kodeksie klasztoru Lorsch |
|             | 886  | Selidon                                                    | wzmiankowana w dokumentach opactwa Sankt Gallen |
| Bollschweil | 838  | Puabilinswilare Puabiliniswilare                           | akt darowizny w miejscu o tej nazwie dla opactwa Sankt Gallen |
| St. Ulrich  | 1087 | Zell późniejsze nazwy: cella Sancti Petri, cella Vilemaris | dokument opactwa św. Piotra i Pawła w Cluny mówiący o przekazaniu przez biskupstwo w Bazylei terenu z małym założeniem klasztornym o nazwie Zell benedyktynowi Ulrykowi reprezentującemu opactwo Cluny |

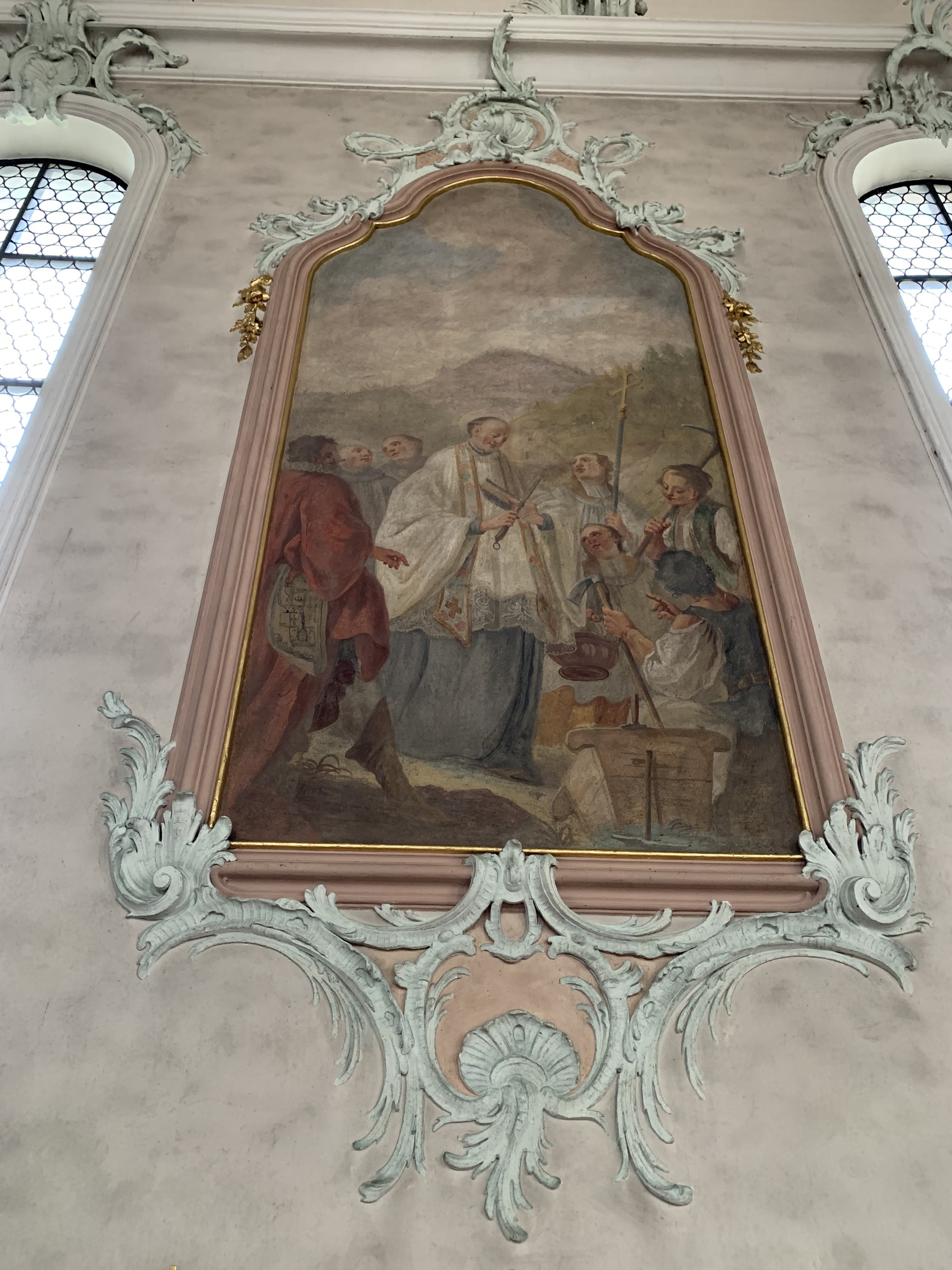
Ulryk z Cluny święci kamień węgielny i miejsce pod budowę klasztoru w pobliżu źródeł Möhlin na malowidle ściennym w kościele św. Piotra i Pawła w St. Ulrich (Bollschweil)

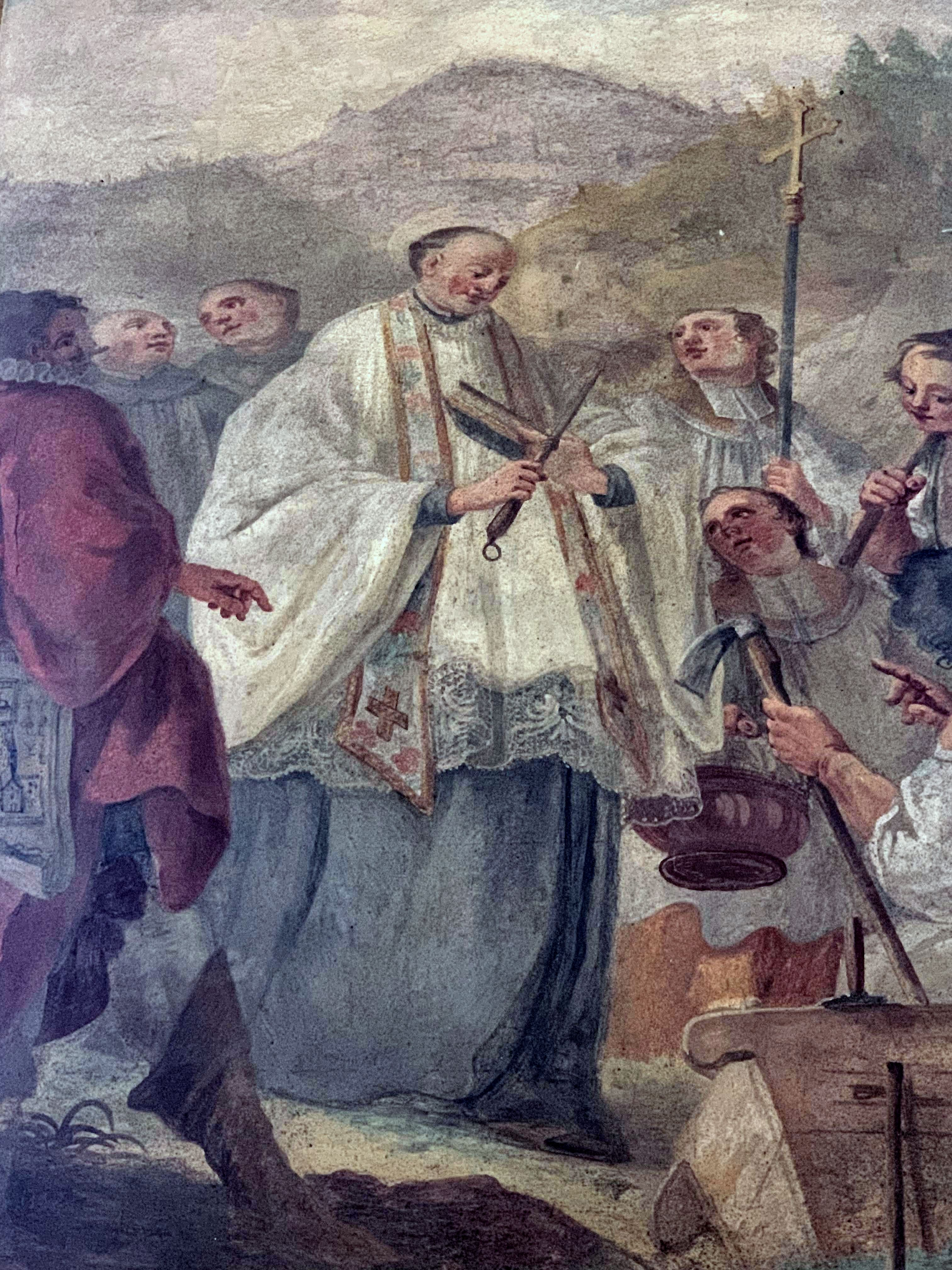

W VIII i IX w. opactwo Sankt Gallen miało rozległe dobra w Wittnau, a później także własny Dinghof, czyli posiadłość ziemską, której zarządca nie tylko zajmował się zbieraniem podatków dla opactwa, ale też sprawował ograniczoną władzę sądowniczą nad podległą mu ludnością. W znacznie mniejszym zakresie dysponowały własnościami ziemskimi w Hexental inne opactwa czy biskupstwa strasburskie i bazylejskie. Klasztor w Lorsch otrzymał w darze posiadłości w Sölden i Reichenbach (Biezieghofen), klasztorowi św. Trudperta w Münstertal przysługiwała dziesięcina z przysiółka Berghausen na Schönbergu i miał zwierzchnictwo nad tamtejszym kościołem. Jednakowoż te tytuły własności podlegały częstym wymianom jednych terenów na inne. Przykładowa jest tu historia założenia klasztornego w wyższych piętrach doliny rzeki Möhlin (obecnie St. Ulrich, część gminy Bollschweil), które zaistniało w czasach karolińskich jako pustelnia sanktgalleńskich benedyktynów, by drogą wymiany dwukrotnie zmienić właściciela, zanim w 1087 r. jako teren należący do biskupstwa w Bazylei, przejść drogą kolejnej wymiany gruntów na własność opactwa kluniackiego, a dzięki zaangażowaniu benedyktyna z Cluny Ulryka stać się zaczątkiem znaczącego w Hexental założenia klasztornego – nazwanego później przeorstwem św. Ulryka w Schwarzwaldzie.
W trakcie sporu o inwestyturę pod koniec XI w. kwestie lojalności wobec zakonów, papiestwa i cesarza skomplikowały się z wyniku przyłączenia się księcia Szwabii Bertolda II von Zähringen do stronnictwa papieskiego. Jego przeciwnikiem był zarówno salicki cesarz, jak i opactwo Sankt Gallen oraz biskupi Bazylei i Strasburga, posiadający dobra w Bryzgowii. Z kronik sanktgalleńskich wiadomo o zajęciu przez Bertolda II w 1079 r. bryzgowijskich dóbr opactwa, zapewne i tych wokół Hexental, oraz pozbawieniu tym samym mnichów na długi okres wszelkich dostaw produktów rolnych i wina. Na początku XII w. panowie na włościach w Au (Herren von Ow) opowiedzieli się, poprzez darowizny, po stronie książąt Zähringen. Również inni miejscowi panowie i rycerze wkupywali się w ich łaski, tak że w ciągu kolejnego stulecia Zähringowie zdobywali poprzez swoich wasali coraz wybitniejszą pozycję w północnej i zachodniej części Hexental. Te darowizny nie przypadały bezpośrednio Zähringom, lecz stawały się własnością ich rodowego klasztoru (Eigenkloster) św. Piotra, zbudowanego na początku XI w. na wzniesieniu nieodległym od ich siedziby na zamku Zähringen. Do połowy XIII w. wpływy tego klasztoru, samych Zähringów i ich wasali były w Hexental tak wielkie, że opactwo Sankt Gallen przeniosło swoją dotychczasową bryzgowijską siedzibę z Wittnau do Ebringen po zachodniej stronie Schönbergu, dokładna data tych przenosin nie jest znana.

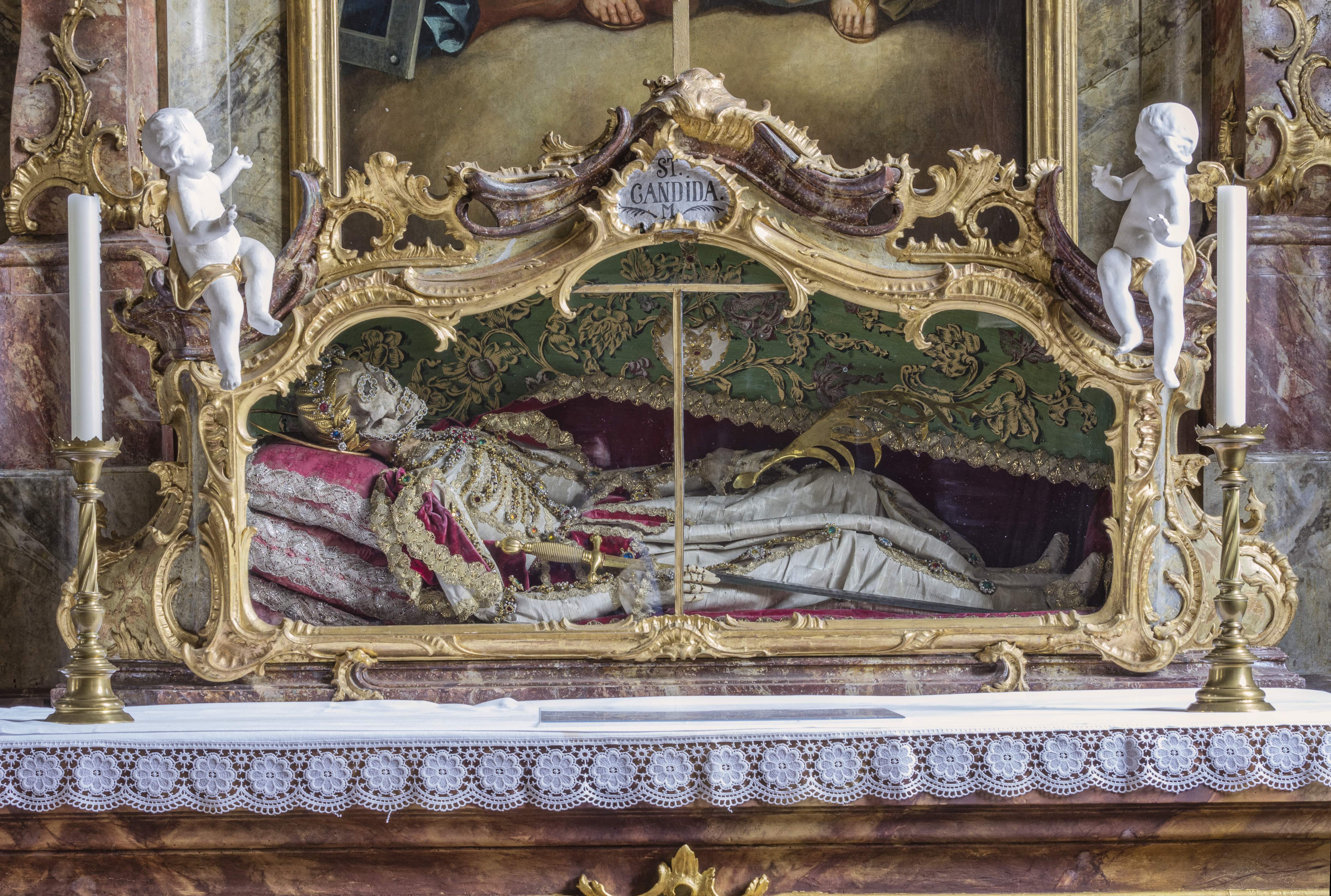
Relikwiarz św. Fides, patronki klasztoru w Sölden, w bocznym ołtarzu tamtejszego kościoła św. Fides i św. Marka

Ośrodek zakonny oparty na wywodzącym się z burgundzkiego opactwa Cluny ruchu reformacyjnym, który uformował się na przełomie XI i XII w. w południowej części Hexental, nie okazał się jednak trwały. Z początku, dzięki zaangażowaniu Ulryka i pracy mnichów, klasztor rozbudowywał się. Przez pewien okres podlegało mu (założone jeszcze przez Ulryka) zgromadzenie benedyktynek w Bollschweilu, przeniesione w 1115 r. do Sölden, gdzie jako niezależne od przeora z St. Ulrich podlegało jako prepozytura bezpośrednio Cluny. Jednakowoż, postępujący od połowy XII w. spadek znaczenia macierzystego opactwa w Cluny, odbił się negatywnie na jego szwarcwaldzkiej filii, która na początku XIV w. nie liczyła nawet 10 mnichów. Także przeorstwo benedyktynek w Sölden, po wielce obiecujących początkach na początku XII w., rozległych tytułach własności w Bryzgowii i lokalnie mocnej pozycji jako ośrodek kultu (relikwie św. Fides), zaczęło w XII w. wskutek pogarszającej się dyscypliny życia klasztornego chylić się ku upadkowi. Do końca średniowiecza życie osad w Hexental nadal kształtowały wpływy płynące przede wszystkim z klasztorów: tych znajdujących się na jej terenie – jak św. Piotra przy górnym biegu Möhlin (wraz z szerzeniem się kultu przeora Ulryka jako świętego upowszechniło się od połowy XIV w. nazwa założonego przez niego klasztoru jako Priorat St. Ulrich) i św. Fides w Sölden – jak i tych odleglejszych – klasztoru św. Piotra pod patronatem Zähringów w dzisiejszym St. Peter i opactwa Sankt Gallen mającego liczne własności w Hexental i całej Bryzgowii.

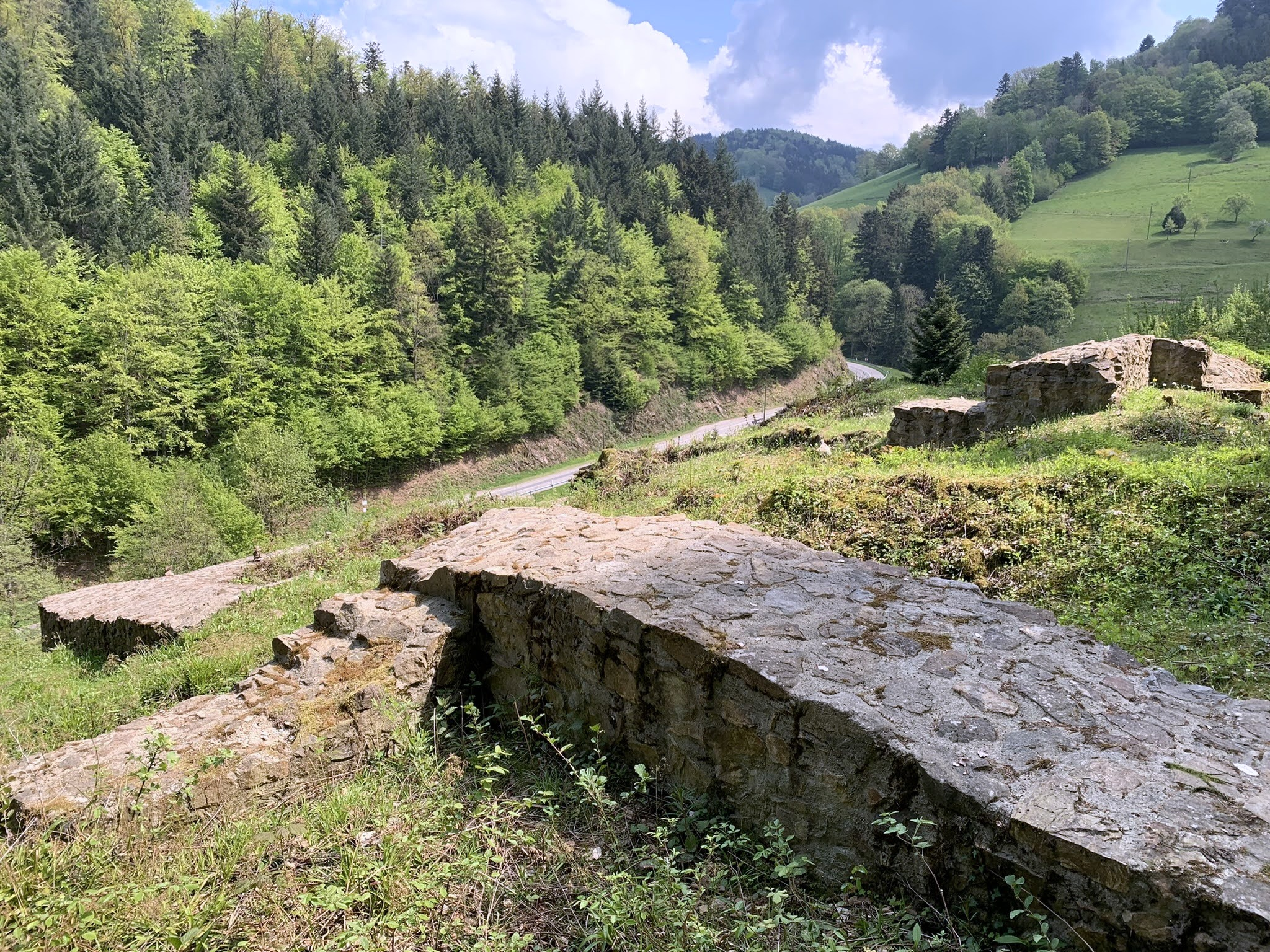
Ruiny zamku Birchiburg po pracach zabezpieczających

Rody szlacheckie, których darowizny zapoczątkowały lub utrzymywały nadania klasztorne, utwierdzały swoją pozycję poprzez budowę w XI i XII w. warownych siedzib, a o ich istnieniu w Hexental można wnioskować przede wszystkim ze źródeł pisanych. O resztkach ruin niektórych z nich wiadomo z XIX-wiecznych przekazów, często lokalne nazwy wskazują na wcześniejszą historię. Możny ród Snewlin-Bernlapp miał w Bollschweilu najpierw podmurowany dom (festes Huas), wspomniany po raz pierwszy w 1303 r., a następnie otoczony fosą Wasserschloß, którego fragmenty ruin i fosy widoczne były jeszcze na początku XIX w. Gałąź tego rodu miała też niewielki zamek zu Birchiberg w dolinie Möhlin, wspomniany po raz pierwszy w 1347 r., do którego należały pobliskie sztolnie i wyrobiska rud metali, głównie srebra. Zamek został dotkliwie zniszczony w latach 70. XIV w. i jako taki nigdy nie odbudowany, jego pozostałości odsłonięto w ostatnich latach XX w. Nie przetrwały do dziś nawet ruiny zamku na zboczu wzniesienia o nazwie Bürgle między Sölden a Biezighofen, należącego do grafów von Scherzingen, zniszczonego w 1115 r. lub wcześniej. W północnej części Hexental, na wschodnim podnóżu Schönbergu, w granicach dzisiejszego Au, stał burg ze Obhusen, wspomniany jako zamek w przekazach historycznych w latach 1344 i 1409. W połowie XIX w. widoczne były jeszcze pozostałości fundamentów, dziś na jego lokalizację wskazuje jedynie nazwa Burghöfe.

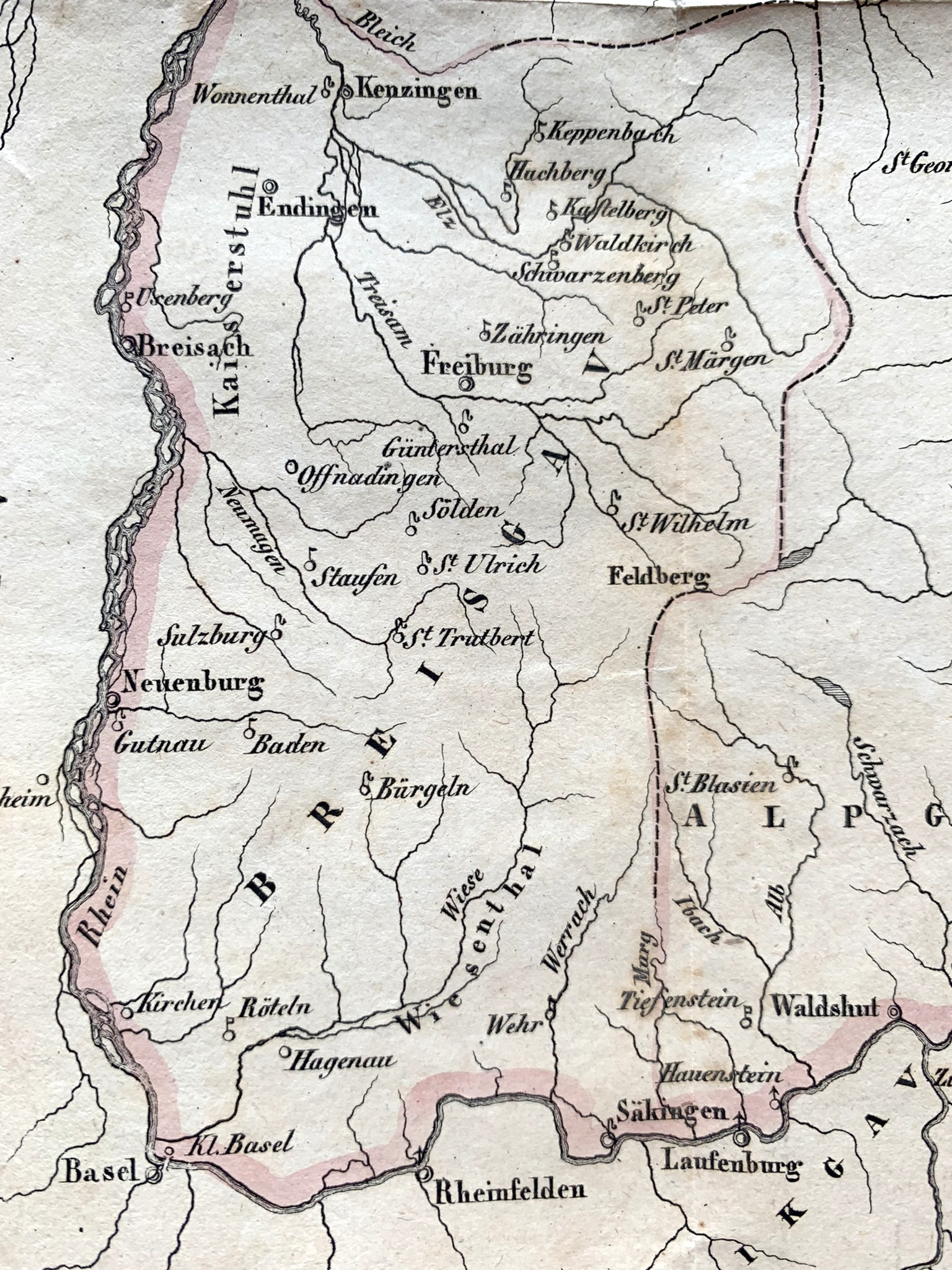
Bryzgowia w czasach Zähringów, XI-XIII w. – w Hexental zaznaczone St. Ulrich i Sölden

O ile zachodnia strona Hexental pozostawała co najmniej do połowy XIII w. w domenie wpływów sanktgalleńskiego opactwa, o tyle nad jej wschodnią częścią sprawowali kontrolę wpierw Zähringowie, potem grafowie von Urach z Fryburga (od ok. 1230 r. tytułujący się Grafen von Freiburg) i inne możne rody, przede wszystkim Snewlinowie. Szczególnie ten ostatni ród, rozgałęziony i posiadający (przynajmniej czasowo) włości i lenna w całej Bryzgowii, a nawet po zachodniej stronie Renu, nie miał wśród rodów fryburskich końca XIII w. sobie równych pod względem bogactwa, przy czym dobra w Bollschweilu tworzyły jedynie cząstkę ich własności ziemskich. Wraz z przejściem w 1368 r. Fryburga pod panowanie Habsburgów Hexental weszła, wraz z częścią Bryzgowii, w obręb terytorium Austrii Przedniej (Vorderösterreich). Nie zmieniło to bezpośrednio porządku i zakresu własności ziemskich, w dalszej jednak perspektywie czasowej determinowało polityczne i militarne alianse całego regionu.

## Czasy nowożytne

### Wojna chłopska

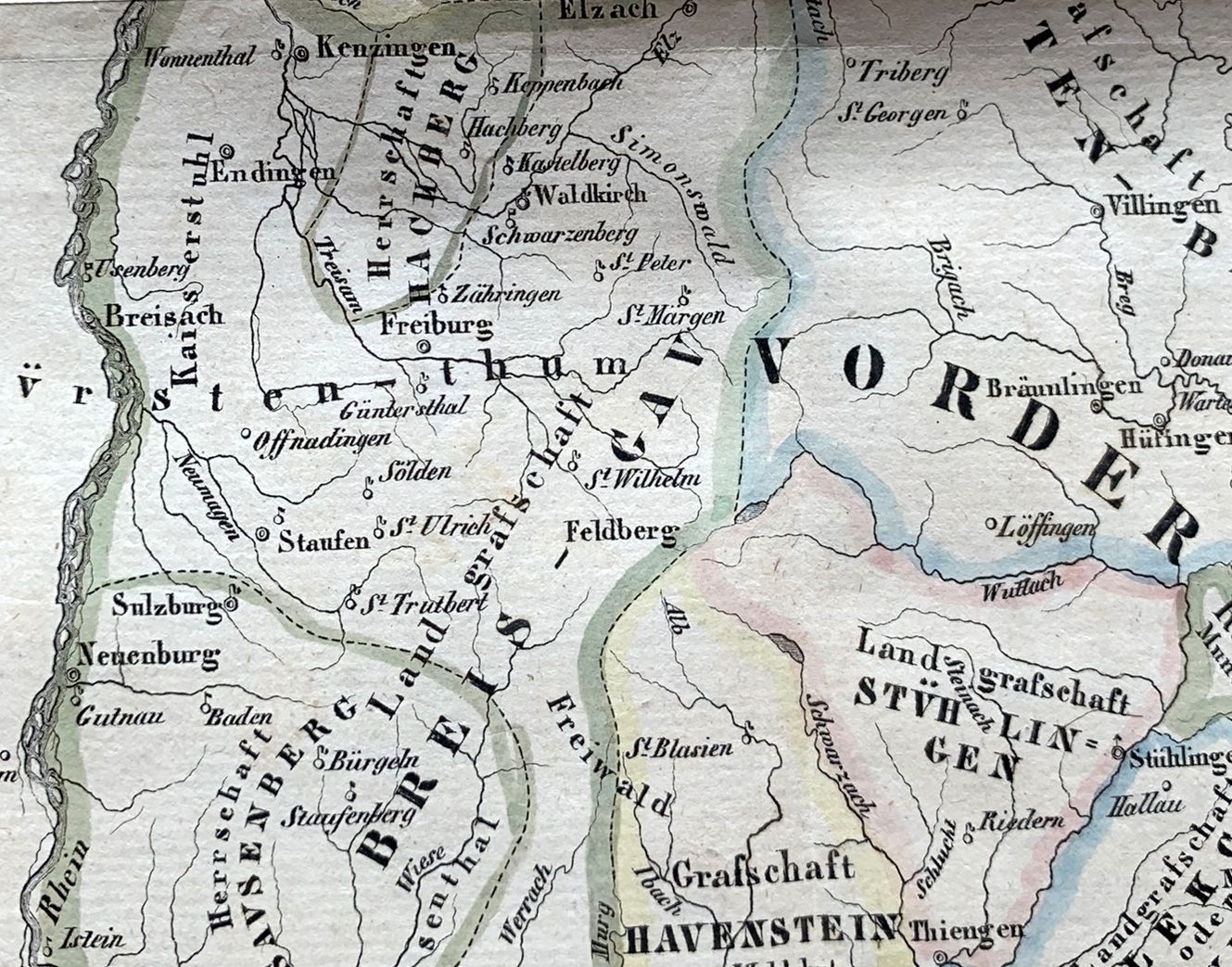
Środkowa Bryzgowia jako część habsburskiej Austrii Przedniej

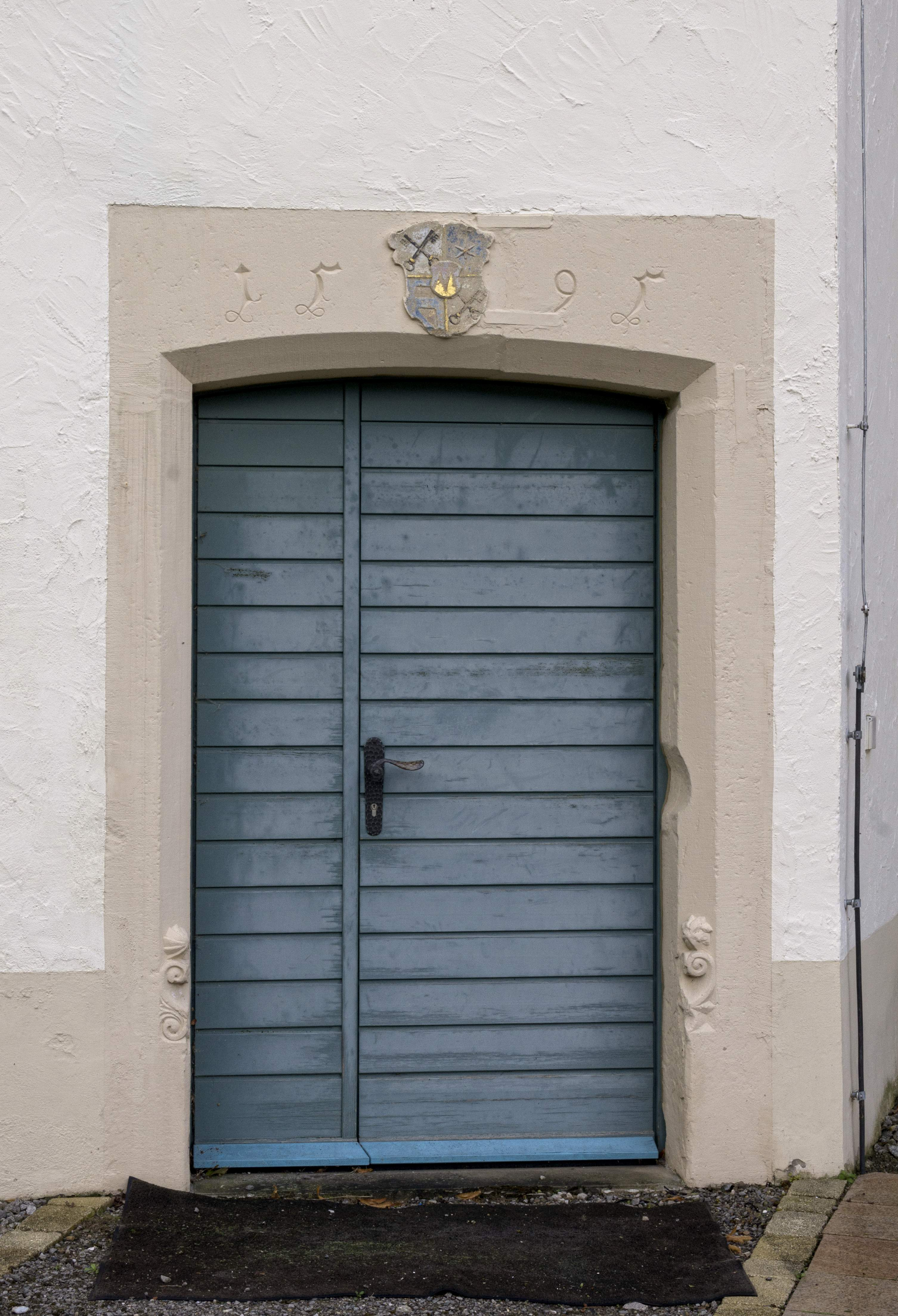
Wejście na wieżę kościoła dawnego klasztoru w Sölden, na nadprożu rok 1595 i herb opactwa

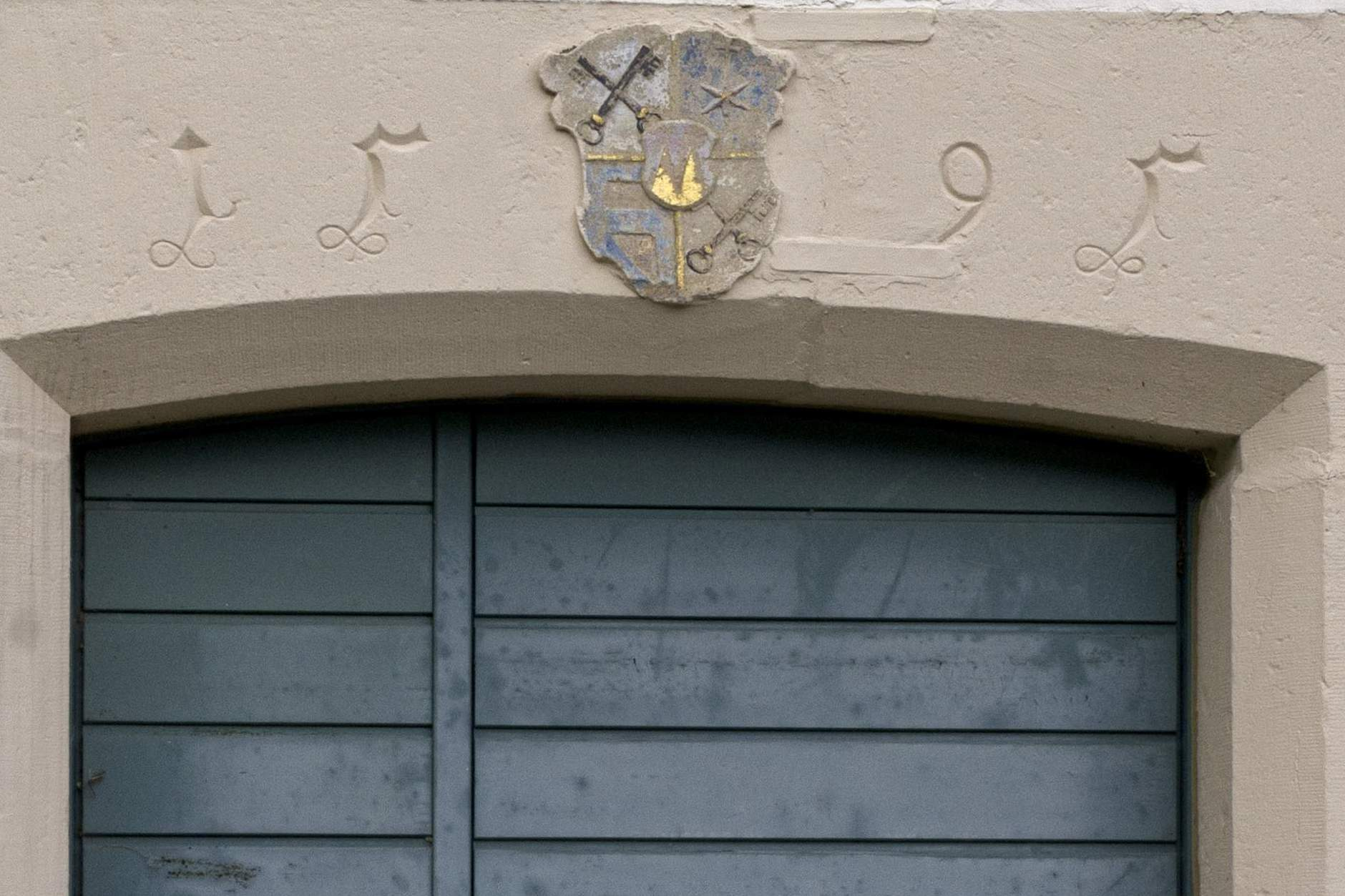

Na począku lat 20. XVI w. od południowego wschodu napłynęły do Bryzgowii fale buntu określanego jako chłopski, prowadzonego z gwałtownością i okrucieństwem, jak pisze Bernd Ottnad w historii Bryzgowii, równymi chaotycznej wojnie domowej o niedającej się wyraźnie przeprowadzić linii rozdzielającej zwaśnione grupy w społeczeństwie. W Hexental pierwszy padł ofiarą ciągnących późną wiosną 1525 r. od strony Staufen w stronę Fryburga zrewoltowanych band zamek w Bollschweilu – splądrowany i tak zrujnowany, że zamieszkujący go Snewlin-Bernlapp przenieśli się do Merzhausen (gdzie zapewne w drugiej połowie XVI w. stanął ich nowy dom mieszkalny). Dalej ruszono ku pobliskim klasztorom w Sölden i St. Ulrich, które przetrząśnięto, zniszczono i złupiono w akcie, jak mówi historyk Sölden Franz Kern, masowej psychozy. Klasztoru, zamieszkałego w chwili napaści jedynie przez kilka benedyktynek, później nie odbudowano, przywrócono natomiast do stanu używalności budynek prepozytury. Rewoltę, stłumioną akcjami regularnych wojsk cesarskich, zakończył podpisany we wrześniu 1525 r. traktat, nakładający na przywódców i gminy dotkliwe kary i w sumie pogrążający masy chłopskie w jeszcze większą zależność feudalną. Każde wiejskie domostwo (wyłączywszy wdowie zagrody) musiało zapłacić 6 guldenów, tzw. Brandschatzung, tytułem odszkodowania za poniesione przez zwycięską władzę koszty. Ze sporządzonego wówczas spisu wynika, że w gminie obejmującej Au i Sölden było 27 domów (w tym dwa zamieszkałe przez wdowy), a w Merzhausem 11 (w tym jeden wdowi). W historycznym podsumowaniu tego buntu mas wskazuje się na jego ogromne koszty społeczne i materialne oraz brak jakichkolwiek znaczących starań rozwiązania problemów, które do niego doprowadziły.

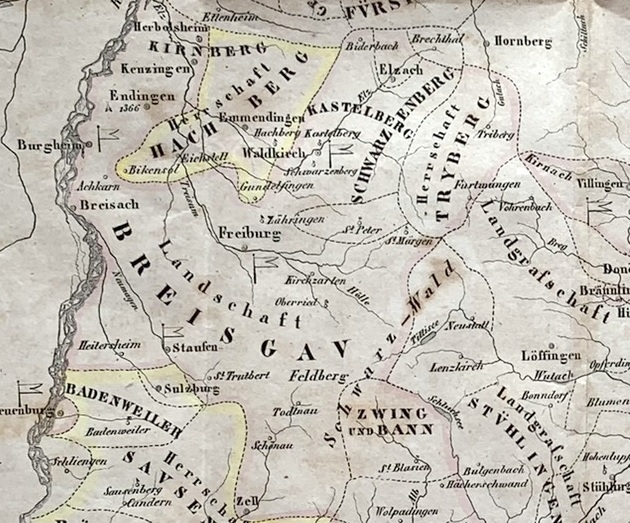
Bryzgowia, należąca do Austrii Przedniej, w XVI-XVII w.

### Wojna trzydziestoletnia
W konsekwencji postanowień uchwalonego w 1555 r. w Augsburgu pokoju, z jego naczelną zasadą cuius regio eius religio, tereny pod panowaniem Habsburgów, w tym Fryburg i wsie w Hexental, pozostały przy katolicyzmie. W kolejnym stuleciu tereny te zagarnęły wiry wojny trzydziestoletniej, toczonej w Europie od 1618 r. nie tyle z pobudek religijnych między władcami katolickimi a protestanckimi, ile o hegemonię polityczną panujących dynastii. W pierwszej dekadzie wojny południowo-zachodniego skrawka Cesarstwa nie dotknęły co prawda bezpośrednie działania zbrojne, ale ludność cierpiała niedostatek i biedę, wywołane drożyzną i wojennymi kontrybucjami, była także dziesiątkowana (od 1625 do 1628 r.) przez zarazę. Wraz z opowiedzeniem się w 1630 r. korony francuskiej Ludwika XIII po stronie antyhabsburskiej i zaangażowaniem się w konflikt europejski w sojuszu ze Szwecją, krąg wojennych zagrożeń wokół Bryzgowii zacieśnił się. W 1631 r. Szwecja pod Gustawem Adolfem przystąpiła do wojny po stronie Unii Protestanckiej i jej świetnie wyszkolona armia w marszu przez Europę zajęła Bawarię, rejon Jeziora Bodeńskiego i Alzację, by następnie wtargnąć do Bryzgowii i tuż przez Bożym Narodzeniem 1632 r. stanąć pod murami Fryburga. Ponieważ wojska cesarskie koncentrowały się na utrzymaniu twierdzy Breisach, będącej kluczowym punktem dostępu do żeglugi na Renie, do obrony Fryburga zwołano cywilnych obywateli jako landwerzystów, m.in. ze wsi Biezighofen w Hexental. Także kolejna dekada przyniosła cierpienia i zniszczenia, głównie za sprawą rozbestwionej soldateski, kiedy to całe wsie obracano w perzynę, jak np. Sölden w 1640 r. Aż po rok 1644 Hexental pozostawała pod okupacją szwedzko-francuską, której kres położyła ofensywa połączonej armii bawarsko-cesarskiej, dowodzonej przez Franza von Mercy’ego. Prowadzone przez nią w czerwcu i lipcu 1644 r. oblężenie Fryburga doprowadziło 29 lipca do jego zdobycia. Po połączeniu się francuskich jednostek dowodzonych przez Henri de Turenne’a z oddziałami przybyłymi zza Renu pod komendą Ludwika II de Bourbon-Condé doszło w pierwszych dniach sierpnia do bitwy, która miała zadecydować o politycznej hegemonii nad tym obszarem Górnego Renu. Oddziały Turenne’a zaatakowały Bawarczyków na umocnieniach na północno-zachodniej stronie Schönbergu, ale zostały odparte i wycofały się na wzgórze Batzenberg, a następnie dalej na południe pod Krozingen, dokąd 2 sierpnia dotarła Armeé de France pod dowództwem księcia de Condé. Podczas gdy w ciągu kolejnych dwóch dni prowadził on walki z oddziałami bawarskimi na stokach Schönbergu, Turenne planował przemarsz swoich oddziałów na Fryburg przez Hexental od południa, tj. przez Bollschweil i Wittnau do Uffhausen. To posunięcie, choć taktycznie logiczne, okazało się w praktyce tak trudne, że zakończyło się niepowodzeniem:

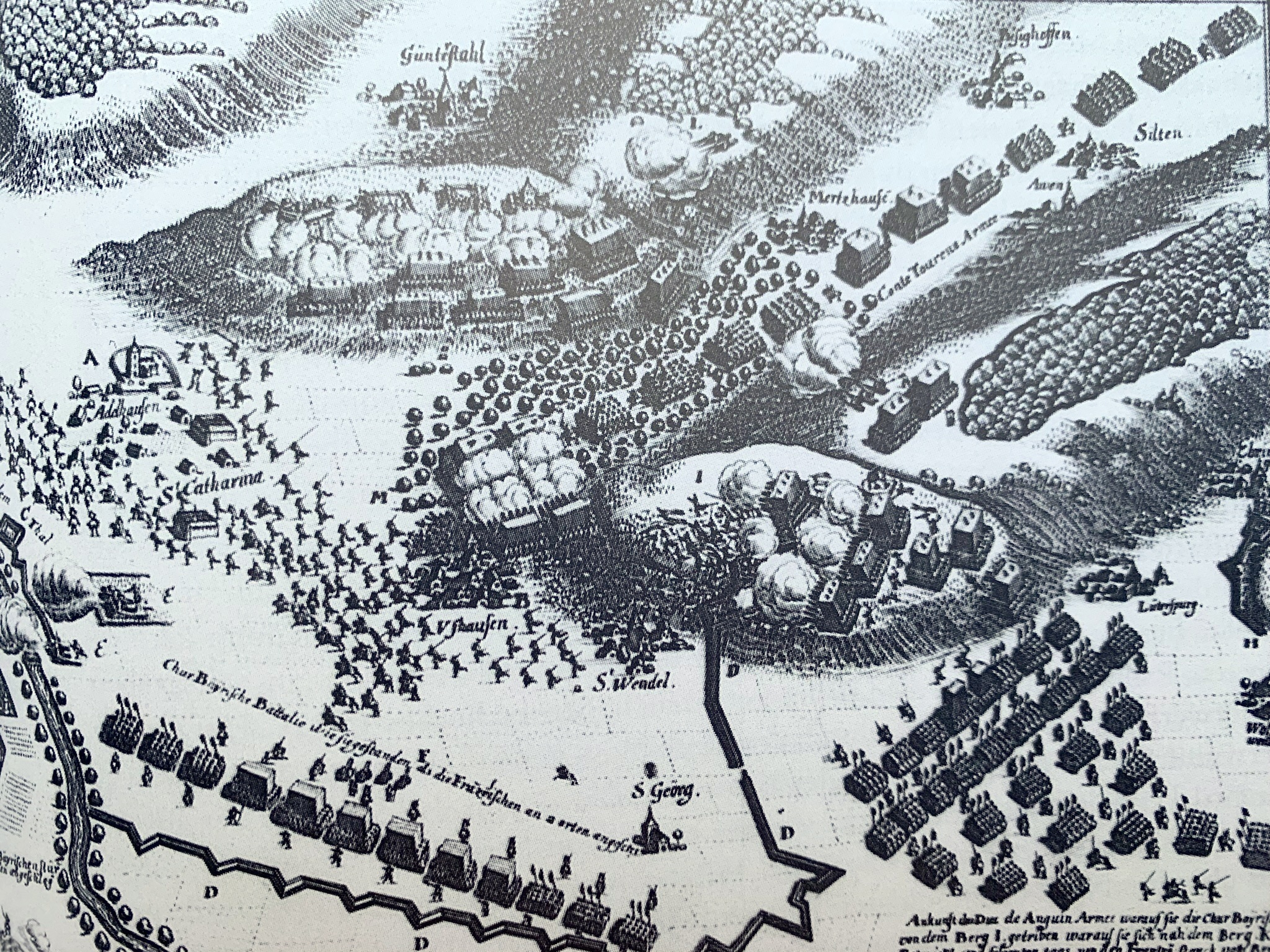
Sytuacja militarna w trakcie oblężenia Fryburga na początku sierpnia 1644 r. Hexental, przez którą maszerował Turenne, przedstawiona na tej ilustracji z 1647 r, jest w rzeczywistości węższa.

„Droga prowadzi przez Kirchhofen do Bollschweil, a stamtąd do Wittnau wzdłuż starego traktu Staufen-Fryburg. Do Wittnau jest jakieś dwanaście kilometrów i trzeba je było przejść nikłą drożyną, całkowicie zarośniętą gęstym lasem. Zwerbowani chłopi musieli ciężko się napracować, aby nią w ogóle dało się iść. Turenne ze strażą przednią dotarł do Wittnau dopiero koło czwartej po południu. W ciągu godziny pokonywano średnio około półtora kilometra”.
3 sierpnia w okolicy Au, w zwężeniu Hexental u jej północnego wylotu, wojska Turenne’a zostały zaatakowane przez cztery regimenty wojsk bawarskich i stoczono ponad dwugodzinną potyczkę, zwaną bitwą w Mühlental (Schlacht im Mühlental bei Merzhausen). Mimo sugerującej ją nazwy dokładna lokalizacja tej potyczki nie została ustalona ponad to, że miała miejsce w obrębie granic (Gemarkung) wsi Au, a walczące strony stały po obu stronach potoku Mühlenbach. Przy znacznych stratach po obu stronach – Francuzi stracili ok. 1500 żołnierzy, Bawarczycy ok. 400 – wraz z nadejściem nocy i ustawicznego deszczu walki wygasły, nie przychylając zwycięstwa na żadną ze stron. Jednostki bawarskie przegrupowały się na podnóżu zachodnich stoków Kreuzbergu, u samego wylotu Hexental, by przez kolejny dzień toczyć nierozstrzygnięte jednoznacznym zwycięstwem walki z oddziałami francuskimi. De Condé podjął jeszcze próbę odbicia Fryburga atakiem od północy, od strony St. Peter, ale został wyparty w głąb Schwarzwaldu. Fryburg, mocą układu pokojowego w 1648 r., stał się ponownie stolicą habsburskiej Austrii Przedniej. Straty w ludziach, w wyniku działań zbrojnych, ale i chorób i nędzy, oraz skala zniszczeń materialnych wokół Schönbergu i w Hexental, a co za tym idzie wyludnienie wsi, były tak ogromnę, że jak mówi opisujący dzieje Horben Josef Kury, „wilki i niedźwiedzie panoszyły się [po spustoszonych wioskach]”.

#### Ciężary wojny francusko-holenderskiej 1672-1679
Kiedy w 1672 r. Francja Ludwika XIV zaatakowała Zjednoczone Prowincje Niderlandów, przeciwko niej wystąpiła m.in. Stara Rzesza Niemiecka, prowadząc do eskalacji zbrojnej zwanej wojną holenderską. W dwa lata później oddziały zwaśnionych armii wkroczyły na tereny Niziny Górnoreńskiej. Mieszkańcy zajętej przez żołnierzy francuskich Bryzgowii byli zobowiązani do świadczenia kontrybucji na utrzymanie wojsk. Gdy Sölden nie dostarczyło do Breisach oczekiwanych dostaw, oddział Francuzów napadł w styczniu 1676 r. na wieś i „w akcie straszliwej zemsty” podpalił wiele domów, łącznie z plebanią i gospodarstwem plebańskim, a płomienie sięgać miały samego kościoła. Traktat zawarty w lutym 1679 r. między cesarstwem a Francją i Szwecją przekazywał Ludwikowie XIV Fryburg z wioskami Lehen i Betzenhausen oraz Kirchzarten; Hexental pozostała w granicach Austrii Przedniej przynależnej do monarchii habsburskiej.

#### Kontrybucje w czasie wojny Francji z Ligą Augsburską 1688-1697
Jesienią 1679 r. przystąpiono do realizacji projektu naczelnego inżyniera wojskowego Ludwika XIV Sebastiana Vauban przebudowy Fryburga w otoczoną fortyfikacjami i opartą o wzgórze nad miastem twierdzę, która miała gwarantować Francji kontrolę nad Renem wzdłuż Alzacji i nad przejściami przez Schwarzwald. Już od 1677 r. do budowy umocnień ścinano na stokach Schönbergu wielkie ilości dębów. Ekspansywna polityka Ludwika XIV kontynuowała siłowe przyłączanie do Francji tzw. dépendences, tj. takich obszarów innych krajów, które według niejasnego sformułowania w pokoju westfalskim były jakoby przynależne Francji. Sprawujący we Fryburgu władzę w imieniu korony francuskiej gouverneur markiz de Chamilly (w latach 1679–1681) wysuwał roszczenia do kilku dépendences, m.in. do Horben. Jego następca, gouverneur du Fay (w latach 1681–1693) wprowadził jako praktykę ściąganie kontrybucji od mieszkańców okolicznych wsi w obecności patroli wojskowych. W 1690 r. oddział uzbrojonych francuskich żołnierzy stał obozem między Bollschweilem a Sölden. Przymusowe kontrybucje, wszechobecność maruderów i bezkarność wojskowych grabieżców wzmagały nędzę mieszkańców terenów od dekad pustoszonych przez wojny. Francja, walcząca na wielu frontach, zmuszona została do rokowań pokojowych, które zakończono traktatem w październiku 1697 r. Wśród koncesji, na które musiał przystać Ludwik XIV, jak np. wyrzeczenie się pretensji do Alzacji i Lotaryngii, było też opuszczenie Fryburga, który znalazł się ponownie pod panowaniem Habsburgów.

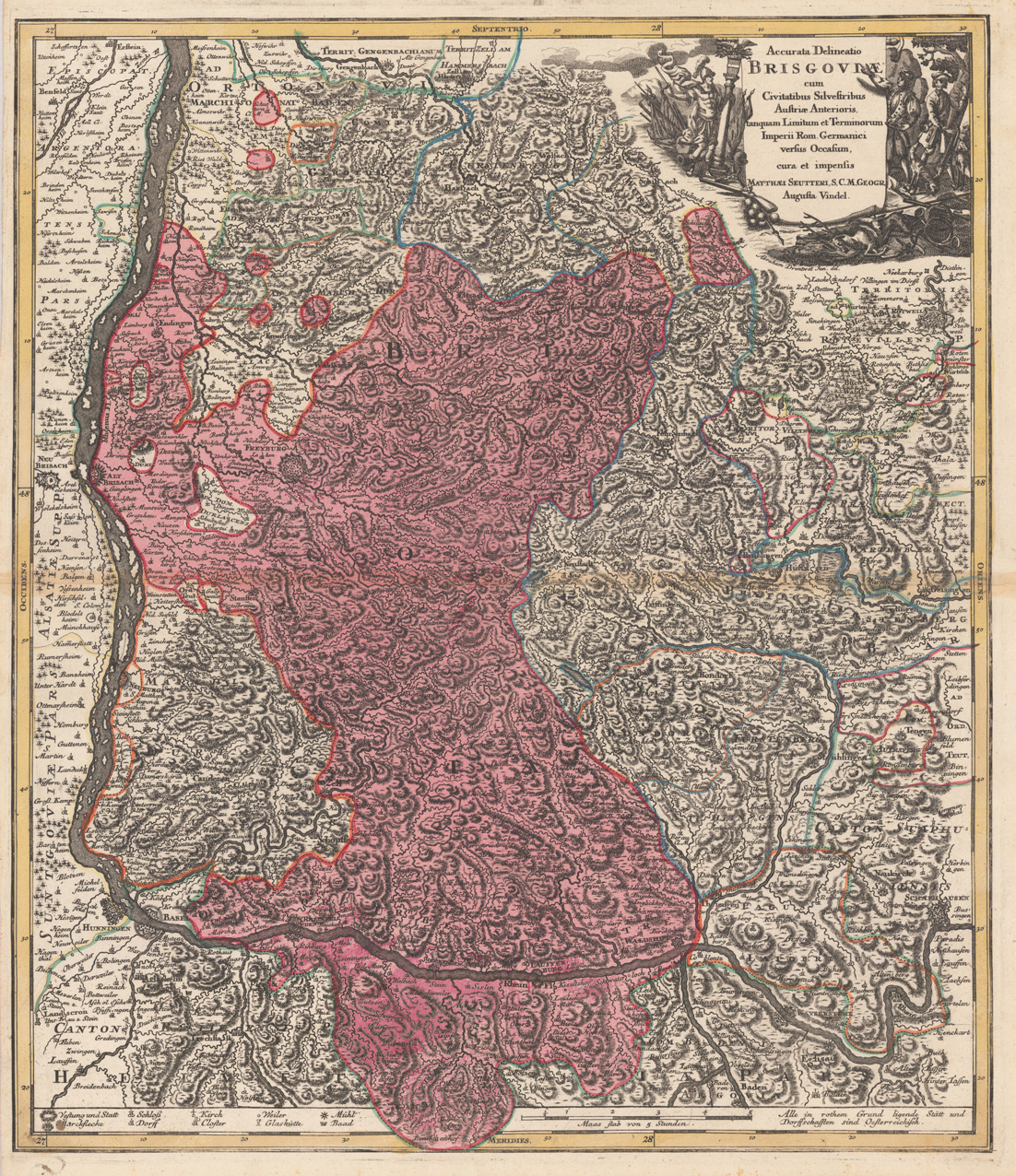
Bryzgowia, należąca do monarchii Habsburgów (na mapie sporządzonej przez Matthäusa Seuttera, ok. 1720 r.). Hexental przedstawiona (nieprawidłowo) jako dolina, przez którą z północy na południe płynie rzeka.

#### Konsekwencje konfliktu o sukcesję hiszpańską 1701-1714
Po bezpotomnej śmierci króla Hiszpanii Karola II w listopadzie 1700 r. rozgorzał w Europie wieloletni konflikt zbrojny o sukcesję tronu hiszpańskiego. Po jednej stronie stały państwa opowiadające się za pretendentem Habsburgów stawianym przez cesarza Leopolda I (m.in. Anglia, Zjednoczone Prowincje, większość księstw Rzeszy), a po drugiej Francja Ludwika XIV z pretendentem burbońskim. Porozumienie między Francją a elektorem bawarskim oznaczało bezpośrednie zagrożenie dla terenów na południu Niemiec, szczególnie Schwarzwald i Baar nabrały dla armii skonfliktowanych stron strategicznego znaczenia jako obszary operacyjne i zaplecze. Po tym, jak w 1702 r. armia francuska pod dowództwem Claude’a de Villars’a przekroczyła Schwarzwald i dotarła aż po Hüfingen, rozpoczęto ściąganie kontrybucji nawet od tak odległych wiosek jak Bollschweil. W połowie 1704 r. oddziały francuskie pod wodzą Camille’a Tallarda wkroczyły do Bryzgowii i kontynuowały marsz na wschód wzdłuż rzeki Dreisam, aby połączyć się z armią bawarską. Nie zaatakując Fryburga, przemaszerowano w jego pobliżu niedaleko północnego wylotu Hexental: od St. Georgen, przez Merzhausen, dalej trawersem północnego stoku Kreuybergu, przez Bodlesau, w dolinę Günterstal i dalej przez Kappel na wschód do Baar. Klęska wojsk francusko-bawarskich, zadana im w bitwie pod Höchstädt w sierpniu 1704 r., oswobodziła co prawda południowo-zachodnią część Rzeszy, nie przyniosła jednak pokoju – nie ustały przemarsze wojsk, ściąganie haraczy, grabieże i zniszczenia. Od gwałtów i grabieży francuskiej soldateski ucierpieli też mieszkańcy okolicznych wsi, co odnotowały kroniki parafialne:
„Wszędzie tu panoszyły się francuskie wojska. Wszystko zboże, obrok i siano zabrano na furaż, domy złupiono i spalono. Sölden i St. Ulrich straciły całą trzodę. Do tego pokradli Francuzi, albo i wiejskie łotry, wszelkie ruchomości, cynowe naczynia i książki”.
Dramatyczną sytuację w tamtych latach pogarszały jeszcze klęski nieurodzaju i gradobicia, jak to w lipcu 1712 r. w Bollschweilu. Według postanowień pokoju rasztackiego w marcu 1714 r., potwierdzonych w trakcie badeńskim we wrześniu 1714 r., Francja zrzekła się Bryzgowii w zamian za zachowanie Landau po zachodniej stronie Renu. Wraz z terenami na prawym brzegu Górnego Renu powróciła do Austrii także Hexental i przez następne 30 lat w regionie panował pokój.

#### Flisactwo w Hexental

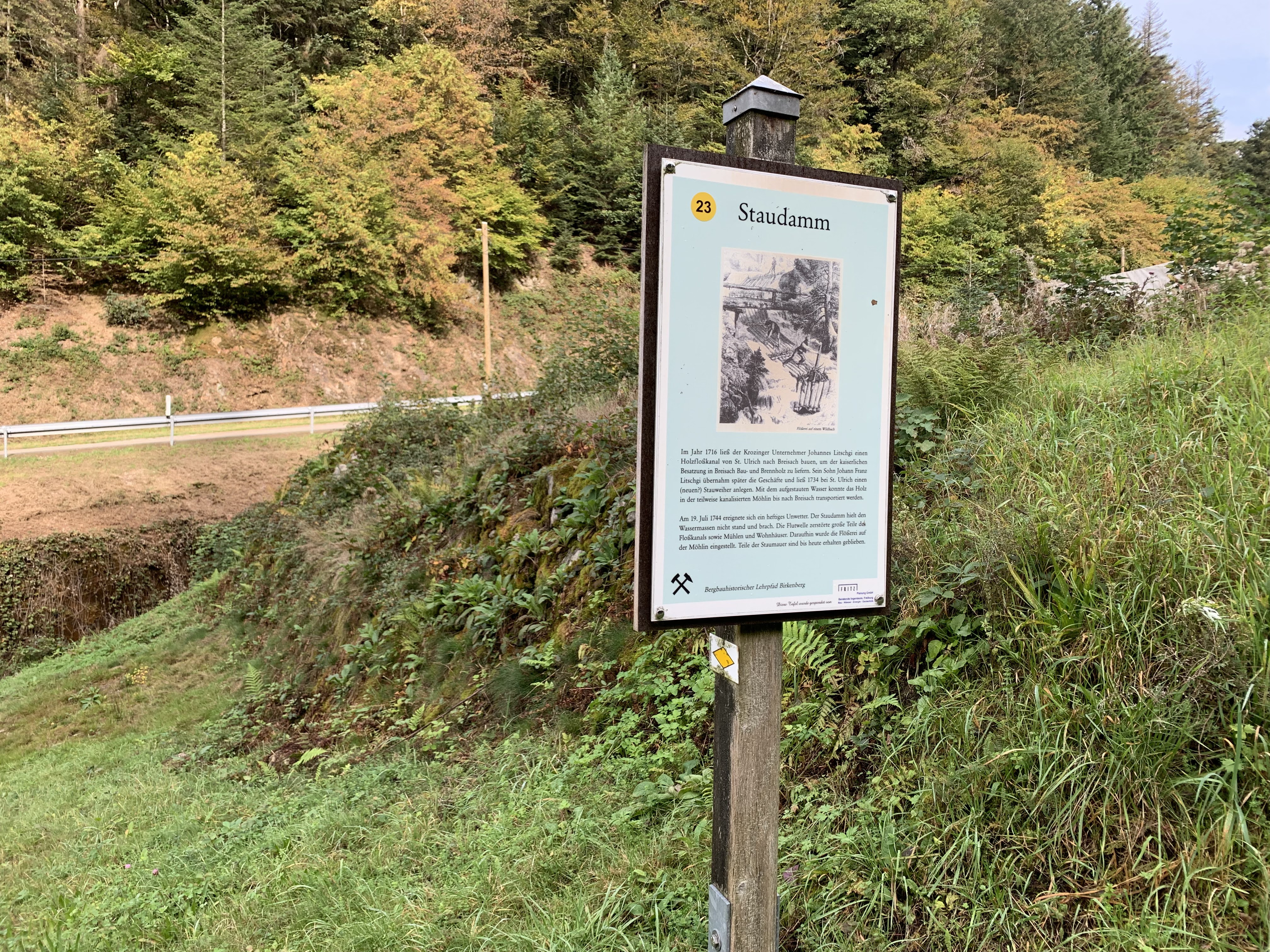
Pozostałości tamy na Möhlin, przerwanej gwałtownym napływem wód podczas ulewy w lipcu 1744 r.

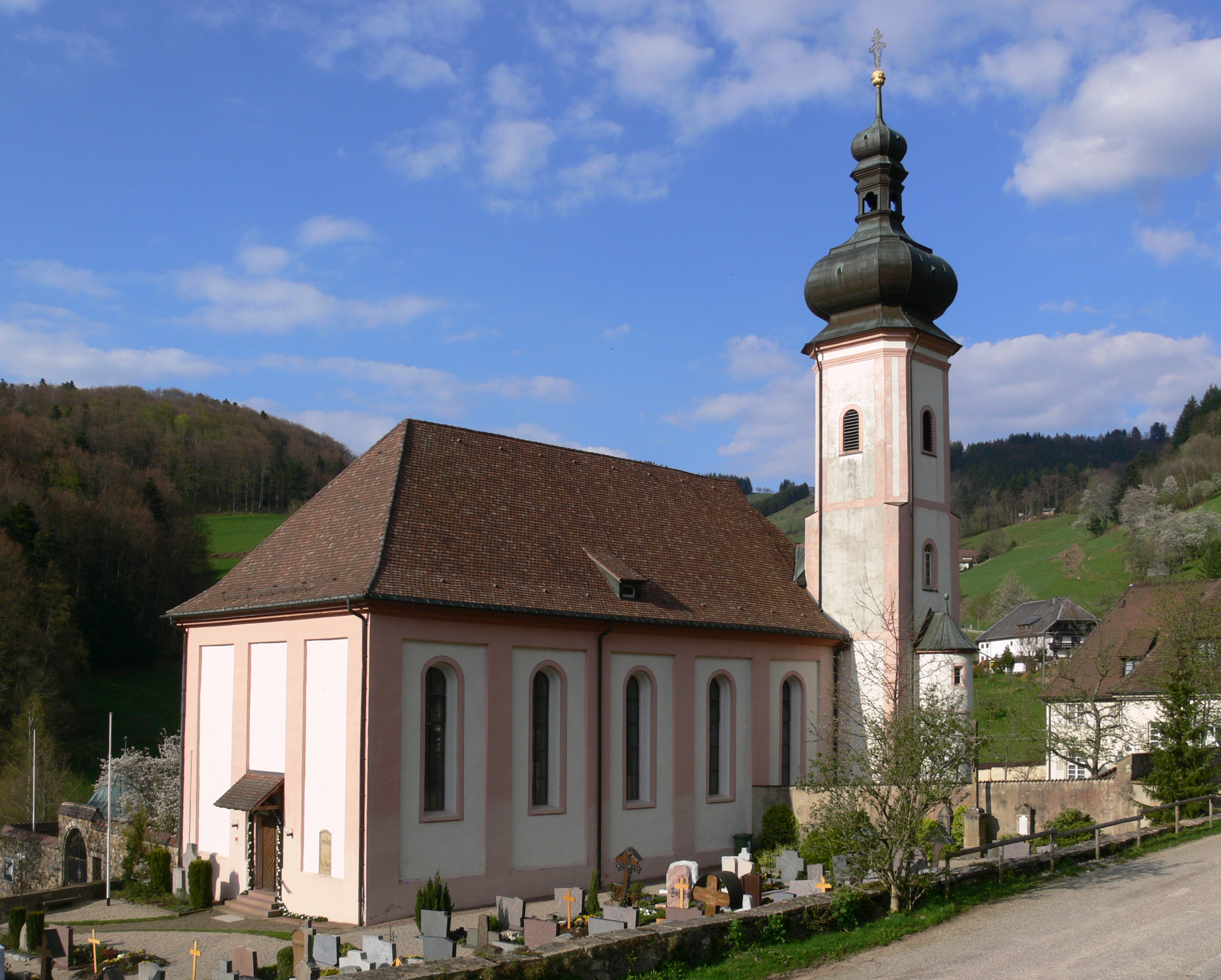
Kościół św. Piotra i Pawła w St. Ulrich (Bollschweil)

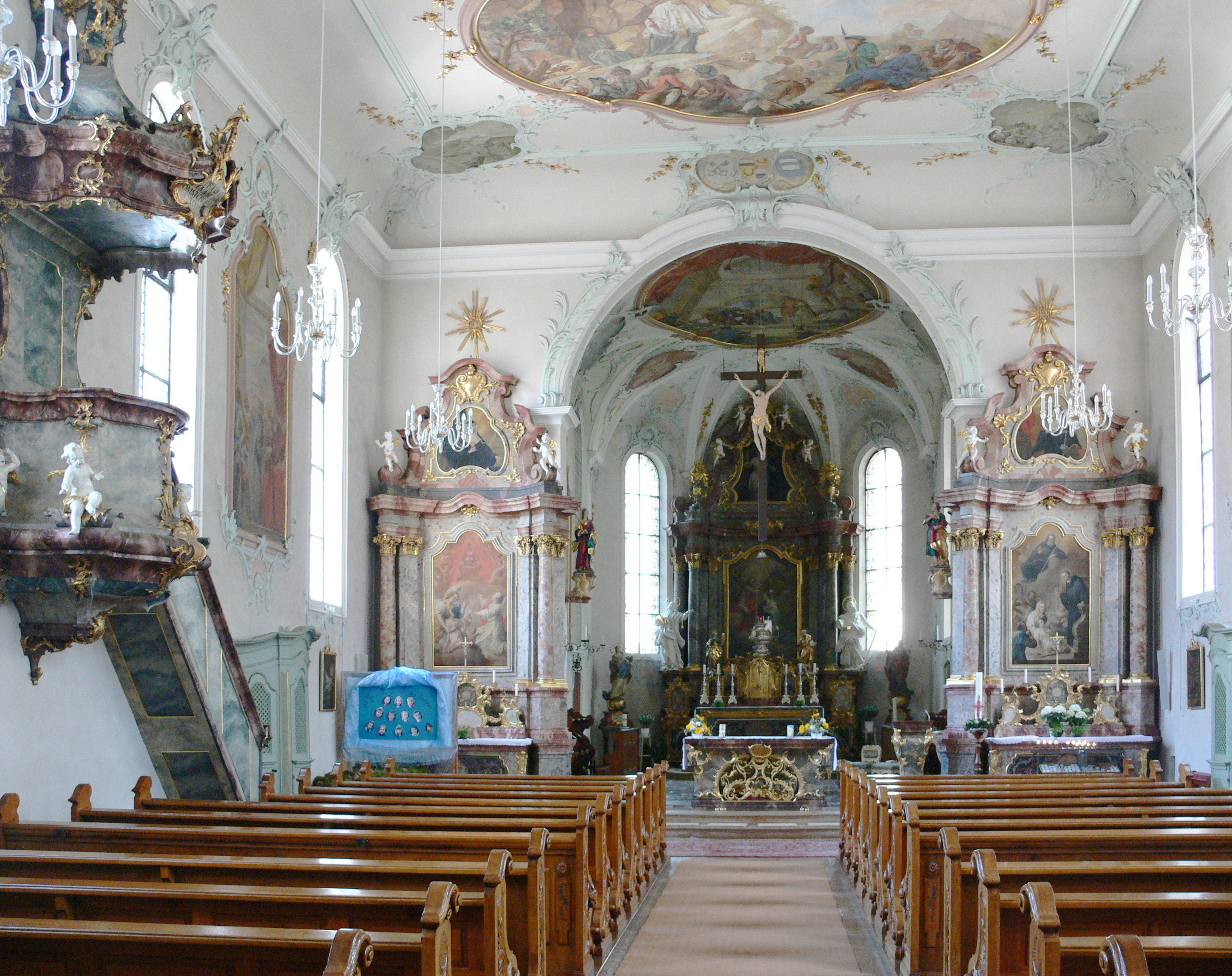
Wnętrze kościoła w St. Ulrich – widok na ołtarz

Drewno na rzecz twierdzy i garnizonu Breisach nad Górnym Renem dostarczane było w XVIII w. poprzez spław z wyrębu lasów w dolinie Münstertal rzeką Neumagen i z wyrębu lasów przeorstwa St. Ulrich rzeką Möhlin. Całym przedsięwzięciem – od wyrębu, przez uzdatnianie dróg wodnych, spław i transport tratw do Breisach – kierował w imieniu rządu Austrii Przedniej Johann Litschgi z bogatej rodziny przedsiębiorców (zajmowali się także kopalnictwem rud) z Krozingen. Dla klasztornych lasów St. Ulrich nakaz rządowy z 1734 r. był rujnujący, gdyż przeorstwo otrzymywało za drewno bardzo niską cenę. Ponadto (według sprawozdania przeora sporządzonego dla opata St. Peter) część drewna spławianego przez Hexental zasilała cegielnię i folwark należące do Litschgiego. Niemniej jednak pieniądze uzyskane ze sprzedaży drewna pozwoliły przeorowi St. Ulrich w 1739 r. na opłacenie kontraktu ze znanym w tej części Europy architektem Peterem Thumbem na rozbiórkę starego i wybudowanie nowego kościoła klasztornego; tak oto to w górnym piętrze bocznej doliny Hexental powstało „jedno z najpiękniejszych dzieł Petera Thumba, budowniczego i mistrza barokowej architektury”. Niemal całkowitej wycince klasztornego lasu towarzyszyło uzdatnianie koryta Möhlin do szybkiego flisu: z potoku usuwano takie przeszkody jak bloki skalne i głazy, a wzdłuż brzegów wycinano zarośla. W pobliżu dzisiejszej Gütlemühle zagrodzono podwójnym murem potok i zbudowano z wielkim nakładem kosztów sztuczny staw, na którym gromadzono i szykowano pnie do spławu. Za tamą Möhlin niósł drewno z wielką prędkością do Bollschweilu i Ehrenstetten, by tuż przed Hausen połączyć się z Neumagen. Wspólne koryto rzek przebudowano w drugiej dekadzie XVIII w. w kanał spławny, wiodący wprost do Breisach. Lecz rwący prąd Möhlin w górnych piętrach doliny w połączeniu z ciężkim materiałem drzewnym, który transportowała, był przyczyną szybkiej erozji zarówno dna potoku aż po jego skaliste podłoże, jak i jego brzegów. Ilość wody znacznie większa niż w naturalnie płynącej Möhlin i spływająca z większą prędkością – co było korzystne dla przedsięwzięcia flisackiego – okazały się katastrofalne w skutkach i dla naturalnego środowiska, i dla ludzi mieszkających w pobliżu Möhlin. Ulewny deszcz w lipcu 1744 r. spowodował w górnych piętrach doliny falę powodziową, która zasilana potokami z okolicznych stoków przerwała tamę na wystawionym przez Litschgiego stawie i runęła na położone u wylotu Hexental przysiółki. Woda zniosła młyn w Bollschweilu i trzy domy mieszkalne w Ehrenstetten. Infrastruktura flisacka na górskim odcinku Möhlin zniszczona została tak dotkliwie, że o jej odbudowie nie było mowy, co położyło kres flisactwu na Möhlin, a bracia Litschgi wycofali się z działalności zajmującej się spławem rzecznym.

### Wiek XIX

#### Przemiany polityczne w okresie napoleońskim

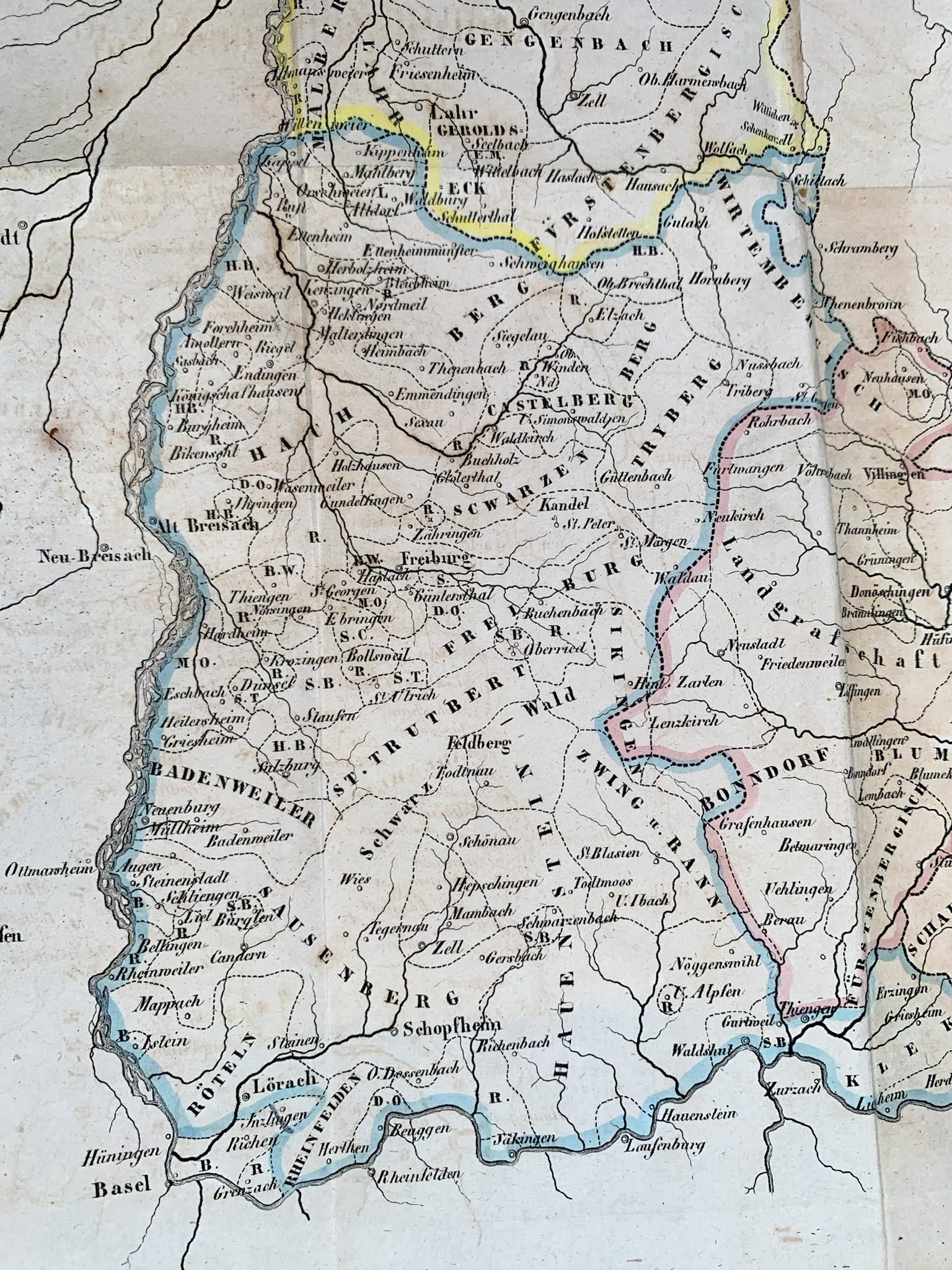
Okręg administracyjny Ober-Rheinkreis na płn.-zach. Wlk. Księstwa Badenii, którego ośrodkiem był Fryburg Bryzgowijski

Przełom wieków XVIII i XIX politycznie zdominowały toczone z Francją wojny koalicyjne. Od momentu powstania w 1792 r. I koalicji antyfrancuskiej (austriacko-pruskiej) i wypowiedzenia jej przez Francję wojny obszary nad Górnym Renem, w tym Bryzgowia, stały się militarnym obszarem operacyjnym. Do budowy umocnień wzdłuż Renu ściągano chłopów także z tak odległych wsi jak Wittnau i Biezighofen w Hexental. Wobec liczebnej przewagi silnie umotywowanej armii francuskiej, obrona terenów nadreńskich toczyła się ze zmiennym szczęściem. Latem 1796 r. armia francuska pod dowództwem Jeana Victora Moreau przekroczyła Ren i skierowała do Bryzgowii, by w lipcu zająć Fryburg i marszem przez Schwarzwald dotrzeć do Górnej Szwabii i Bawarii. Zajmowane tereny zmuszone były do opłacania kontrybucji oraz kwaterowania i wyżywienia okupacyjnych oddziałów. Armia francuska wiosną 1799 r. ponownie wkroczyła do Bryzgowii, niosąc gwałt i zniszczenie. W toku drugiej wojny koalicyjnej w Hexental ucierpiały niemal wszystkie wioski, splądrowane, a następnie spalone – Merzhausen, Au, Wittnau, Biezighofen i Sölden – a ich mieszkańcy ratowali się ucieczką, ograbiono również kościoły, m.in. w Merzhausen i Wittnau. Wraz z zawartym w lutym 1801 r. układem pokojowym w Lunéville, korzystnym dla napoleońskiej Francji, rozpoczął się proces gruntownych zmian administracyjno-państwowych w Bryzgowii, wynikający z nowego ustalenia granic. Zgodnie z końcową uchwałą obradującej do końca lutego 1803 r. w Ratyzbonie deputacji Rzeszy (Reichsdeputationshauptschluss) margrabstwo Badenii otrzymało godność elektorską i jako Kurfürstentum Baden pod panowaniem Karola Fryderyka zostało powiększone o znaczne tereny wzdłuż prawego brzegu Renu. Utworzenie III koalicji antyfrancuskiej doprowadziło do kolejnej wojny z cesarstwem francuskim i choć Badenia ogłosiła neutralność, nie osłoniło to jej przez koniecznością płacenia kontrybucji i utrzymywania stacjonujących w tym rejonie oddziałów francuskich. Zwycięska kampania Napoleona jesienią 1805 r. zmusiła Austrię do podpisania traktatu w Preszburgu, na mocy którego Ortenau i wielka część Bryzgowii, w tym Fryburg i Hexental, znalazły się w obrębie niezależnego elektoratu Badenii. Ponad 400-letnie panowanie Habsburgów w Bryzgowii dobiegło końca. Tę zmianę sytuacji polityczno-państwowej przyjęto w przeważnie katolickiej Bryzgowii z obawami, głównie ze względu na protestancki charakter dworu panującego w Karlsruhe.

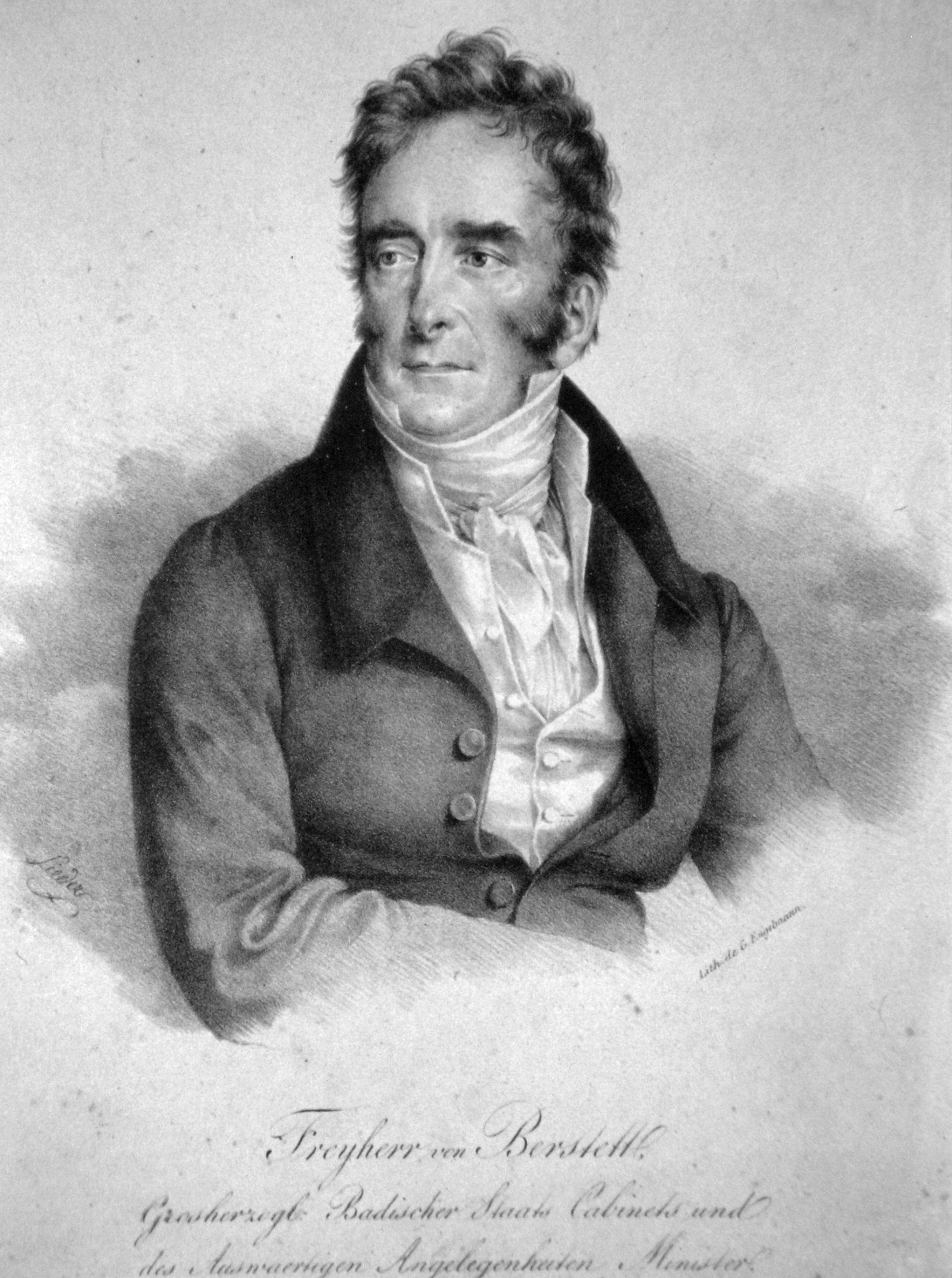
Wilhelm Leopold baron von Berstett, w uznaniu służby w badeńskiej dyplomacji otrzymał w lenno zamek i posiadłości w Bollschweilu

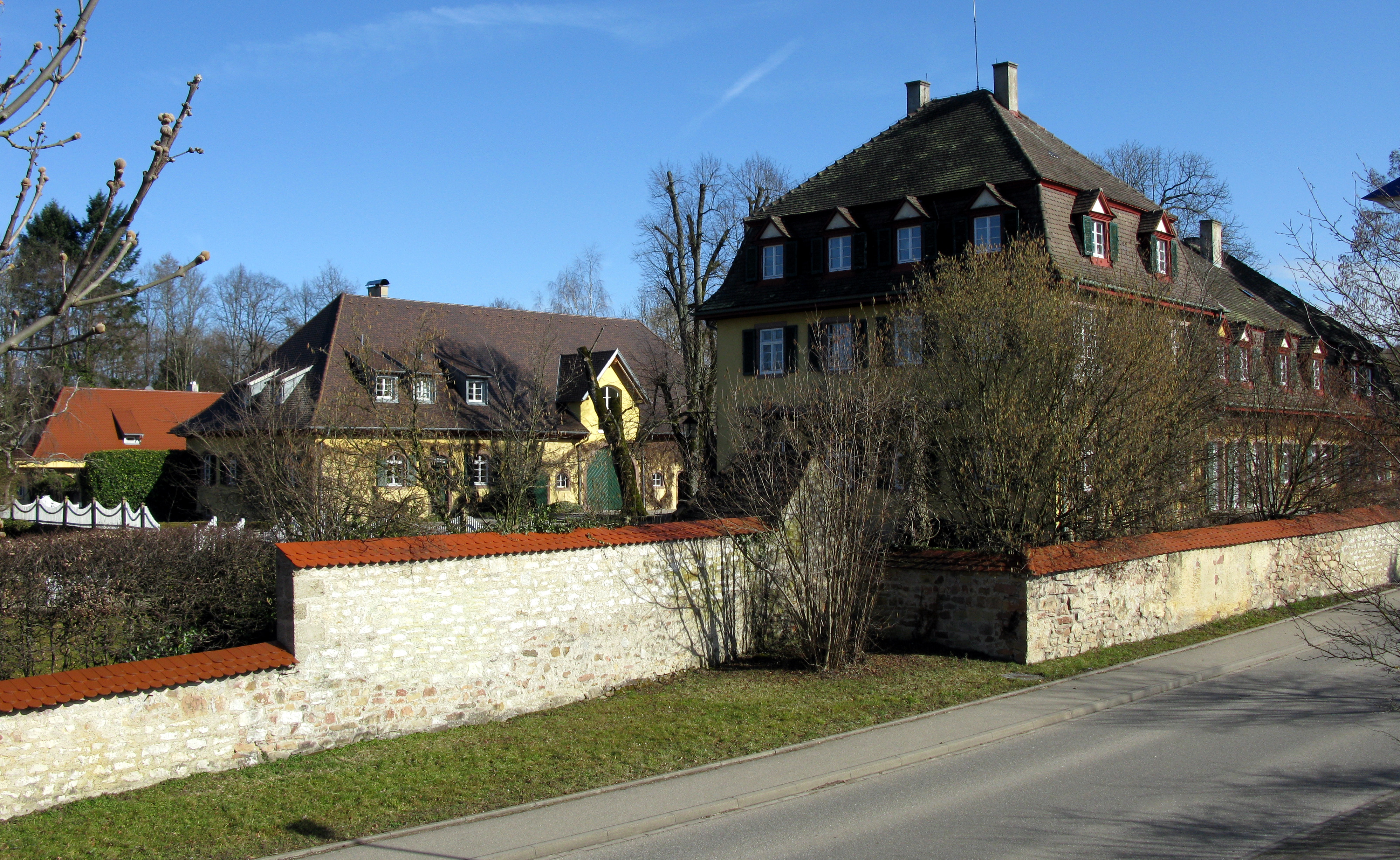
Pałacyk w Bollschweilu (zbudowany 1770–1780) z przynależnymi budynkami gospodarczymi, obecnie mieszkalnymi

Latem 1806 r. z inicjatywy Napoleona powstała federacja 16 południowych i zachodnich księstw niemieckich zwana Związkiem Reńskim, które występując tym samym ze Świętego Cesarstwa Rzymskiego doprowadziły do jego rozpadu. Konsekwencją nowej sytuacji politycznej było podniesienie Badenii do rangi Wielkiego Księstwa Badenii (Großherzogtum Baden) i powiększenie poprzez mediatyzację jej terytoriumi. Postępowała równocześnie ustalona przez deputację Rzeszy sekularyzacja i upaństwowienie dóbr kościelnych, przekazująca państwu badeńskiemu tytułem odszkodowania za tereny utracone na lewym brzegu Renu obszarów na jego prawym brzegu, będących własnością biskupst, klasztorów i Kościoła. Przeorstwo św. Ulryka w dolinie rzeki Möhlin, należące od 1579 r. w wyniku inkorporacji do szwarcwaldzkiego klasztoru św. Piotra, zostało wraz z sekularyzacją tegoż w 1806 r. rozwiązane, a jego tereny przeszły na własność państwa badeńskiego. Klasztor benedyktynek w Sölden pod wezwaniem św. Fides (wcielony do klasztoru św. Piotra w 1581 r.) także został sekularyzowany, a należące do niego bardziej wartościowe tereny, w tym pola, łąki i lasy, rozsprzedano w ciągu 1807 r. miejscowym gospodarzom, większa jednak część gruntów klasztornych nie znalazła nabywców i przeszła na własność państwa badeńskiego. Po zażegnaniu niebezpieczeństwa, które groziło stabilności Europy ze strony Napoleona, zwołano w 1814 r. w Wiedniu międzynarodowy kongres w celu m.in. ustalenia nowych granic państwowych. Były one zasadniczym punktem spornym między Wielkim Księstwem Badenii a Królestwem Bawarii. Jednym z członków delegacji badeńskiej był Wilhelm Ludwik Leopold von Berstett, minister bez teki (Staatsminister) przy wielkim księciu Badenii Karolu Ludwiku, który w uznaniu za zasługi w wieloletniej służbie dyplomatycznej otrzymał jako lenno zamek i posiadłości w Bollschweilu. Druga dekada XIX w., szczególnie lata 1816 i 1817, ciężko doświadczyły Bryzgowię, także mieszkańców Hexental, gdyż długotrwałe okresy złej pogody (ustawiczne ulewy, powodzie, przedwczesne mrozy) sprowadziły klęski nieurodzaju, a co za tym idzie powszechny głód, podatność na epidemie i masowe zgony.

#### Rewolucja Badeńska

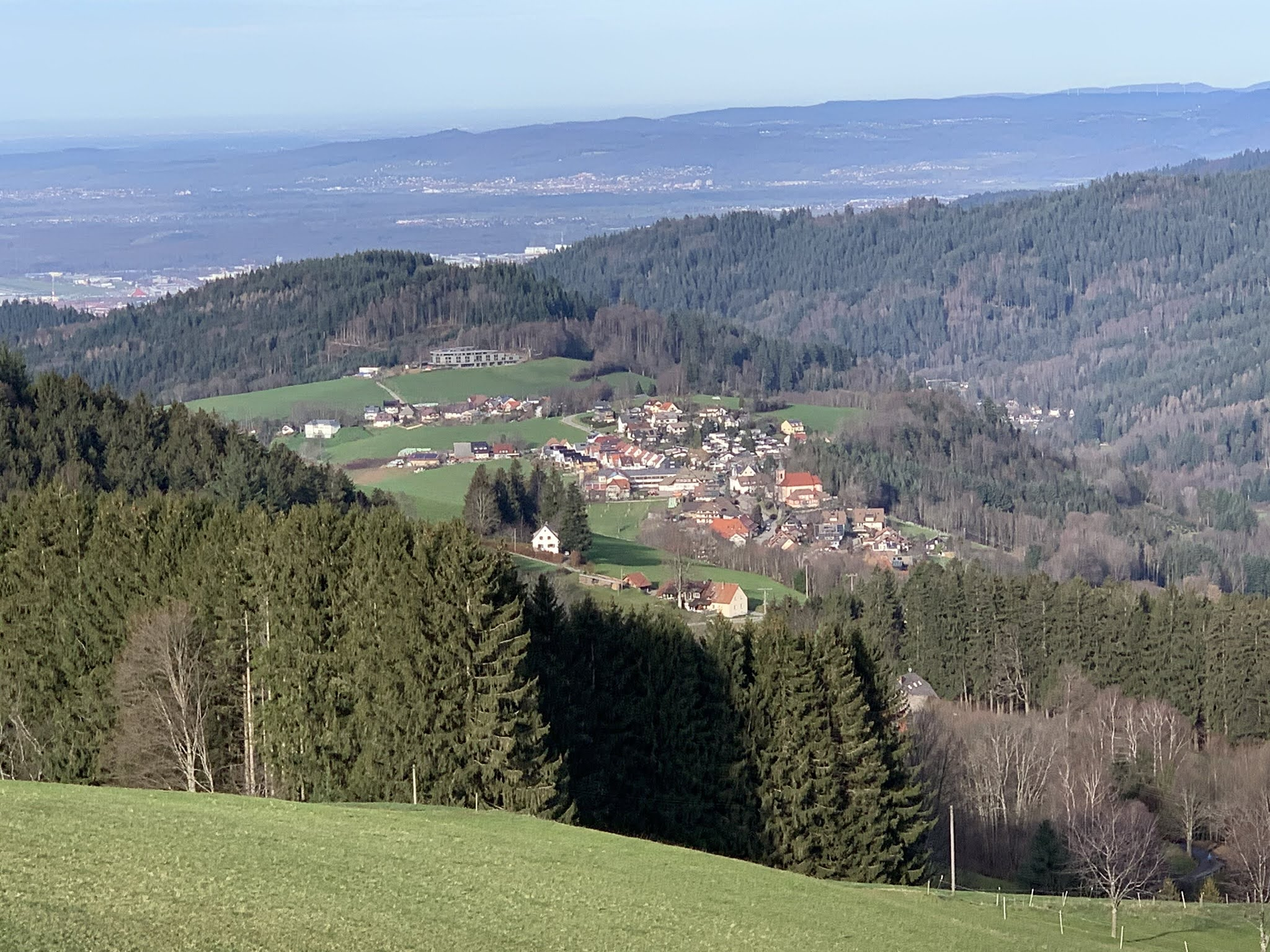
Horben wzdłuż grzbietu górskiego między dolinami Günterstal na wschodzie (po prawej) i niewidoczną Hexental. Na płn.-zach. Merzhausen, ku północy Fryburg

Okres europejskich zrywów rewolucyjnych i narodowych w latach 1848–1849, m.in. w polskiej historiografii nazywany Wiosnów Ludów, zapoczątkowała rewolucja lutowej, w toku której Francję proklamowano republiką. Podobnie radykalne nastroje polityczne przybrały zorganizowany charakter w Wielkim Księstwie Badeńskim. Od przełomu lutego i marca 1848 r. polityczną przewagę w rządzie i Landtagu Badenii mieli co prawda liberałowie, ale i coraz silniejszy był nurt narodowo-demokratyczny, któremu przewodzili badeńscy radykałowie Gustav Struve i Friedrich Hecker. Wśród ich żądań było m.in. wprowadzenie instytucji ogólnoniemieckiego wybieralnego parlamentu oraz proklamowanie republiki niemieckiej. Wobec odrzucenia przez obradujący w dniach od 31 marca do 4 kwietnia Przedparlament (Vorparlament) wniosku Heckera o ustanowienie w nim tymczasowego rządu rewolucyjnego, Hecker i Struve postanowili rozpocząć walkę o niemiecką republikę od wzniecenia powstania w Badenii. Hecker oczekiwał, że zwolennicy ustroju republikańskiego będą przystępowali do ochotniczych zbrojnych oddziałów powstańczych, które maszerując od Jeziora Bodeńskiego będą liczebnie rosły, by w pokojowym pochodzie dotrzeć do Karlsruhe i Mannheimu.

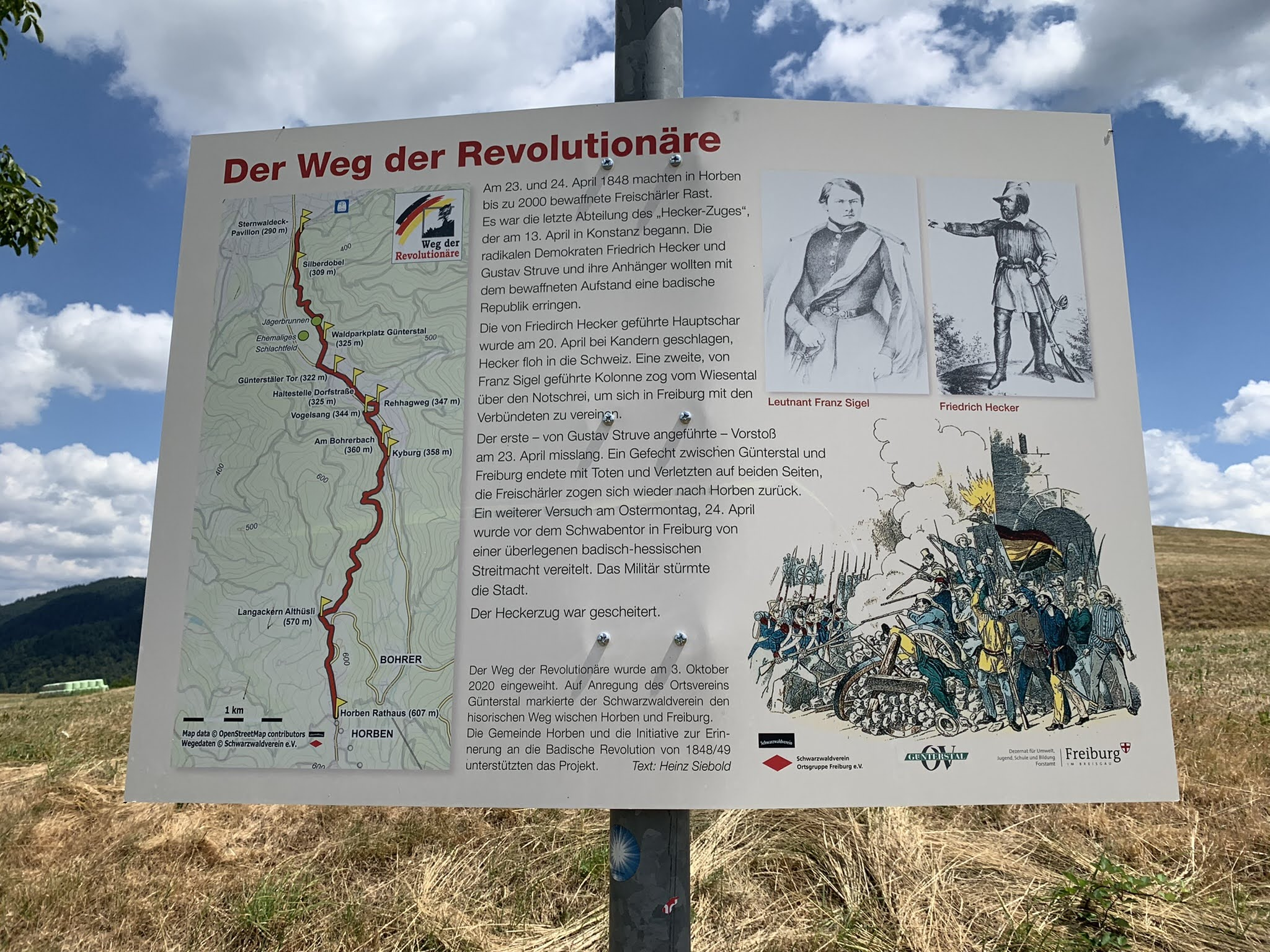
Szlaki przemarszu badeńskich rewolucjonistów upamiętniają trasy turystyczne Wege der Revolutionäre. Dwie z tablic w Horben

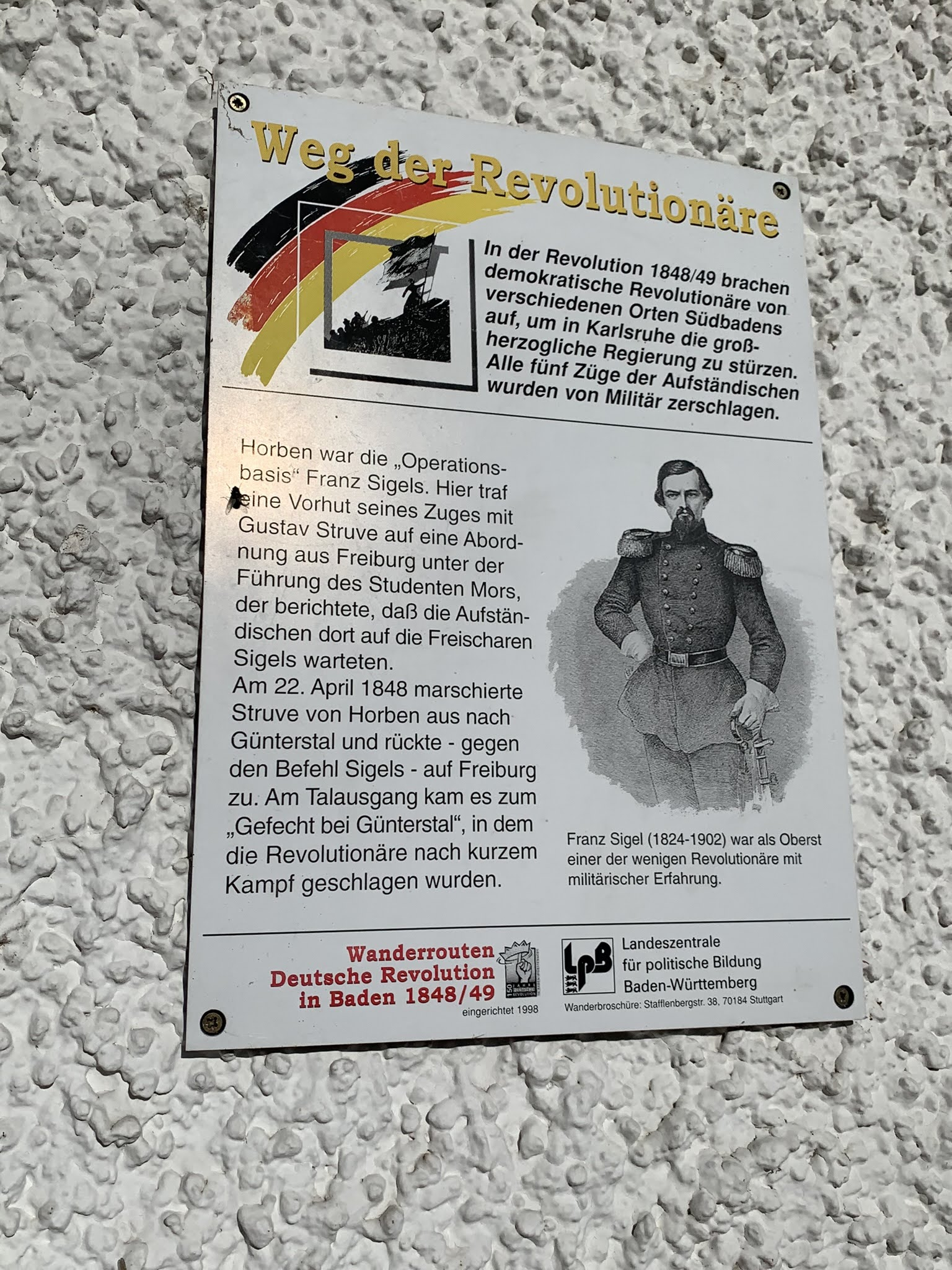

Jeden z istotnych epizodów pierwszej fazy powstania badeńskiego rozgrywał się w dniach 22 do 23 kwietnia 1848 r. w pobliżu Hexental – w Horben i jego najbliższej okolicy. Kolumna kilkudziesięciu słabo uzbrojonych ochotników pod przewodnictwem Heckera, wyruszywszy 13 kwietnia z Konstancji, dotarła do Kandern w południowym Schwarzwaldzie w sile nie więcej niż tysiąca ochotników. W pierwszej konfrontacji z badeńsko-heskim oddziałem wojsk rządowych 20 kwietnia rewolucjoniści rozproszyli się po krótkiej, ale krwawej potyczce, a Hecker wycofał się przez granicę do Szwajcarii. Na wsparcie ze strony rewolucjonistów oczekiwała republikańsko nastawiona grupa mieszkańców Fryburga, otoczonego w międzyczasie przez ponad 3 tys. żołnierzy rządowej armii badeńsko-heskiej (jednostki badeńskie kwaterowały m.in. w St. Georgen i Uffhausen, czyli wzdłuż północno-zachodnich podnóży Schönbergu, niedaleko północnego wylotu Hexental). Wysłani z miasta zwiadowcy dotarli nocą z 22 na 23 kwietnia do Horben, gdzie dowiedzieli się o zbliżaniu się trzytysięcznej kolumny rewolucjonistów pod komendą Franza Sigela. W Niedzielę Wielkanocną, 23 kwietnia, do Horben dotarła najpierw nieliczna straż przednia głównej kolumny dowodzona przez Struvego, który wbrew rozkazowi Sigela ruszył dalej w kierunku Fryburga, nie czekając na przybycie głównych sił. Podczas gdy Sigel gromadził swoje oddziały w Horben, grupa Struvego wdała się w dolinie Günterstal w krótką potyczkę z wojskiem badeńskim, która zakończyła się ich całkowitą klęską, opłaconą śmiercią 20 rewolucjonistów i trzech żołnierzy. Według relacji Sigela, strzelcy z jego kolumny ostrzeliwali jeszcze oddziały rządowe u ujścia doliny, by wobec liczebnej przewagi wroga (grupa Sigela liczyła ok. 150 mężczyzn) powrócić do Horben. Natomiast Struve powiadomił przez posłańca Sigela o tym, że znajduje się już w St. Ulrich, co zdumiało, ale i rozzłościło Sigela. Na następny dzień, Poniedziałek Wielkanocny 24 kwietnia, zamierzał Sigel z zebranym przez siebie oddziałem ok. 500 mężczyzn zejść z Horben na odsiecz fryburskim rewolucjonistom, szykującym się za barykadami w bramach miasta na szarżę otaczających miasto jednostek wojsk rządowych. Dostępu do miasta od strony Hexental broniła stacjonująca w Merzhausen kompania wojsk badeńskich. Ale i ta ostatnia próba zakończyła się po krótkiej potyczce klęską rewolucjonistów, którzy pod koniec dnia opuścili zajęte przez wojsko miasto. Na wieści o upadku Fryburga kolumny rewolucjonistów zmierzające w jego stronę rozwiązały się, co oznaczało ostateczny upadek tego pierwszego zrywu rewolucyjnego w Badenii.
Zarówno w opinii wielu ówczesnych zwolenników republikańskiego przewrotu, jak i w powszechnej ocenie współczesnych historyków to przedsięwzięcie Heckera – marszu zorganizowanej przez niego kolumny republikańskich rewolucjonistów – było już w zaraniu skazane na niepowodzenie ze względu na niedostateczne aktywne poparcie w szerszych kręgach społeczeństwa, brak stosownego uzbrojenia i wyszkolenia, złą organizację i przedwczesne przystąpienie do akcji. Niemniej jednak Heckerzug miał wraz z pozostałymi wydarzeniami rewolucyjnymi w Badenii od marca 1848 r. do czerwca 1849 r. istotny udział w historycznym znaczeniu rewolucji badeńskiej. Wkład w jej dzieje miał też 22-osobowy zbrojny oddział obywatelski (Bürgerwehr) z Sölden pod wodzą miejscowego nauczyciela Ignaza Jörgera, który, mimo rewolucyjnego zapału, nie zapisał się w nich jednak chwalebnie. Zdołał co prawda nakłonić radę gminną do wyłożenia środków na uzbrojenie zgromadzonej i szkolonej przez siebie grupy ochotników, ale podczas konfrontacji zbrojnej z oddziałem pruskiej armii w lasach pod Rastatt w czerwcu 1849 r. wpierw dyletancko zmusił ich do otwartej bitwy (w której zginęło dwóch ochotników z Sölden), a następnie sam uciekł z pola walki. Historiograf Sölden, Franz Kern, negatywnie ocenił postać Jörgera, a jako jedyne zwycięstwo tej zakończonej w sumie klęską rewolucji widział narastanie u zwykłych ludzi przekonania o wielkim znaczeniu samostanowienia i wolności.

#### Sytuacja gospodarcza w 2. połowie XIX w.

##### Komunikacja i transport
Przystąpienie przez Badenię w 1835 r. do Związku Celnego było bodźcem ożywiającym gospodarkę, która z kolei wymagała dla dalszego rozwoju rozbudowy i ulepszenia sieci dróg transportowych. Przez Hexental prowadziła bezpośrednia droga z Au do Bollschweilu i dalej z Ehrenstetten do Staufen, a Wittnau, Biezighofen i Sölden łączyły się z nią osobną boczną drogą, ale standard ich wszystkich był, nawet według ówczesnych miar, prymitywny. Zdatną dla ruchu kołowego drogę między Bollschweilem a Ehrenstetten zbudowano w 1813 r. nakładem gmin i właścicieli okolicznych lasów. Droga łącząca Fryburg i Merzhausen istniała co prawda znacznie dłużej, jej standard był jednak równie marny. Z Horben jedna droga schodziła do Fryburga przez dolinę Günterstal, a druga prowadziła w kierunku Todnau. Przebieg ówczesnych dróg jedynie częściowo pokrywa się z obecnym. Oddawanie do użytku w latach 1840–1847 kolejnych odcinków pierwszej badeńskiej linii kolejowej odnosiło natychmiastowy efekt ekonomiczny, a mianowicie wzrost cen produktów rolnych i leśnych (drewna) pochodzących z pobliża trasy kolejowej. Wobec rosnącego znaczenia dróg gminnych (Gemeindewege lub Vicinalstraßen), oferujących połączenie ze stacjami kolejowymi, podjęto w Hexental w połowie lat 50. XIX w. starania o uzyskanie z kasy państwowej pokrycia części kosztów rozbudowy Vicinalstraße przez Hexental. Prace na odcinku drogi między Au a Sölden, częściowo nowo zbudowanej, częściowo ulepszonej, trwały w latach 1863–1864. Na gminy Au, Biezighofen i Sölden przypadły koszty oddania do dyspozycji terenów pod prace drogowe w wysokości 3758 guldenów, resztę kosztów w wysokości 7500 guldenów pokryto z funduszy Wielkiego Księstwa. Odcinek od Sölden do Bollschweilu ukończono w 1874 r. po tym, jak został on objęty przyjętą w 1870 r. ustawą o rozbudowie dróg krajowych (Landstraßen) – finansowanej z kasy państwowej. W poniesionych wydatkach wysokości 19 500 guldenów, państwo miało udział 15 100 guldenów, resztę pokryły gminy Bollschweil i Sölden, miasto Fryburg i lasy państwowe (Forstärar), także właściciele Bollschweilu (ród von Berstett) partycypowali sumą 200 guldenów. W roku 1875 droga od Au do Bollschweilu została wpisana do rejestru dróg krajowych. Wyższych nakładów finansowych wymagały ulepszenie drogi i budowa mostu na odcinku od Au do Merzhausen – prawie 109 tys. marek (ok. 63,5 tys. guldenów) – poniesionych w przeważającej części przez państwo badeńskie. Na opublikowanej w 1877 r. mapie Badenii przez Hexental prowadzi droga krajowa numer 98.
W ostatnich latach XIX w. w gminach Hexental, od Merzhausen po Kirchhofen, rozważano przystąpienie do projektu budowy przez Hexental linii kolejowej. Miałaby ona łączyć się bezpośrednio z siecią szynową we Fryburgu z jednej strony, a na południu poprowadzona byłaby przez Staufen do Münstertal, by zakończyć się koleją zębatą na Belchen. W protokole z zebrania rady gminnej Sölden we wrześniu 1897 r. mowa jest o przyjęciu planów budowy z entuzjazmem, gdyż spodziewano się dzięki nowym możliwościom transportowym uzyskać łatwy dostęp do rynków zbytu własnych produktów rolno-hodowlanych i do przywozu materiałów i wyrobów wytwarzanych poza Hexental. W oficjalnym piśmie z lutego 1899 r. wszystkie rady gminne pozytywnie zaopiniowały opracowane w międzyczasie przez szwajcarską firmę inżyniersko-budowlaną plany realizacji projektu, nie wyraziły jednak gotowości partycypowania w jej kosztach. Jeszcze w 1901 r. negocjowano z firmą z Berna (która wymagała, by dana gmina za jeden kilometr trasy kolejowej zapłaciła 5 tys. marek, przy czym teren pod budowę miał być oddany bezpłatnie), ale już w 1902 r. cały projekt odłożono ze względów finansowych ad acta.
W 1887 r. ogólnoniemiecki urząd pocztowy zwrócił się do gmin w Hexental z prośbą o zgodę na założenie linii telegraficznej wzdłuż całej Hexental oraz filii pocztowej (Posthilfsstelle), ale prośbie tej odmówiono. Także zapytanie urzędu pocztowego w 1899 r. o to, jaką kwotę gmina Sölden byłaby skłonna wyłożyć na zainstalowanie linii telegraficznej, spotkało się początkową z kategoryczną odmową, w końcu jednak przystano na 50 marek do wypłacenia w ciągu następnych pięciu lat. Dopiero od 1901 r. działało w Hexental połączenie telefoniczne: w czerwcu położono kable od Au do Sölden, a we wrześniu postanowiono kontynuować prace dalej przez Bollschweil do Ehrenstetten.

##### Położenie ludności rolniczej – emigracja
Aż do pierwszych dekad XX w. struktura gospodarcza gmin w Hexental, oparta na rolnictwie, hodowli zwierząt i leśnictwie, pozostała niezmienna i wolna od znaczniejszych technologicznych wpływów rewolucji przemysłowej. Ustanowione w 1833 r. prawo (Zehntgesetz) uwalniało co prawda od obowiązku opłacenia dziesięciny, ale mogło to nastąpić dopiero po opłaceniu przez obłożonego dziecięciną kwoty wykupu (Zehntablösungskapital) równej 20-krotnej wartości przeciętnej rocznej dziesięciny – kwoty ustalanej zgodnie przez obie strony. Mimo wsparcia ze strony państwa badeńskiego (np. z kasy państwowej wypłacano 1/5 kwoty wykupu) wielu rolników sprowadzało to do katastrofalnego położenia. Także klęski nieurodzaju, jak te w latach 1816/1817 w całej Europie, w roku 1831 (także w Hexental) i w latach1846/1847, prowadziły do głodu i nędzy całych rodzin. Na gminach wiejskich, często przeludnionych i biednych, spoczywał obowiązek zapewnienia bytu najuboższym, toteż za finansowo korzystniejsze uznawano wyasygnowanie jednorazowej kwoty umożliwiającej emigrację osobom (według urzędowego sfomułowania z 1815 r.), „których wychodźstwo jest pilnie pożądane ze względu na ich obyczajowy lub ekonomiczny upadek, będący teraz lub w niedalekiej przyszłości obciążeniem dla gminy”. Do materialnego wsparcia emigrantów (obok pokrycia kosztów podróży) dokładało się też państwo badeńskie. Emigrację z Badenii jako legalny wyjazd z miejsca zamieszkania w celu osiedlenia się na stałe poza granicami państwa umożliwiało ogłoszenie przez markgrafa Karola Fryderyka w 1783 r. zniesienia poddaństwa chłopów (uzyskanie przez nich swobody przemieszczania się) oraz zniesienia towarzyszącej pozwoleniu na emigrację opłaty równej przeważnie 10% wartości posiadanego majątku (przede wszystkim nieruchomości) zwanej Abzugsgeld lub Nachsteuer. Hexental, należącą do Austrii Przedniej, objęło zniesienie poddaństwa już w 1781 r., ogłoszone przez cesarza Józefa II.
Według danych przedstawionych na badeńsko-wirtemberskim portalu internetowym Landeskunde entdeken online (z zastrzeżeniem co do ich niekompletności i niemożności jednoznacznej interpratacji) danych, z gmin w Hexental w 2. połowie XIX w. za granicę (w wielu przypadkach kraj osiedlenia był nieokreślony) wyjechało:
- Merzhausen ~16 osób, głównie do Ameryki Północnej, ale także do Wenezueli, na Węgry i do Francji[184]
- Au ~13 osób, do Ameryki Północnej lub Francji[185]
- Wittnau ~28 osób, do Ameryki Północnej i Szwajcarii[186]
- Horben ~23 osoby, przeważnie do Ameryki Północnej, a także do Francji i Szwajcarii[187]
- Sölden ~19 osób, głównie do Ameryki Północnej, Francji lub Szwajcarii[188]; księgi parafialne (Familienbuch) Sölden podają jako rejony, do których się udawano Węgry, Algierię, Amerykę Północną (USA i Kanadę) i Brazylię[189].
- Bollschweil ~94 osoby, przeważnie do Ameryki Północnej, niektóre do Szwajcarii[190]
- St. Ulrich ~10 osób, do Ameryki Północnej lub Szwajcarii[191].

Dokładne podanie liczby osób, które wyemigrowały nie jest możliwe, gdyż nie zawsze kompletne są same źródła i dokumenty historyczne (kroniki parafialne, korespondencja urzędnicza, obwieszczenia gminne i okręgowe itp.). Różne opracowania podają różne dane, wszystkie jednak podkreślają istnienie grupy emigrantów nieujętej w żadnych dokumentach, których liczba była być może równa liczbie odnotowanych emigrantów. Z omawianych tu gmin w Hexental, należących do fryburskiego obwodu urzędowego (Amtsbezirk Freiburg), Bollschweil był jedynym przynależnym do obwodu w Staufen. W roku 1854, czyli pod koniec pięciolecia najliczniejszych wyjazdów z Badenii, bieda gmin w obwodzie Staufen była na tle całej Badenii najdotkliwsza.

### Do końca II wojny światowej

#### Sytuacja polityczno-gospodarcza do powstania Republiki Badeńskiej

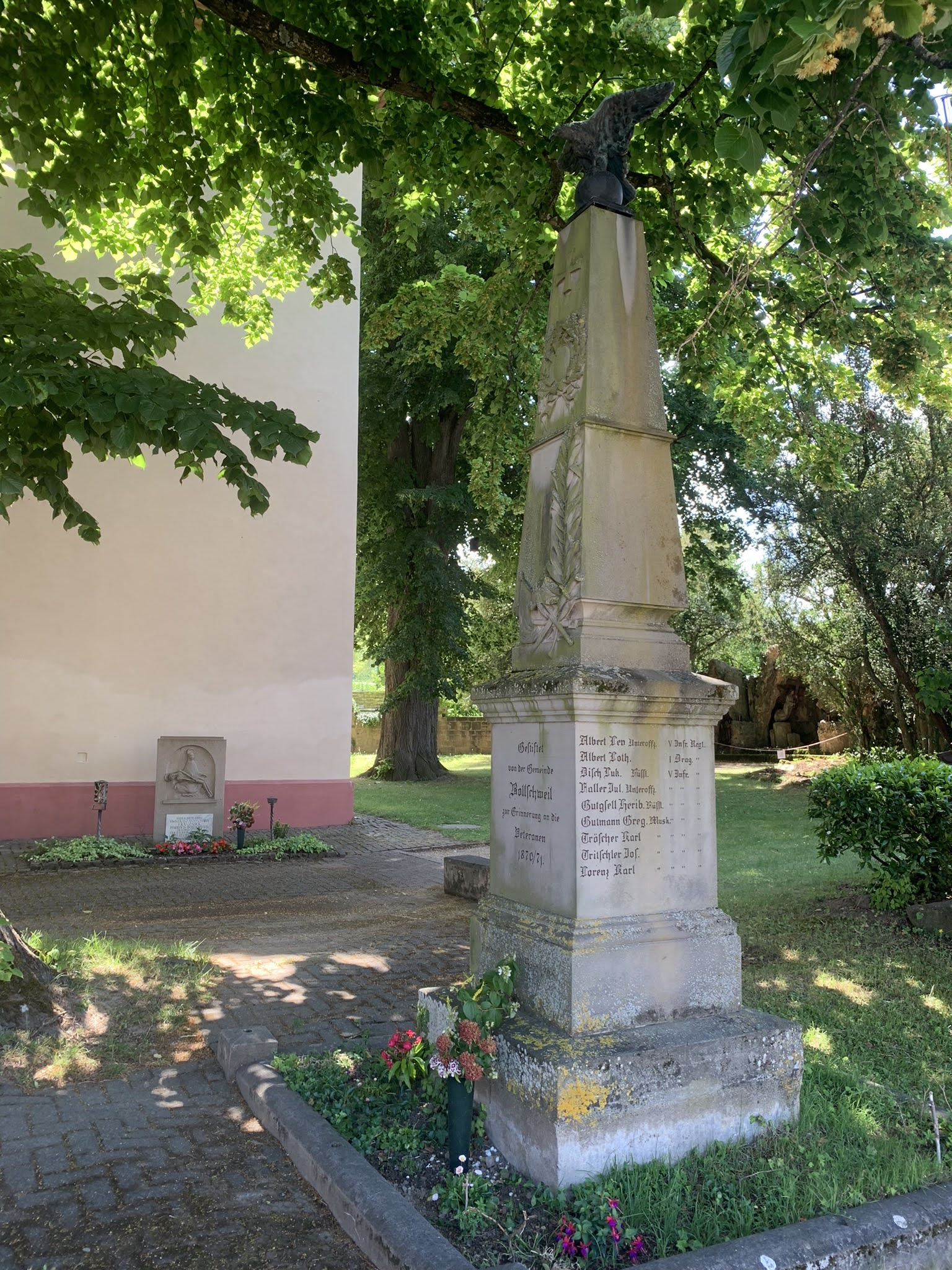
Pomnik pamięci 19 żołnierzy z Bollschweilu, którzy zginęli w trakcie wojny francusko-pruskiej w latach 1870–1871, stojący przed wejściem do kościoła

W zgodzie z paktem pokojowym zawartym z Królewstwem Prus w 1866 r. (Schutz- und Trutzbündnis) Wielkie Księstwo Badeńskie stanęło w trakcie konfliktu wojennego między Cesarstwem Francuskim a Prusami w 1870 r. po stronie Związku Północnoniemieckiego i przystąpiło – przy zgodnym poparciu i rządu badeńskiego i samych Badeńczyków – do walki. W armii walczącej z Francuzami zginęli także żołnierze pochodzący ze wsi w Hexental; pamięci 19 z nich poświęcony jest pomnik stojący przed kościołem w Bollschweilu. Kronika gminy Horben wspomina o ośmiu żołnierzach w armii niemieckiej, którzy jednak wszyscy wrócili z wojny. Za militarnym zwycięstwem Prus szły rokowania z południowymi niemieckimi landami: Badenią, Bawarią i Wirtembergią, których końcowym rezultatem było utworzenie federacji państw niemieckich – Cesarstwa Niemieckiego jako monarchii konstytucyjnej.

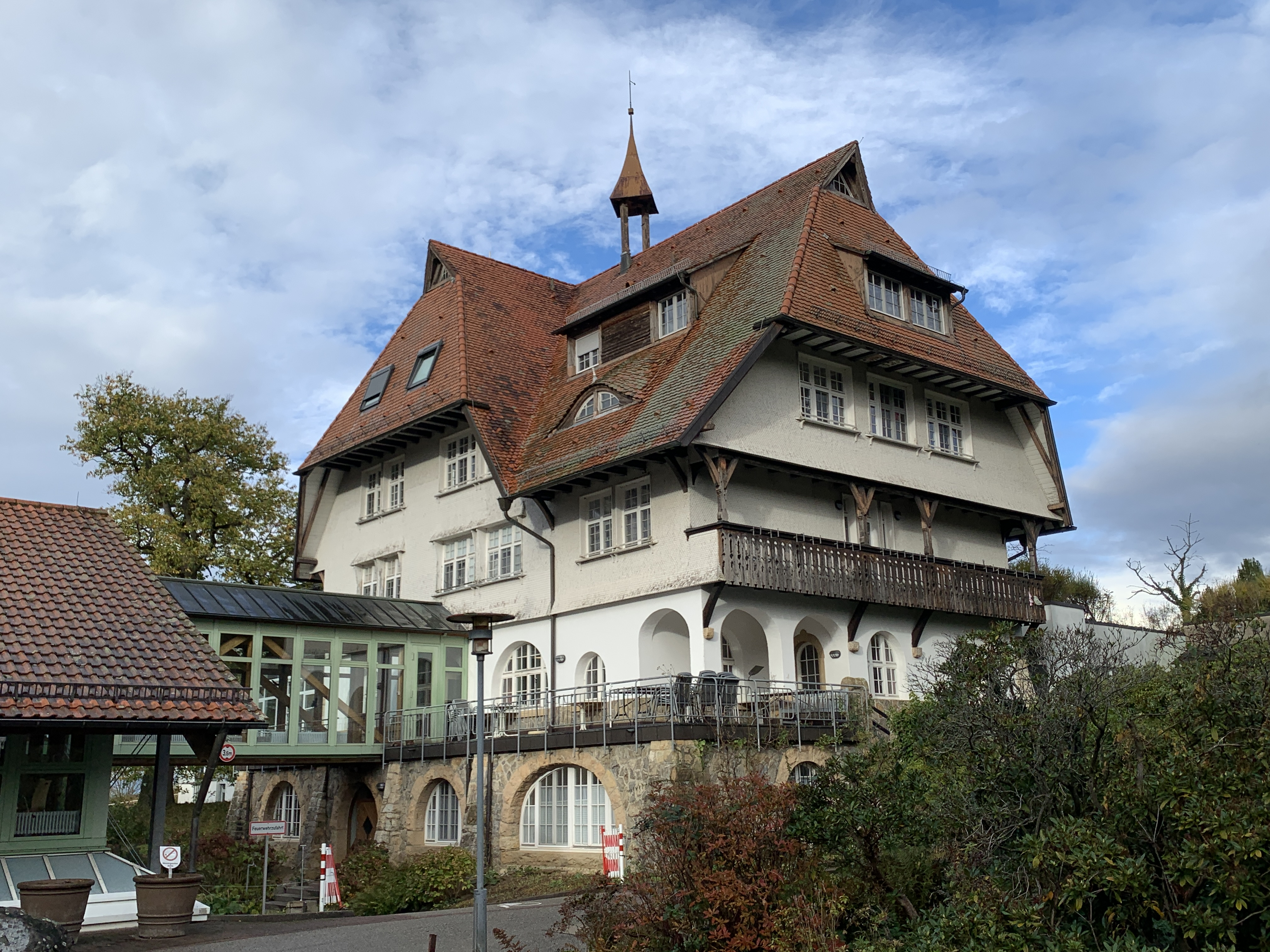
Pierwszy budynek sanatorium Stöckenhöfe, wzniesiony w 1908 r. (widok z 2023 r.)

Po 1871 r. w gminach powstawały pod nazwą Kriegerverein lub Militärverein związki skupiające weteranów wojennych i wojskowych, stowarzyszenia będące nie tylko wyrazem nowej świadomości narodowej i niemieckiego patriotyzmu, ale i te wartości propagujące. Mężczyźni z Merzhausen i Au należeli do wspólnego Militärverein, utworzonego w 1871 r. Istniał on do I wojny światowej i, jak podaje autor historii Merzhausen Karl Wißler, poświęcał zebrania swoich członków na muzykowanie, toteż później dał początek gminnemu stowarzyszeniu muzycznemu Musikverein Merzhausen. Latem 1913 r. w Au utworzono nowy związek Kriegerverein Au (należały do niego też kobiety), uroczyście świętowany w gminie wraz z poświęceniem sztandaru związku. Także w Sölden działał od 1886 r. Militärverein, ale wszelkie kroniki dokumentujące jego działalność zaginęły. Wiadomo, że w jego ramach istniała orkiestra dęta, podstawa utworzonego w 1900 r. zrzeszenia muzycznego, istniejącego do dziś jako Musikkapelle Sölden. Podobne wiejskie kapele istniały też w Bollschweilu i Wittnau (najstarsza w Hexental, od 1843 r.). Militärverein Sölden, po uroczystym poświęceniu sztandaru w 1905 r., istniał aż po okres Trzeciej Rzeszy, kiedy został rozwiązany.

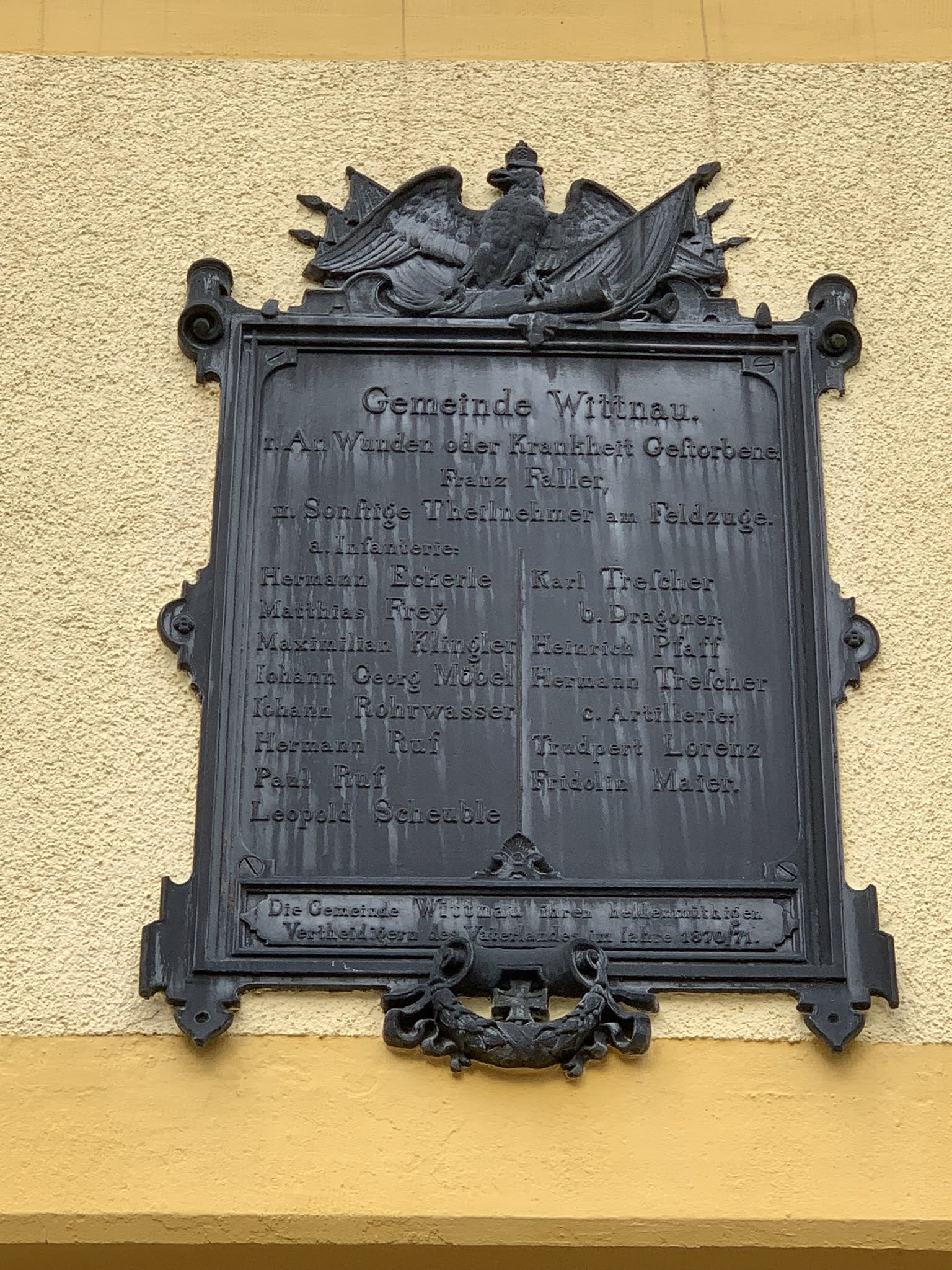
Tablica na budynku dawnej szkoły w Wittnau, upamiętniająca poległych w wojnie francusko-pruskiej 1870-71

W ciągu pięciu dekad na przełomie wieków XIX i XX zbudowano w gminach Hexental nowe budynki ratuszy: Au w 1927 r., Wittnau w 1901 r., Sölden w 1906 r. i St. Ulrich w 1898 r.; pierwszy ratusz w Bollschweilu wybudowano przed 1879 r. Innego typu wyrazem rosnącej zamożności gmin w tamtym okresie były dobrze prosperujące gospody (Wirtshäuser): w Bollschweilu liczącym w 1900 r. 646 mieszkańców było ich cztery (najstarszy z nich Gasthaus zum Schwanen w dzisiejszej formie wybudowany został w 1842 r.), podobnie jak w Merzhausen z 767 mieszkańcami w 1905 r. Ponadto w leżacym na zachodnim skraju Bollschweilu Ellighofen działał przez wiele dekad (prawdopodobnie już od lat 20. XIX w.) do początku I wojny światowej – według dzisiejszej terminologii – ośrodek rekreacyjny o nazwie „Kukukbad”, na który obok restauracji i zajazdu składały się łaźnie i basen zasilane z pobliskiego źródła. W okolicy Wittnau, dzięki swojemu położeniu cieszącemu się wyjątkowo dla zdrowia korzystnym mikroklimatem, zbudowano w 1908 r. ośrodek sanatoryjny na 38 łóżek – Erholungsheim Stöckenhöfe. Leczeniu poddawano schorzenia dróg oddechowych, serca i układu krążenia, a także stany wymagające ogólnej rekonwalescencji. 

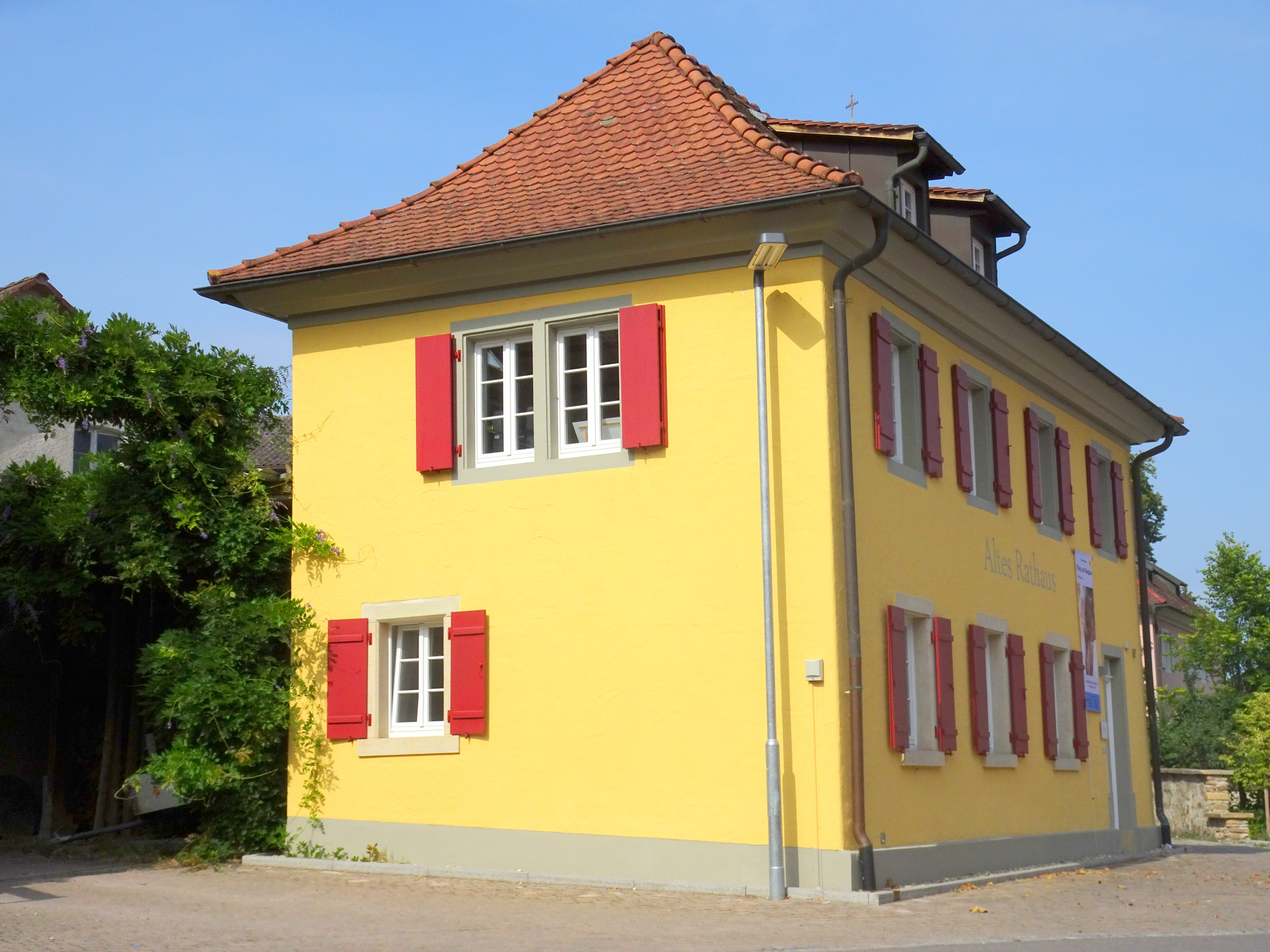
Bollschweil, budynek pierwszego ratusza, tzw. Altes Rathaus
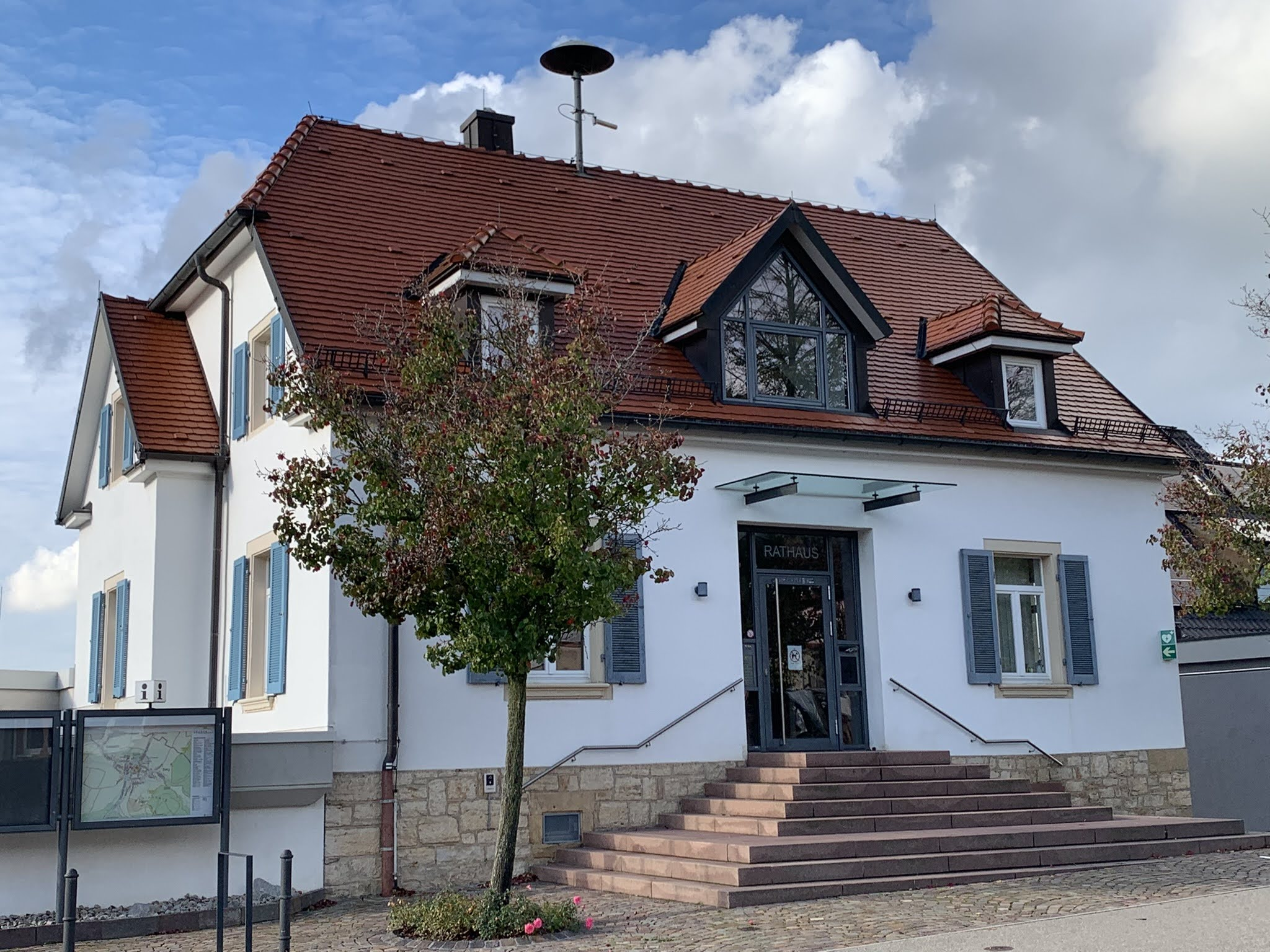
Sölden, ratusz od strony ulicy, główne wejście
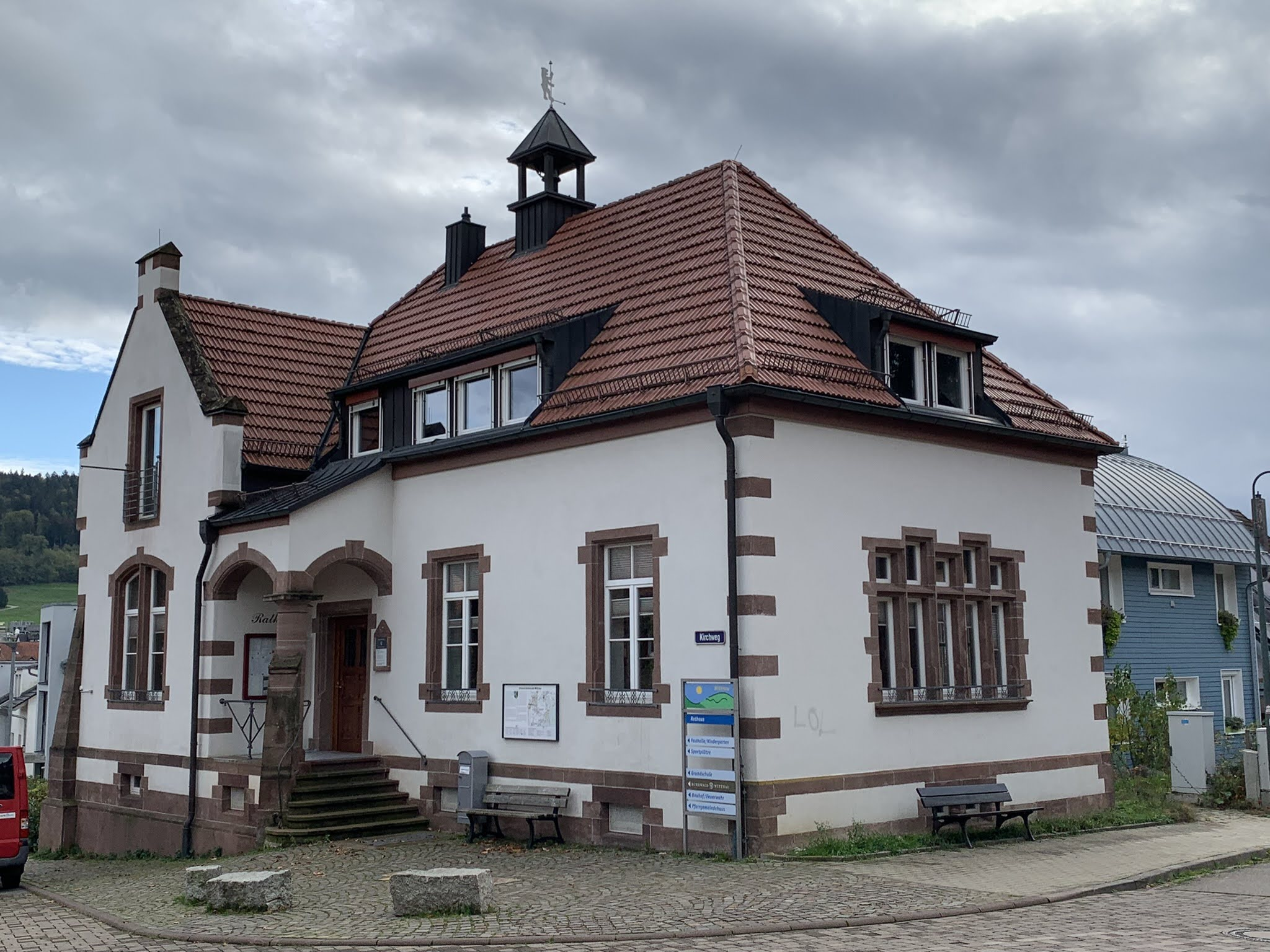
Wittnau, budynek ratusza przy placu, gdzie także kościół i dawna szkoła
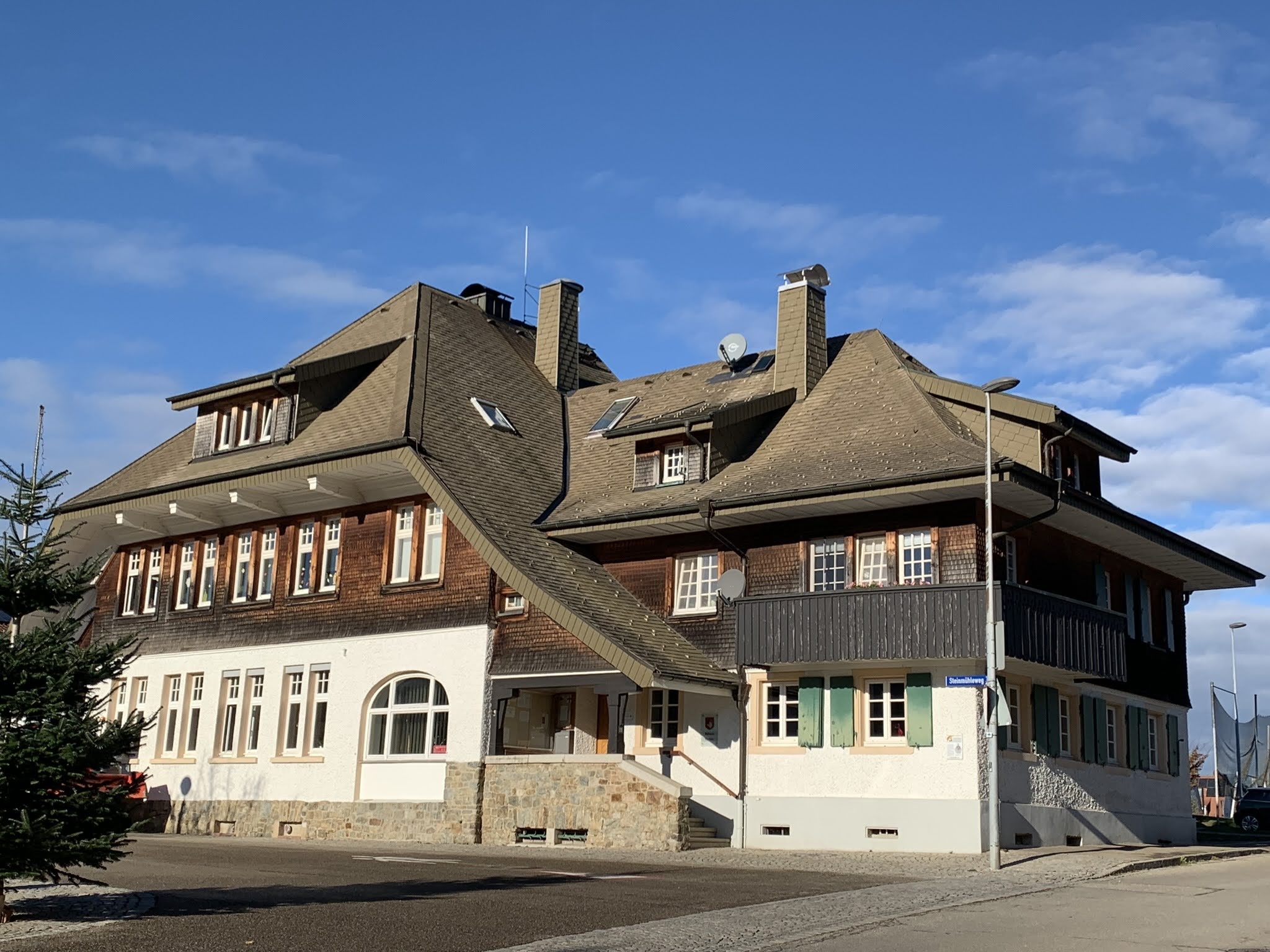
Horben, budynek (zbud. 1912/13) obecnego ratusza, wcześniej szkoła
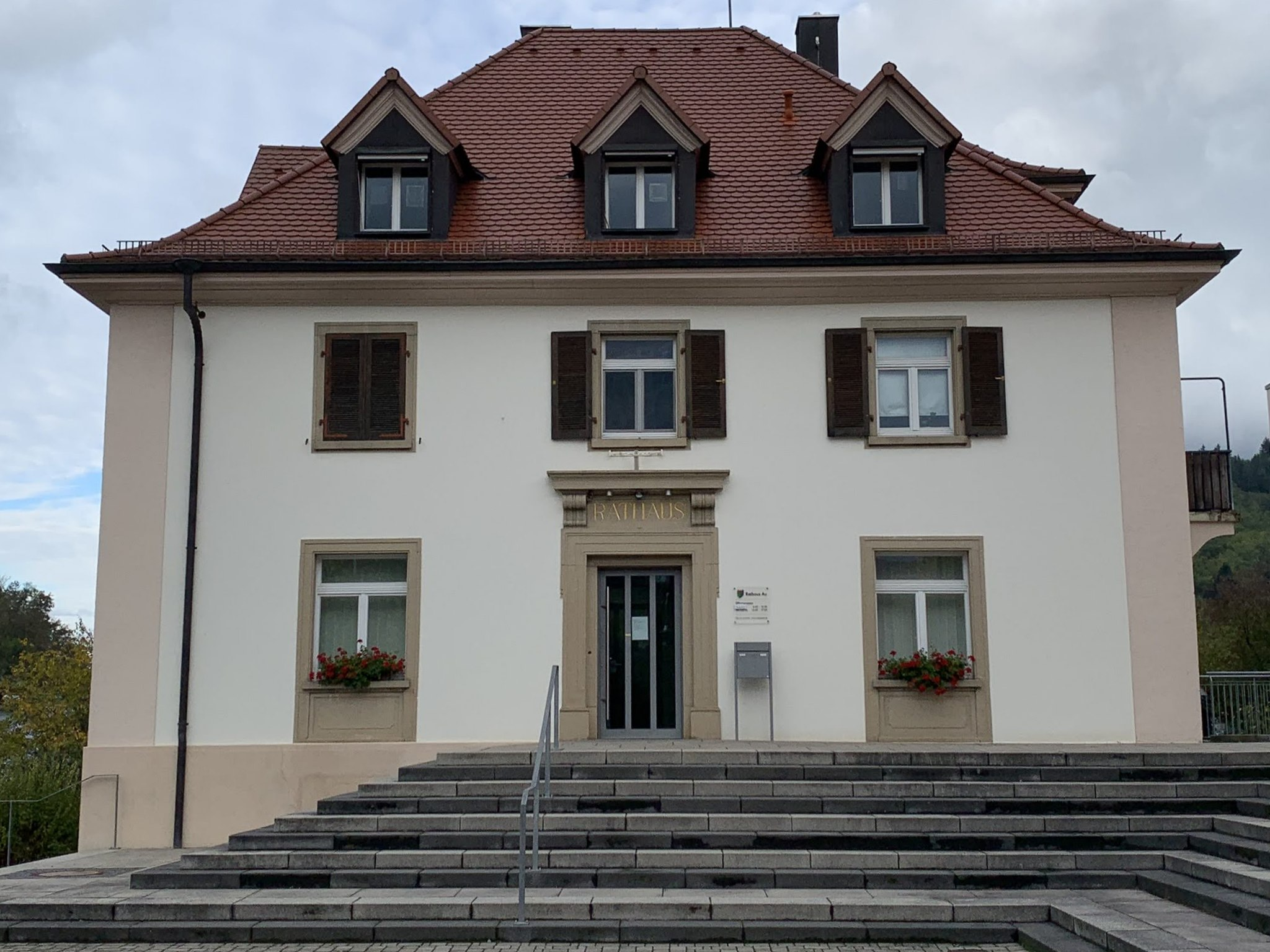
Au, ratusz
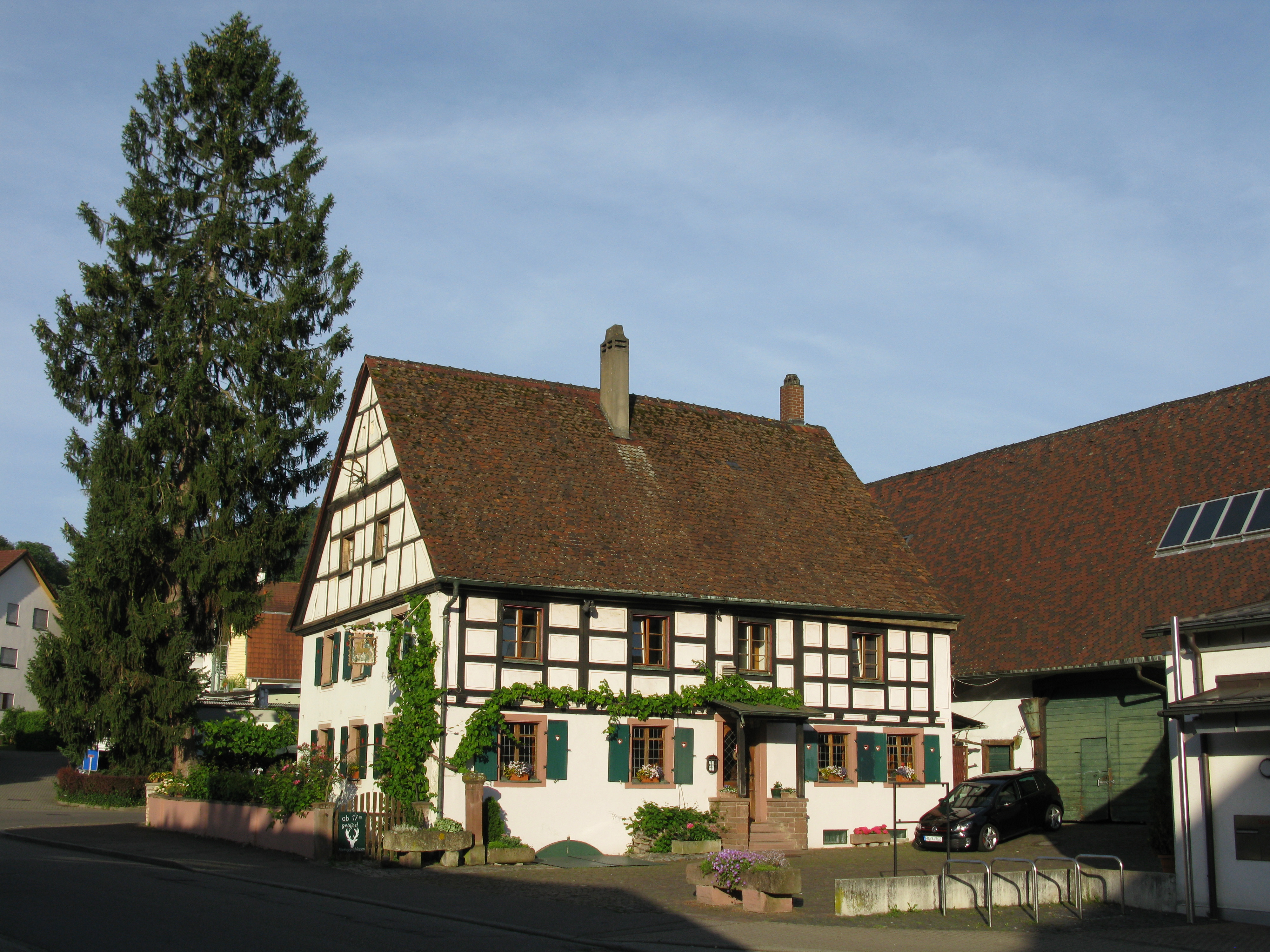
Merzhausen, Gasthaus Hirschen (pierwsza wzmianka w 1620 r.)
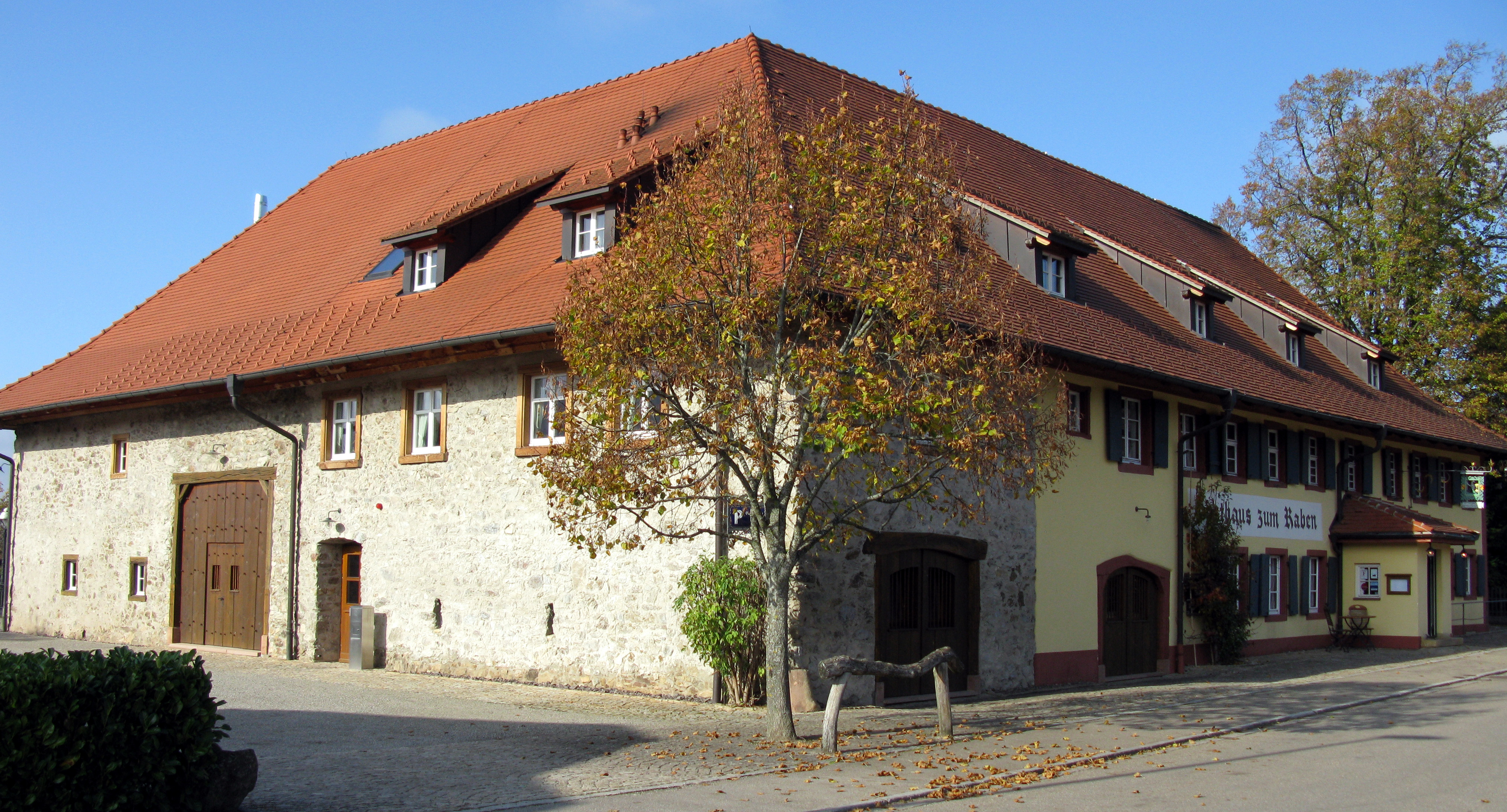
Horben, Gasthaus zum Raben (zbud. na początku XVII w.)
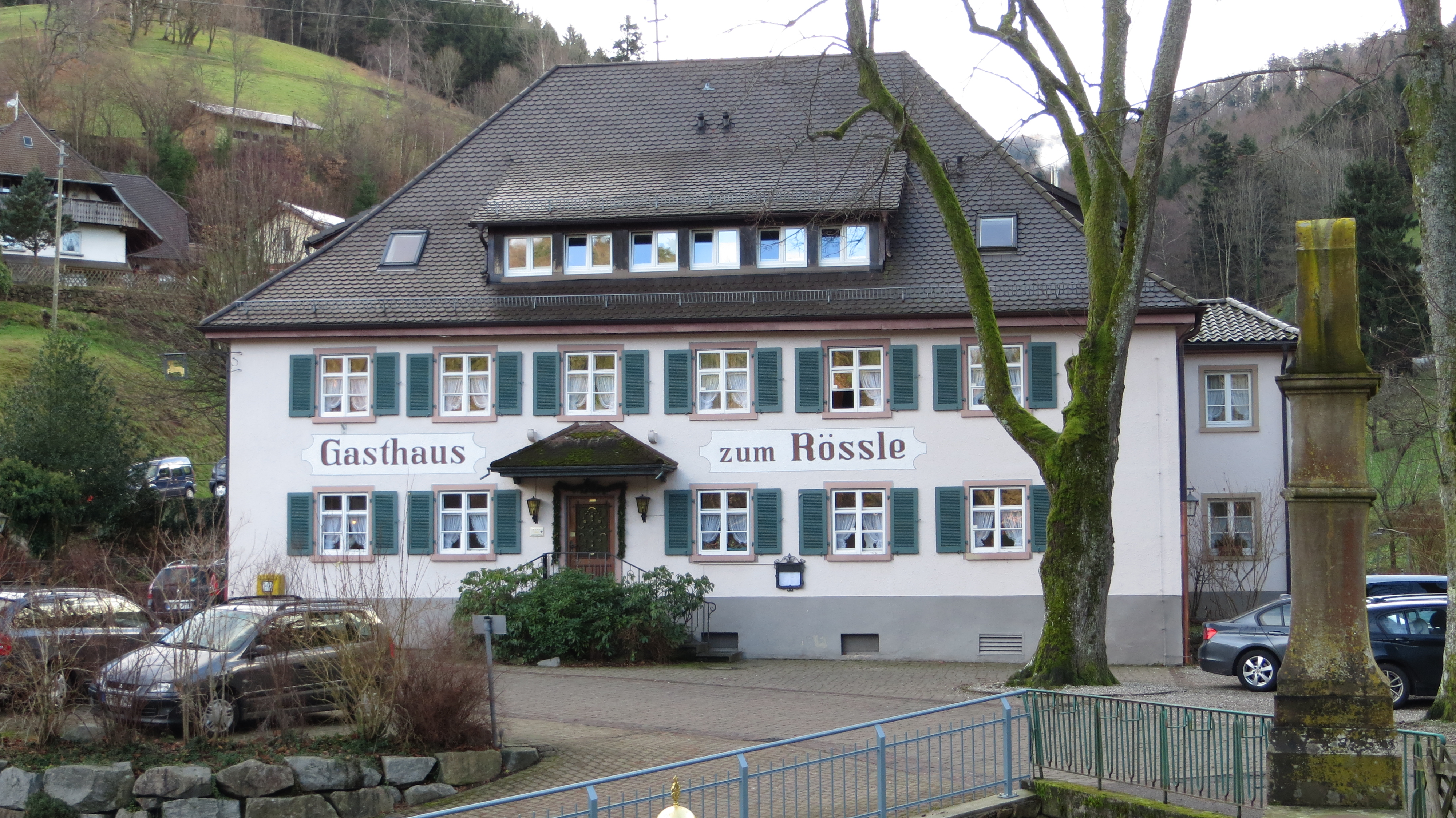
St. Ulrich, Gasthaus Rössle (w miejscu młyna klasztoru św. Piotra)

|             | 1825 | 1852 | 1875          | 1905          | 1925 | 1939 |
| ----------- | ---- | ---- | ------------- | ------------- | ---- | ---- |
| Merzhausen  | 214  | 398  | 477           | 767           | 718  | 1017 |
| Au          | 235  | 343  | 374           | 429           | 447  | 479  |
| Horben      | 607  | 545  | 467           | 471           | 497  | 563  |
| Wittnau     | 291  | 383  | 358           | 366           | 351  | 378  |
| Sölden      | 337  | 396  | 333           | 334           | 366  | 381  |
| Bollschweil |      | 712  | 751 (1871 r.) | 646 (1900 r.) | 656  | 700  |

W czasie I wojny światowej teren Hexental nie znalazł się w obrębie bezpośrednich działań wojennych. Straty w ludziach dotyczyły żołnierzy walczących na frontach. Pamięci poległych w trakcie obu wojen światowych poświęcone są wspólne pomniki w każdej z omawianych tu miejscowości. Według archiwalnych tablic pamiątkowych, tzw. Ehrentafel, na frontach I wojny światowej zginęło z Bollschweilu 22 żołnierzy, z Merzhausen 126, z Horben 86, z Wittnau 20. Pomniki poświęcone poległym wymieniają w Sölden 16 żołnierzy, w Wittnau 20, w St. Ulrich 12. Zaciąg do wojska mężczyzn oraz rekwirowanie koni odbiły się w katastrofalny sposób na wydolności zagród w prowadzeniu gospodarki rolnej: od uprawiania pół, przez organizację zbiorów, po produkcję żywności, czego rezultatem był okres niedoborów żywności i ogólnej biedy. W kwietniu 1919 r., po przyjęciu w powszechnym głosowaniu nowej konstytucji, Badenia ukonstyutuowała się jako niezależny kraj związkowy w obrębie nowej Rzeszy Niemieckiej.

#### Gospodarka do 1933 r.

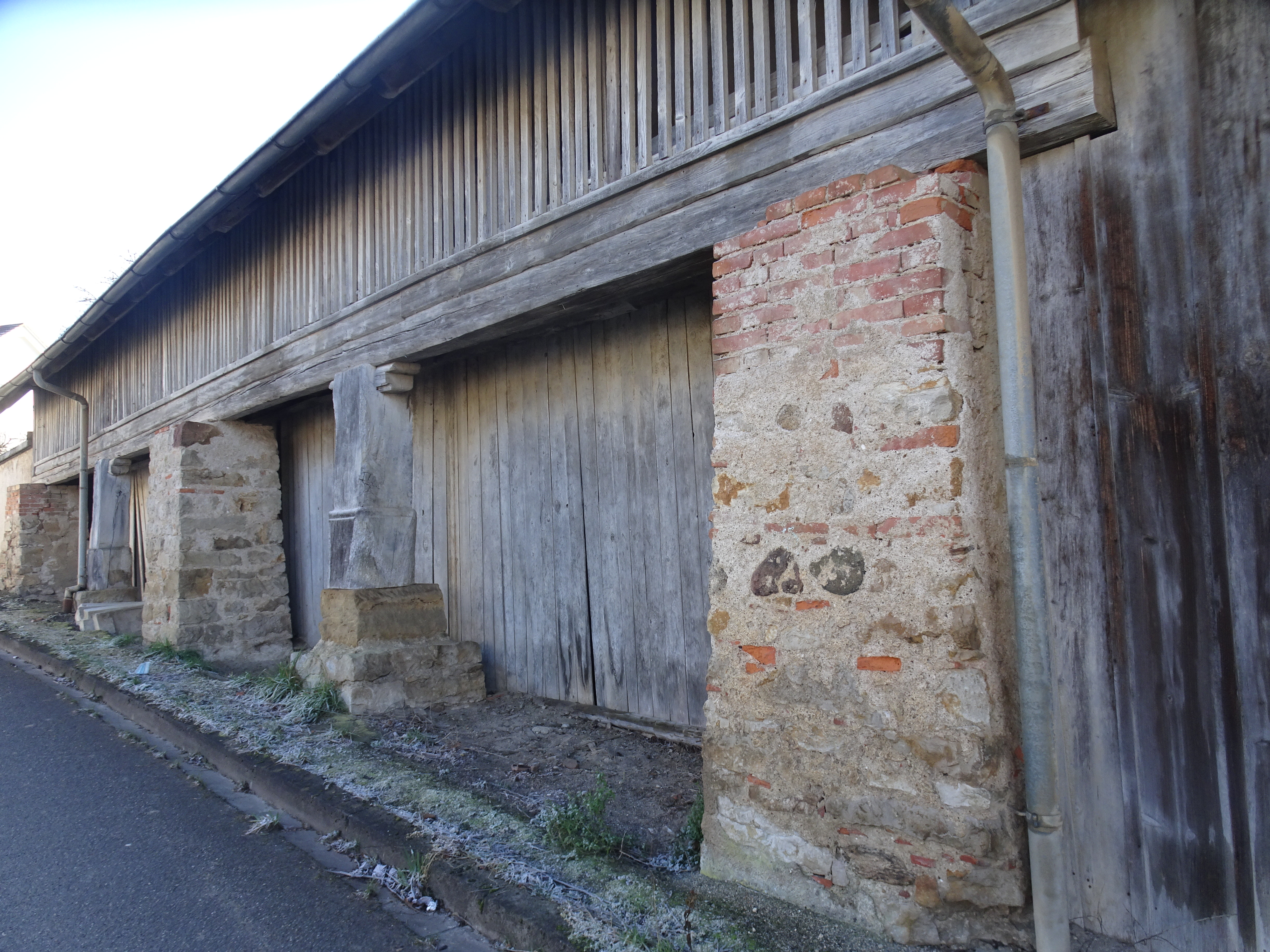
Bollschweil, Kuckucksbadstraße – budynek dawnej cegielnii (widok obecny 2023 r.), w którym suszono wypełnione gliną formy ceglane

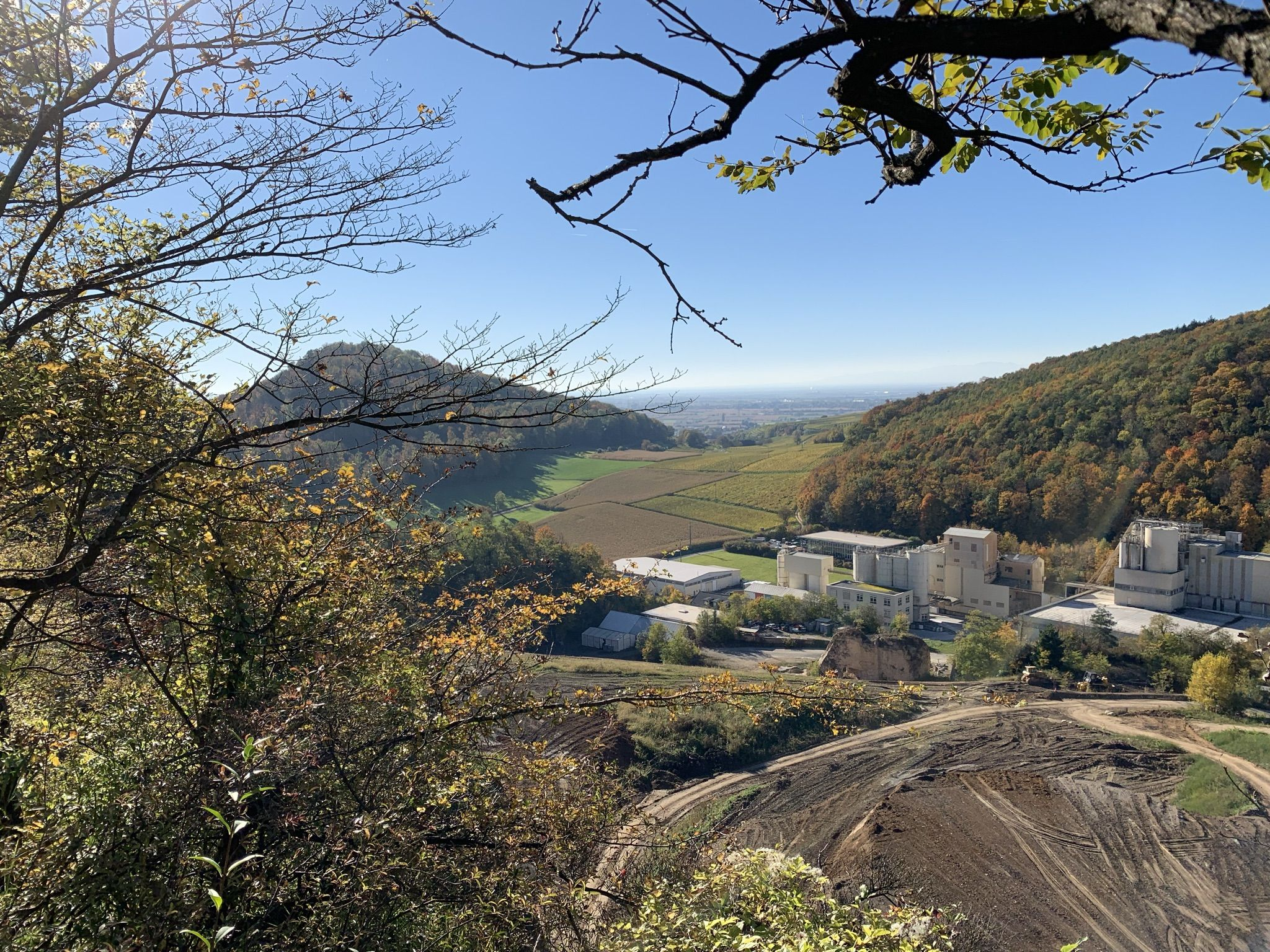
Dolina Allental, Bollschweil – dawny kamieniołom, obecnie zakład przemysłowy

Na przełomie wieków w gminach w Hexental – z wyłączeniem Merzhausen i Bollschweilu – większość ludności pracowała w rolnictwie lub gospodarce leśnej; wg danych na rok 1895 w Au było to 66%, w Horben 75%, w Wittnau 80%, w Sölden 79% zatrudnionych. Inną strukturę zatrudnienia miało sąsiadujące z Fryburgiem Merzhausen, gdzie w sektorze rzemieślniczo-usługowym (ok. 20 zakładów w 1899 r., m.in. młyn, kuźnia, rymarz, szewc, krawiec, kołodziej, cieśla, bednarz) i w sektorzy wytwórczym (cegielnie, kamieniołomy, wapiennik) pracowało ponad 50% zatrudnionych. Także Bollschweil miało znaczącą liczbę zakładów rzemieślniczych, m.in. młyny zbożowe, tłocznię oleju, tartak, młyn do mielenia kory dębowej (jako surowca garbarskiego), kuźnię, warsztaty kołodzieja, tokarza, bednarza, szewski, krawiecki, ciesielski, fryzjera. Od końca XVIII w. działała w Bollschweilu cegielnia, a następnie zakład wapienniczy (Kalkwerk) pobierający surowiec z pobliskiego kamieniołomu. W granicach gmin Wittnau, Merzhausen, a głównie Au działała przez ok. sto lat na przełomie XIX i XX w. duża wytwórnia gipsu, opierającą się o lokalne wydobycie surowca u podnóża Schönbergu, a do jej produktów należały gips budowlany i nawozowy. W niższych partiach doliny Katzental, na granicy gmin Au i Horben, działała hodowla ryb w sztucznych zbiornikach na potoku Seltzenbächle.
| Miejscowość              | rodzaj przedsiębiorstwa                                      | rok powstania    | właściciel(e)                                  | rozwój                                                                                                | ustanie działalności |  |
| ------------------------ | ------------------------------------------------------------ | ---------------- | ---------------------------------------------- | --- | -------------------- |  |
| Merzhausen               | 3 cegielnie (i pozyskiwanie gliny)                           | ok. 1870         | Vereigigte Freiburger Ziegelwerke AG (ostatni) | | 1936, 1967/68        |  |
| Au, Wittnau i Merzhausen | wydobycie i wytwórnia gipsu                                  | 1831 1886 – 1903 | Herpel (pierwszy) Carl Walterspiel             | okres największej produkcji                                                                           | 1928                 |  |
| Bollschweil              | cegielnia                                                    | ok. 1790         | Michael Moll, bracia Koch                      | | 1920                 |  |
|                          | wytwórnia szczotek                                           | 1925             | Ernst Kirner                                   | | ?                    |  |
|                          | przedsiębiorstwo przewozowe                                  | 1935             | Martin Disch                                   | | 1941                 |  |
|                          | wytwórnia pieców (piekarników, pieców kuchennych i wędzarni) | ok. 1890         | Anton Weber                                    | przeniesienie fabryki do Ettlingen                                                                    | 1905                 |  |
|                          | zakład wapienniczy i kamieniołom                             | 1920             | Franz Koch                                     | 1982 sprzedaż firmie Knauf Marmorit, obecnie (2023) Knauf Marmorit (produkcja materiałów budowlanych) |                      |  |
|                          | warzelnia piwa                                               | przed 1898       | Tritschler                                     | | 1920                 |  |

Według postanowień traktatu wersalskiego tereny na wschód od ponownie ustalonej na Renie granicy między Francją a Niemcami wydzielono na szerokości 50 km jako strefę zdemilitaryzowaną, w obrębie której znalazła się też Hexental. Istnienie tej strefy wpłynęło negatywnie na stan całej gospodarki badeńskiej i spowodowało dotkliwe obniżenie dochodów, ale ludność wiejska i związana z rolnictwem była w stanie łatwiej kompensować niedobory, a mniejsze i średniej wielkości przedsiębiorstwa szybko dostosowały się do nowych warunków. Przykładem tego może być założenie w 1920 r. w Bollschweilu przez weterana I wojny światowej zakładu produkcji wapna, od początku szybko rozwijającego się i dającego zatrudnienie wielu mieszkańcom wsi. Układ polityczny w badeńskim Landtagu, a z nim i rząd krajowy, pozostał do 1933 r. stabilny przy rostrzygającej dominacji katolickiej Partii Centrum i lewicowej SPD. Podobnie wyglądała sytuacja w Wittnau, Sölden i Bollschweil, niemal jednolicie katolickich. W wyborach do Reichstagu w listopadzie 1932 r. na Partię Centrum w Wittnau oddano 162 (ze 198) głosów, Sölden trwało jako ostoja Zentrumpartei dłużej niż Bollschweil, gdzie od wyborów w 1932 r. partia katolicka zaczęła tracić głosy na rzecz NSDAP. Od 1930 r. popularność partii narodowosocjalistycznej rosła w Badenii szybciej niż w innych częściach Republiki Weimarskiej: w wyborach w 1930 r. głosowało na nią 19,2% (średnia krajowa wynosiła 18,3%), w 1932 r. 34,1%, a w 1933 r. – 45,4% (1,5% więcej niż średnia krajowa).

#### Okres nazistowski

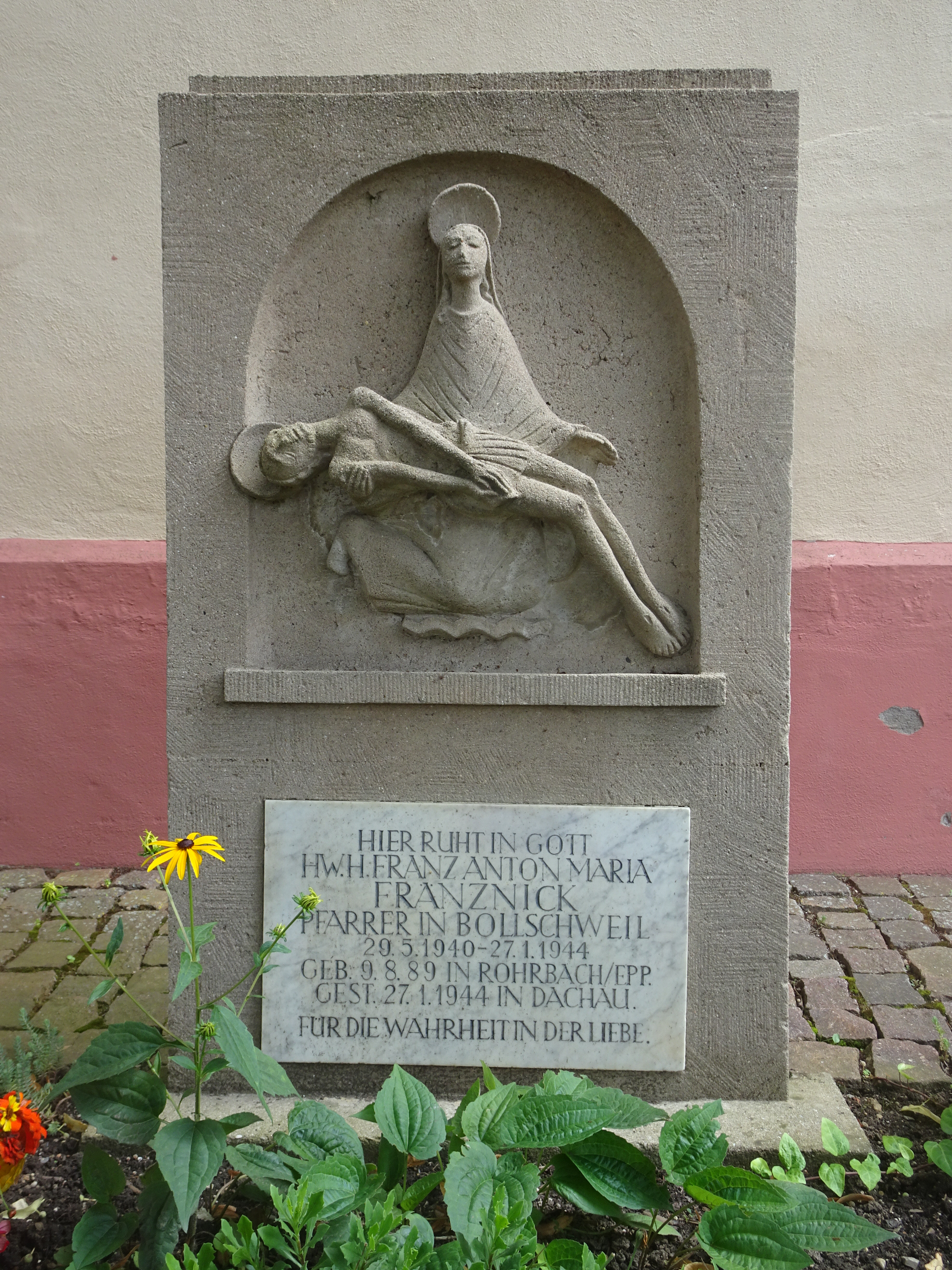
Płyta pamiątkowa przed kościołem w Bollschweilu upamiętniająca ks. Fränznicka

Dekret prezydenta Rzeszy Paula von Hindenburga z 28 lutego 1933 r. „o ochronie narodu i państwa” (Verordnung des Reichspräsidenten zum Schutz von Volk und Staat) znosił swobody obywatelskie mieszkańców Rzeszy i zezwalał na legalne zastępowanie demokratycznie wybranych przedstawicieli władzy (krajowej i lokalnej) komisarzami Rzeszy (Reichskomissar). Mocą tego dekretu zastąpiono 6 kwietnia burmistrza Wittnau (z Partii Centrum) komisarzem z NSDAP. Burmistrzowie Sölden i Bollschweilu, wstępując wiosną 1933 r. do NSDP, utrzymali się na stanowisku do 1945 r. Skład rad gminnych miał według ustaw prezydenta Hindenburga z 31 marca i 7 kwietnia 1933 r. o „ujednoliceniu krajów z Rzeszą” (Gesetz zur Gleichschaltung der Länder mit dem Reich) odpowiadać proporcjom ustalonym w marcowych wyborach do Reichstagu – dla Badenii mającej 57 miejsc oznaczało to 30 posłów NSDAP, 17 Partii Centrum, 8 SPD i 2 DNVP. Członków rad gminnych wymieniono w Sölden, Bollschweilu i Wittnau; co do gmin Au, Horben i Merzhausen brak danych. Konkordat między Stolicą Apostolską a Republiką Badenii, tzw. konkordat badeński, został sformułowany, zawarty i ratyfikowany dzięki zaangażowaniu prałata Ernsta Föhra, posła do badeńskiego Landtagu i przewodniczącego frakcji parlamentarnej Partii Centrum, który od sierpnia 1933 r. do października 1939 r. był księdzem w parafii Sölden. Powstały w trakcie I wojny światowej w nadreńskim Schönstatt katolicki ruch apostolski o nazwie Schönstattbewegung sprzeciwiał się w swoich pryncypiach nazistowskiej ideologii, a jego działacze byli przez reżim prześladowani – był wśród nich ksiądz Anton Fränznick, w latach 1940–1942 proboszcz parafii kościoła św. Hilarego. U mieszkańców wsi cieszył się szacunkiem za zaangażowanie w jej życie duchowe i codzienne, natomiast popadał w konflikty z burmistrzem i miejscowymi działaczami NSDAP, co doprowadziło do aresztowania i osadzenia go w obozie koncentracyjnym w Dachau, gdzie zmarł w styczniu 1944 r. Podłożem jednego z rozdźwięków miało być według wspomnień naocznego świadka publiczne potępienie przez ks. Fränznicka powieszenia w marcu 1942 r. polskiego robotnika przymusowego za utrzymywanie niedozwolonych kontaktów z mieszkanką Bollschweilu; dokładne tło i przebieg tamtych wydarzeń są różnie przedstawiane. Zarówno w Bollschweilu, jak i w Sölden i Wittnau pracowali liczni polscy więźniowie wojenni i robotnicy przymusowi, także rosyjscy i francuscy, ich relacje z miejscową ludnością były różne. Wśród osób bezpośrednio związanych z aparatem narodowosocjalistycznym był wysokiej rangi weteran I wojny światowej, generał major Max von Holzing-Berstett, którego rodzina osiedliła się na stałe w rodowej posiadłości Bollschweil tuż po zakończeniu I wojny światowej. W 1929 r. powołano go na stanowisko przewodniczącego niemieckiego komitetu olimpijskiego (Deutscher Olympischer Ausschuß), a w latach 1935–1936 stał na czele Międzynarodowej Federacji Jeździeckiej. Podczas olimpiady w Berlinie w 1936 r. poprowadził niemiecką ekipę jeździecką do licznych zwycięstw. Jego imieniem nazwano po wojnie jedną z ulic w Bollschweilu.

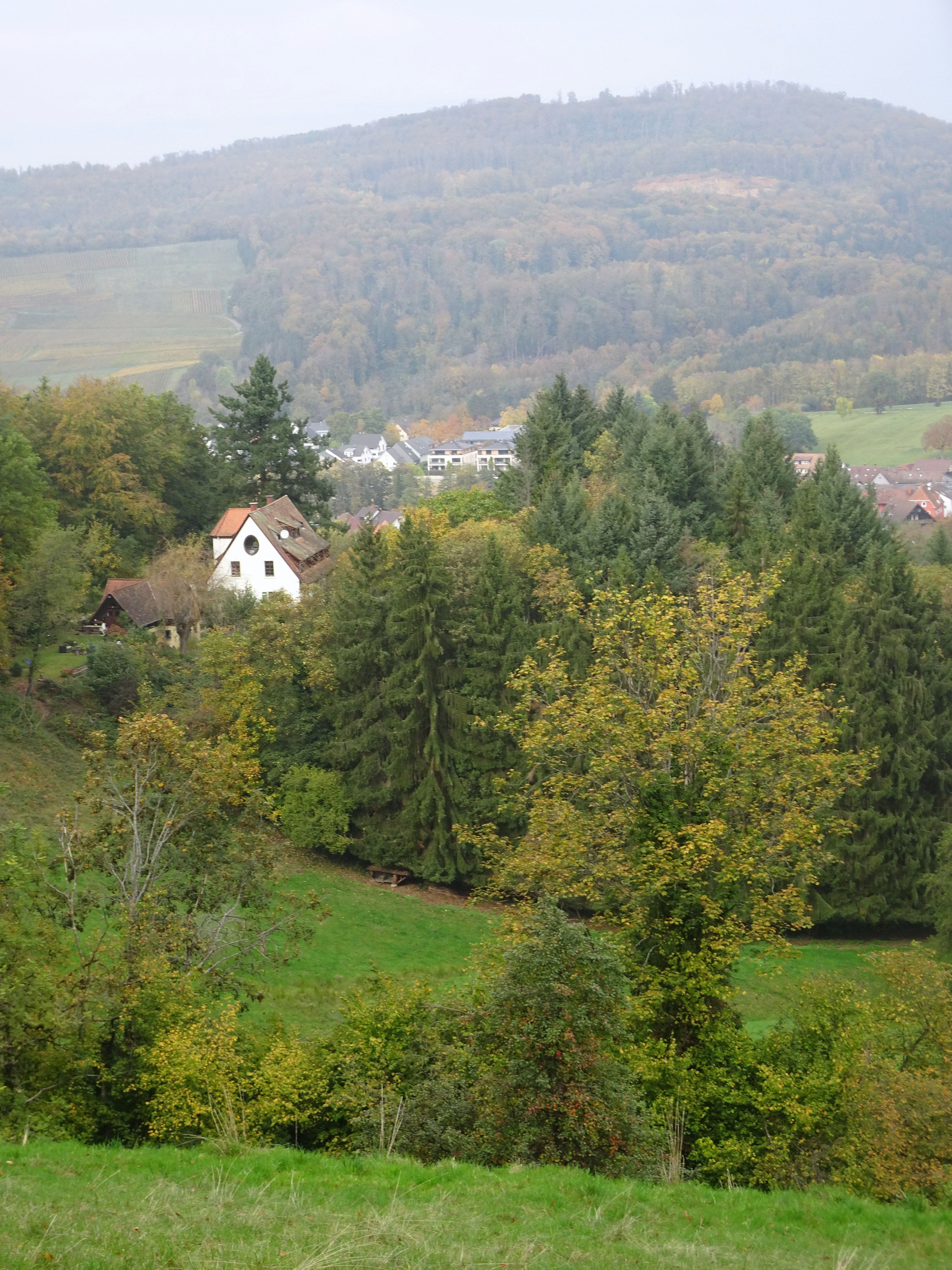
Willa, w której mieścił się ośrodek Sonnenhalde, poniżej zabudowania Bollschweilu i widok na Hohfirst w masywie Schönbergu.

Wiele szczegółów opisujących dzieje Hexental w czasach nazistowskich nie może być odtworzone, ponieważ, jak podają historyk Sölden Franz Kern i przedstawiający historię Wittnau Hans Harter, sprawozdania z obrad rad gminnych zostały zniszczone tuż przed końcem wojny. Lepiej udokumentowane i zbadane są dzieje domów opieki i wypoczynku dla dzieci w Bollschweilu: chrześcijańskiego w Kuckucksbad w latach 1918–1936 i dla dzieci żydowskich w Leimbach w latach 1935–1939. Ten pierwszy znajdował się w budynku dawnego kurortu „Kukukbad” i był prowadzony przez Viktorię von Bartenstein (zaprzyjaźnioną z rodziną Holzing-Berstett, mającą posiadłości m.in. w Bollschweilu i Wittnau) jako Kindererholungsheim, ośrodek wypoczynkowy dla dzieci. Istniał on do czasu, kiedy władze nazistowskie zakazały kierowania dzieci do instytucji prowadzonej przez osobę nienależącą do NSDAP. Drugi dom opieki i wypoczynku przeznaczony był dla dzieci niearyjskich i mieścił się w willi na stoku nad środkową częścią Bollschweilu. Prowadziły go dr Elisabeth Müller, lekarka z Hannoveru, i dr Annerose Heitler, pedagog z Baden-Baden. Ośrodek, nazwany przez nie Sonnenhalde – Słoneczny Stok, nie utrzymywał co prawda bliższych kontaktów z mieszkańcami wsi, nie byli mu oni jednak z początku niechętni, mimo popularności NSDAP (w wyborach do Reichstagu w marcu 1933 r. w Bollschweilu oddano na nią 43,4% głosów). Narastające od końca 1936 r. antyżydowskie nastroje, których wyrazicielem były np. członkinie Narodowosocjalistycznej Ligi Kobiet NS-Frauenschaft kierowanej lokalnie przez Elsę von Holzing, i nacisk ze strony okręgowej NSDAP na burmistrza Bollschweilu Franza Schneidera (długi czas nie niechętnego istnieniu ośrodka dla dzieci żydowskich), przy potęgującej się ogólnoniemieckiej nagonce antyżydowskiej doprowadziły do likwidacji Sonnenhalde. Annerose Heitler wyemigrowała do Anglii w październiku 1938 r. Wydarzenia kolejnych tygodni przekonały Elisabeth Müller, że otwarcie Sonnenhalde po corocznej listopadowej przerwie nie jest możliwe, więc wystawiła w styczniu 1939 r. jego ruchomości na sprzedaż i po formalnej likwidacji ośrodka powróciła do Hannoveru.
Gospodarka Trzeciej Rzeszy, aby zaspokoić rosnące potrzeby przemysłu, sięgała po nawet mniej wydatne złoża rud żelaza, jak na Schönbergu. W 1937 r. wydano dwie koncesje na eksploatację pokładów w kopalni Grube Schönberg na stokach ponad Wittnau i w kopalni Grube Bollschweil na stokach Steinbergu, przy czym budowę sztolni i szybów rozpoczęto tylko w tej pierwszej. Najwyższe wydobycie, 482 tys. ton materiału rudnego, osiągnięto w 1940 r., w maju 1942 r. wydobycie wstrzymano wobec opanowania przez Niemcy Lotaryngii z jej zasobami bardziej wartościowych rud. Infrastrukturę wydobywczą na Schönbergu utrzymywano w stanie gotowości do podjęcia wydobycia do 1957 r.
Po nalocie bombowym na Fryburg 27 listopada 1944 r. – największej katastrofie zniszczenia, jaką przeżyło miasto w swojej 800-letniej historii – wielu jego mieszkańców w panice opuszczało miasto. W pobliskim Horben założono dwie ochronki dla dzieci i dom opieki dla osób starszych i bezdomnych, także w innych okolicznych miejscowościach (np. w Sölden) chronili się uciekinierzy z Fryburga. W oczekiwaniu alianckiej ofensywy przez Ren od strony Breisach mobilizowano od jesieni 1944 r. ludność cywilną m.in. do kopania rowów przeciwczołgowych, jak te u południowego wylotu Hexental pod Ehrenstetten, które jednak na nic się nie zdały, gdyż wojska francuskie i amerykańskie nacierały od północy. Sama Hexental nie doznała w trakcie wojny większych zniszczeń. W grudniu 1944 r. w wyniku wybuchu bomb zrzuconych z samolotu uszkodzone zostały okna w kościele i paru domach w Sölden, także w pobliżu Horben spadło w otwartm terenie kilka pocisków, nie powodując większych szkód. Dotkliwsze były straty w ludziach: pamięci żołnierzy, którzy zginęli lub zaginęli w trakcie wojny poświęcone są pomniki i tablice pamiątkowe w Merzhausen (81 poległych), Horben (34 poległych), Wittnau (25 poległych), Sölden (29 poległych), St. Ulrich (33 poległych) i w Bollschweilu (56 poległych). W kwietniu 1945 r. przygotowano Hexental do obrony (zasieki przeciwczołgowe, podminowane mosty), ale po zajęciu przez oddziały francuskie 21 kwietnia 1945 r. Fryburga praktycznie bez walki zrezygnowano z wszelkiego oporu i od 23 kwietnia ratusze we wsiach zaczęli zajmować żołnierze francuscy, maszerujący od północy przez Hexental do Horben i St. Ulrich i dalej w góry. Granice obszarów pod kontrolą zwycięskich armii alianckich ustalono 8 lipca 1945 r. i Hexental znalazła się we francuskiej strefie okupacyjnej.

## Historia najnowsza

### Okres do powstania landu Badenia-Wirtembergia
Według ustaleń konferencji poczdamskiej wśród celów polityki we wszystkich czterech strefach okupacyjnych były: demilitaryzacja, demokratyzacja, denazyfikacja i demontaż infrastruktury przemysłowej w ramach reparacji wojennych. Hexental dotyczyły denazyfikacja i późniejsza, ogólnokrajowa demokratyzacja życia politycznego. Podstawą prawną tej pierwszej było rozporządzenie z 29 marca 1949 r. (Landesverordnung über die Befreiung vom Nationalsozialismus und Militarismus), które precyzyjne ustalało rozmiar kar za działalność na rzecz reżimu hitlerowskiego. Niemniej jednak przebieg procesu denazyfikacji i egzekwowanie kar w części Badenii okupowanej przez władze amerykańskie i w tej pod zarządem francuskim były diametralnie różne, a dzisiejsze stanowisko w historycznej ocenie tamtych wydarzeń (reprezentowane przez Landeszentrale für politische Bildung Baden-Württemberg i Landesarchiv Baden-Württemberg) uznaje denazyfikację we francuskiej strefie okupacyjnej za „niedbałą”, nieefektywną, wręcz za „zakończoną niepowowdzeniem” (gescheitert). W monografiach poszczególnych miejscowości w Hexental jedynie praca dotycząca Bollschweilu omawia powojenną denazyfikację i o osobach z Bollschweilu badanych na tę okoliczność mówi, że „prawie wszystkie uznano za obciążonych w mniejszym stopniu”. Przewody denazyfikacyjne zakończono w 1950 r.
Pod względem gospodarczym pierwsze powojenne lata były powszechnie, także na terenach rolniczych jak Hexental, oceniane jako bardzo ciężkie: Not und Elend (niedostatek i nędza), Hungerjahren 1945 bis 1947 (lata 1945 do 1947 to lata głodu) i Periode der Entbehrungen und Entsagungen (okres biedy i wyrzeczeń). Żywność była dostępna tylko na kupony żywnościowe, a i te gwarantowały jedynie niezbędne minimum. Usiłowano zdobywać produkty żywnościowe we wsiach – pozornie tylko lepiej sytuowanych, gdyż obowiązkowe i pod karą ściągane kontyngenty płodów rolnych dla Francuzów były bardzo wysokie – i pomocy tej rolnicy, jak mówi kronikarz Sölden, nie odmawiali. Dalszym obciążeniem były konfiskaty i przymusowe dostawy takich przedmiotów jak ubrania, buty, koce, pościel, sztućce itp. na rzecz zarówno dawnych robotników przymusowych powracających do swoich ojczyzn, jak i niemieckich więźniów wojennych powracających do domu. Wymiar nie tylko gospodarczy, ale przede wszystkim społeczny miało przymusowe osadzanie w miejscowościach w Hexental rodzin przesiedlanych ze wschodu (głównie ze Śląska i Pomorza), co prowadziło m.in. do wzrostu liczby mieszkańców.
Na dłuższą metę i gospodarczo, i środowiskowo niekorzystne dla gmin w Hexental były wymagane przez francuski Gouvernement Militaire (zarząd wojskowy) kontrybucje w formie drewna, przede wszystkim jodeł z gminnych i prywatnych lasów. Względy ochrony przyrody stały od 1946 r. za usiłowaniami działaczy z badeńskiej organizacji ochrony przyrody BLNN (Badische Landesverein für Naturkunde und Naturschutz) zmierzającymi do objęcia prawną ochroną ekologicznie wyjątkowo cennych terenów na Schönbergu, który od końca wojny był francuskim poligonem wojskowym. Ćwiczenia francuskich żołnierzy miały miejsce nawet na obszarze gminy Bollschweil, gdzie ponadto Francuzi mieli swoje wysypisko śmieci. Dopiero polityczne zmiany w Europie pod koniec lat 90. XX w. doprowadziły do wycofania się armii francuskiej z poligonu na Schönbergu, oddania terenów pod zarząd gmin i stopniowego ustanawiania tam stref rezerwatów przyrody i ochrony krajobrazu.
Powszechnie i gorąco dyskutowano na temat administracyjnej formy południowo-zachodnich landów: Badenia Południowa i Północna, Wirtembergia i dawna pruska eksklawa Hohenzollern. W grudniu 1951 r. kwestię wyboru między przywróceniem dawnego landu Badenii a ustanowieniem jednego wspólnego z pozostałymi landu poddano pod głosowanie w powszechnym referendum. Przeważającą liczbą głosów, 69,7%, opowiedziano się za jednym landem w południowo-zachodniej części Niemiec. Hexental należała wówczas do powiatu fryburskiego (Landkreis Freiburg), w którym za ustanowieniem jednego, łącznego landu głosowało jedynie 41,5%. Po uchwaleniu 15 maja 1952 r. przez Zgromadzenie Krajowe (Beratende Landesversammlung des Landes Baden) stosownej ustawy (Überleitungsgesetz) nowo powstały land pod dwuczłonową nazwą Badenia-Wirtembergia (Baden-Württemberg) stał się częścią Republiki Federalnej.

### Okres od połowy XX wieku

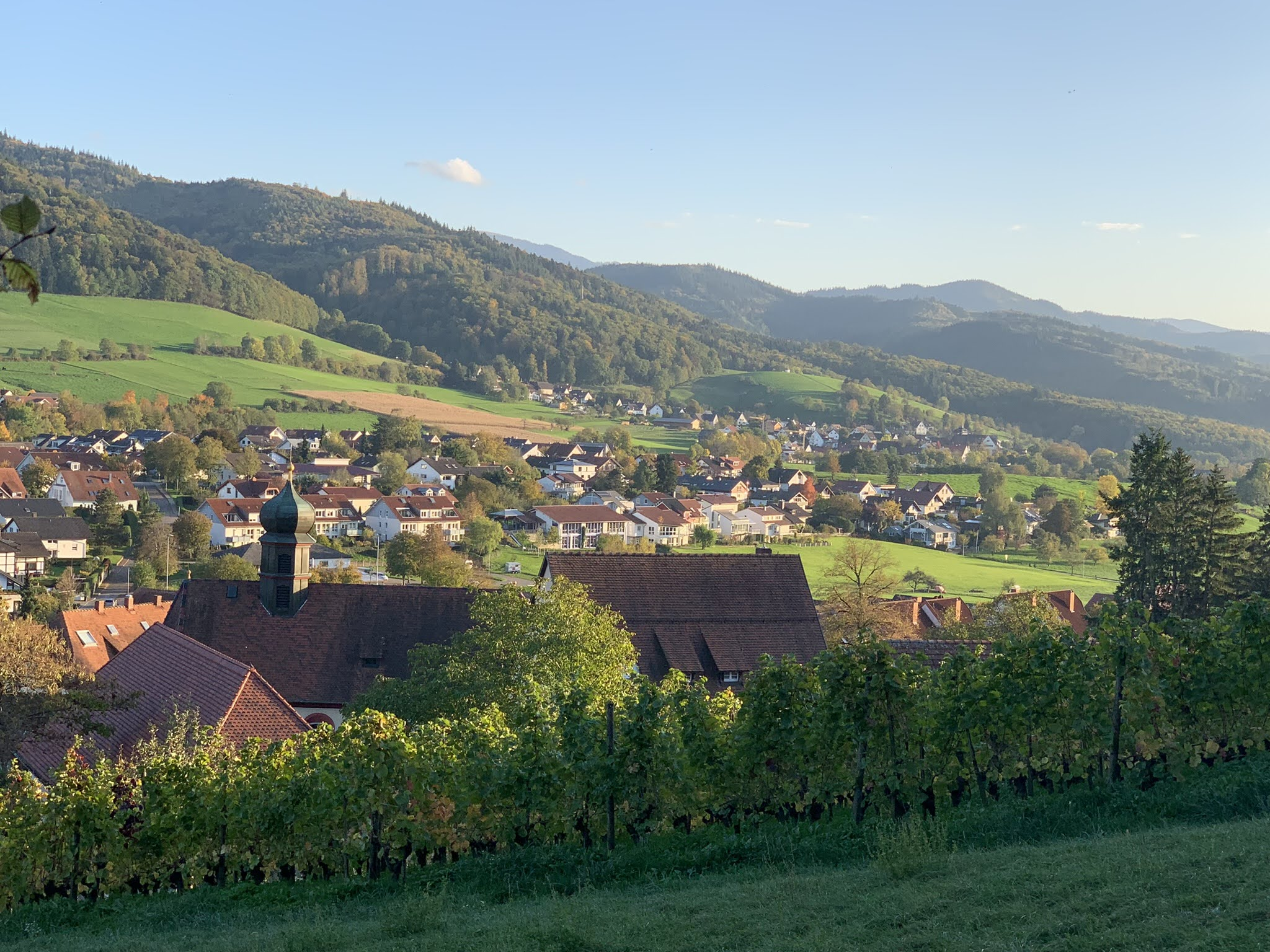
Wittnau, w głębi Sölden – większość widocznej zabudowy jest powojenna

Trzy powojenne dekady, a szczególnie środkowa – lata 60. XX wieku, to okres najgruntowniejszych zmian gospodarczych i społecznych w historii Hexental. Dotychczas życie mieszkańców wsi wyznaczał rytm prac w gospodarstwach rolnych, kalendarz świąt kościelnych i tradycje utrzymywane przez pokolenia lokalnie tych samych rodzin, niezainteresowanych – jak pisze Elfi Harter-Bachmann w historii Wittnau – wydarzeniami poza najbliższą okolicą. Przemiany w okresie „cudu gospodarczego” były fundamentalne zarówno w wymiarze gospodarczym, jak i społecznym. Wyłoniła się nowa struktura zatrudnienia, gdyż rolnictwo jako źródło utrzymania rodziny traciło stopniowo znaczenie, schodząc do roli ubocznej wobec pracy w innych, bardziej dochodowych sektorach gospodarki (np. w handlu i usługach) i w miejscach pracy poza rodzinną wsią. Wraz z tymi przemianami zmieniały się proporcje społeczne w miejscowościach w Hexental, do których z kolei sprowadzało się coraz więcej osób niezwiązanych zawodowo z rolnictwem i pochodzących z innych rejonów Niemiec lub innych państw. Pociągało to za sobą rozwój budownictwa jedno- i wielorodzinnego, unowocześnienie sieci dostaw mediów i rozbudowę dróg, czego rezultatem w latach 70. XX w. była diametralna zmiana wyglądu miejscowości. Obok znacznego wzrostu liczby mieszkańców, okres ten przyniósł miejscowościom w Hexental przede wszystkim „wcześniej nieznany i niewyobrażalny dobrobyt”, zrównujący standard życia z tym, jak np. we Fryburgu.

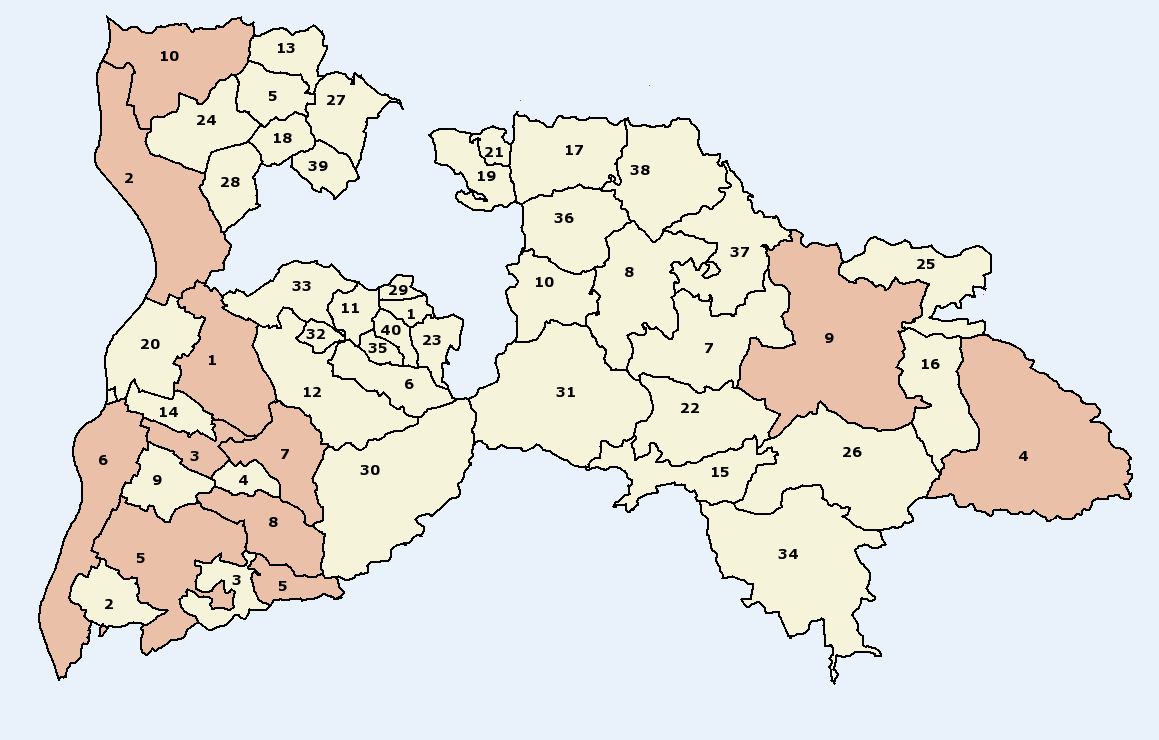
Powiat Bryzgowia-Schwarzwald Wysoki, gminy ujęte w niniejszym artykuje: 1 – Au, 6 – Bollschweil-St. Ulrich, 23 – Horben, 29 – Merzhausen, 35 – Sölden, 40 – Wittnau

Na początku lat 70. XX w. przeprowadzono w Badenii-Wirtembergii reformę administracyjną na poziomie powiatów i gmin. Utworzono powiat Bryzgowia-Schwarzwald Wysoki (Landkreis Breisgau-Hochschwarzwald), obejmujący dotychczasowy powiat Landkreis Freiburg wraz z leżącymi w jego granicach gminami w Hexental. Aby przeciwstawić się staraniom Fryburga zmierzającym do wchłonięcia sąsiadujących z nim gmin, utworzyły one osobną wspólnotę gmin. Rady gminne Merzhausen, Au, Horben, Wittnau i Sölden zgodnie argumentowały za zachowaniem niezależności administracyjnej gmin i, korzystając z przewidzianego w ustawie prawa do tworzenia związków gmin, jeszcze w 1971 r. podjęły inicjatywę utworzenia takowego. Władze gminy Bollschweil odmówiły przystąpienia do wspólnoty w obawie, że ona jako całość może być łatwiej przyłączona do Fryburga. Mimo początkowych trudności i opóźnień ze strony Ministerstwa Spraw Wewnętrznych w Stuttgarcie, Związek Gmin Hexental (Verwaltungsgemeinschaft Hexental VG Hexental) ukonstytuował się 30 września 1971 r., za siedzibę przyjmując Merzhausen. W toku reformy administracyjnej utworzono istniejącą od 1 stycznie 1974 r. wspólną gminę Bollschweil-St. Ulrich, która przystąpiła rok później do wspólnoty administracyjnej (vereinbarte Verwaltungsgemeinschaft) z gminą Ehrenkirchen, świeżo utworzoną z połączenia gmin Ehrenstetten, Kirchhofen, Scherzingen, Offnadingen i Norsingen.
| powiat                                                  | związek gmin                                                                                    | gmina                | powierzchnia (ha) w 2022 | gęstość zaludnienia w 1962 | gęstość zaludnienia w 1982 | gęstość zaludnienia w 2002 | gęstość zaludnienia w 2022 |
| Bryzgowia-Schwarzwald Wysoki / Breisgau/Hochschwarzwald | Związek Gmin Hexental / Verwaltungsgemeinschaft Hexental / VG Hexental                          | Merzhausen           | 276                      | 844                        | 1678                       | 1655                       | 1936                       |
| Bryzgowia-Schwarzwald Wysoki / Breisgau/Hochschwarzwald | Związek Gmin Hexental / Verwaltungsgemeinschaft Hexental / VG Hexental                          | Au                   | 399                      | 166                        | 262                        | 331                        | 373                        |
| Bryzgowia-Schwarzwald Wysoki / Breisgau/Hochschwarzwald | Związek Gmin Hexental / Verwaltungsgemeinschaft Hexental / VG Hexental                          | Wittnau              | 504                      | 101                        | 221                        | 281                        | 299                        |
| Bryzgowia-Schwarzwald Wysoki / Breisgau/Hochschwarzwald | Związek Gmin Hexental / Verwaltungsgemeinschaft Hexental / VG Hexental                          | Horben               | 875                      | 94                         | 102                        | 120                        | 138                        |
| Bryzgowia-Schwarzwald Wysoki / Breisgau/Hochschwarzwald | Związek Gmin Hexental / Verwaltungsgemeinschaft Hexental / VG Hexental                          | Sölden               | 380                      | 171                        | 220                        | 313                        | 337                        |
| Bryzgowia-Schwarzwald Wysoki / Breisgau/Hochschwarzwald | wspólnota administracyjna / vereinbarte Verwaltungsgemeinschaft Ehrenkirchen / VVG Ehrenkirschn | Bollschweil          | 1642                     | 84                         | 123                        | 142                        | 139                        |
| Bryzgowia-Schwarzwald Wysoki / Breisgau/Hochschwarzwald | wspólnota administracyjna / vereinbarte Verwaltungsgemeinschaft Ehrenkirchen / VVG Ehrenkirschn | Ehrenkirchen         | 5421                     | 100                        | 140                        | 166                        | 185                        |
| Bryzgowia-Schwarzwald Wysoki / Breisgau/Hochschwarzwald |                                                                                                 | Pfaffenweiler        | 360                      | 351                        | 662                        | 703                        | 719                        |
| Bryzgowia-Schwarzwald Wysoki / Breisgau/Hochschwarzwald |                                                                                                 | Ebringen             | 817                      | 201                        | 236                        | 328                        | 356                        |
|                                                         | miasto na prawach powiatu / Stadtkreis                                                          | Fryburg Bryzgowijski | 15304                    | 1042                       | 1167                       | 1374                       | 1543                       |